# Biserica de lemn din Stoboru

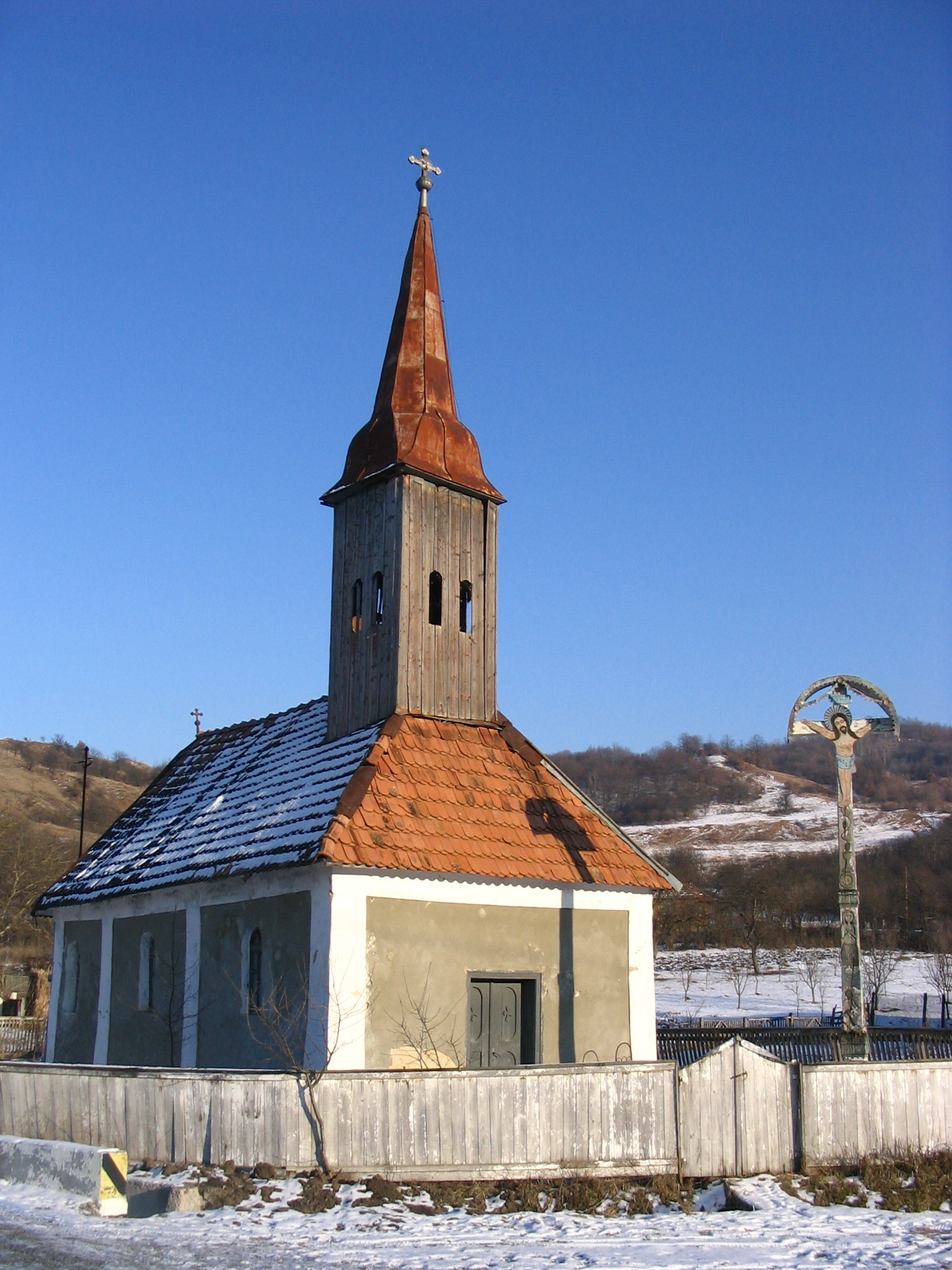
Biserica de lemn din Stoboru

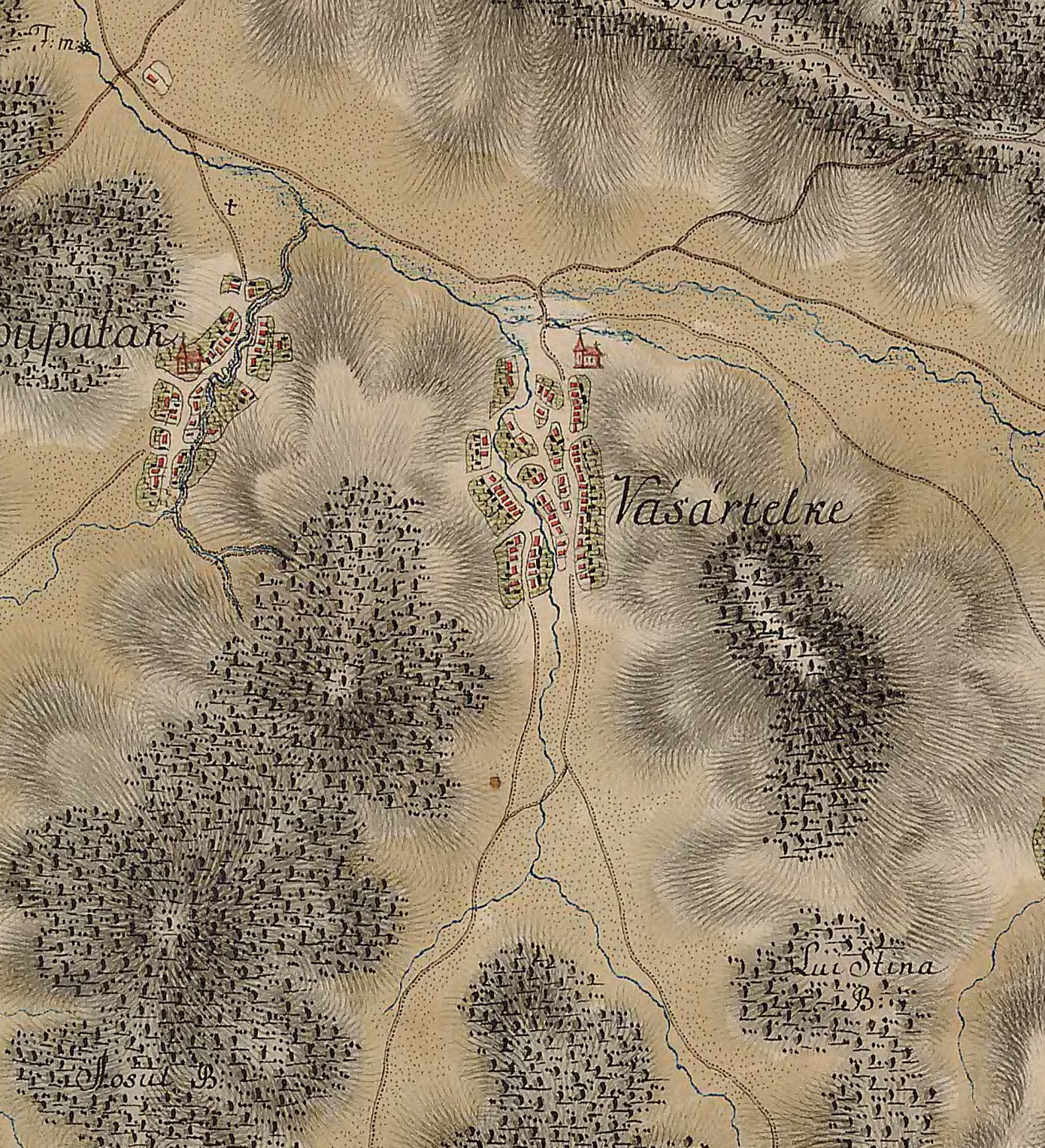
Biserica din Stoboru figurează în harta iozefină a Transilvaniei pe vechiul ei amplasament

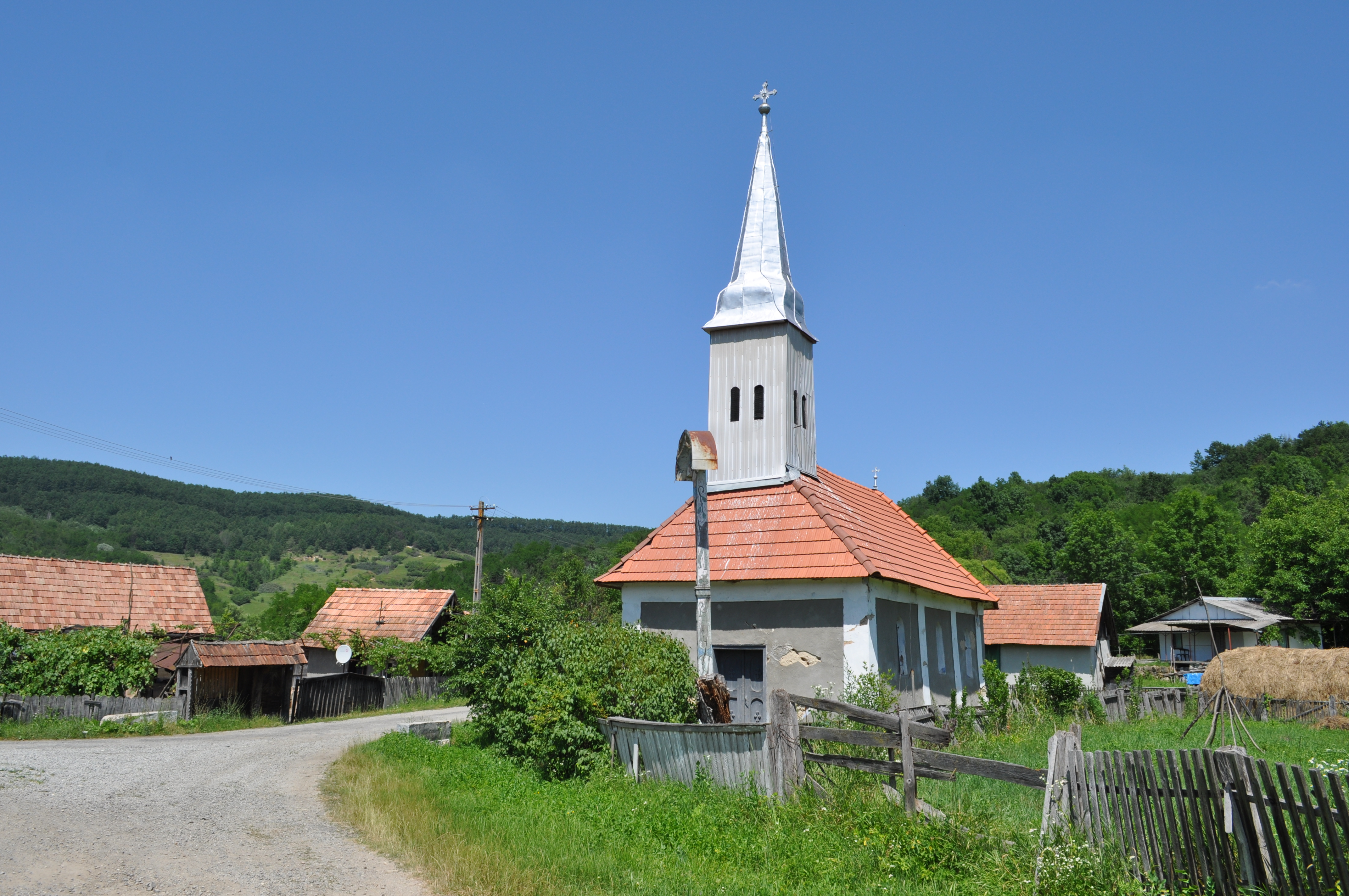
Biserica de lemn din Stoboru, comuna Cuzăplac, județul Sălaj, foto: iulie 2012.

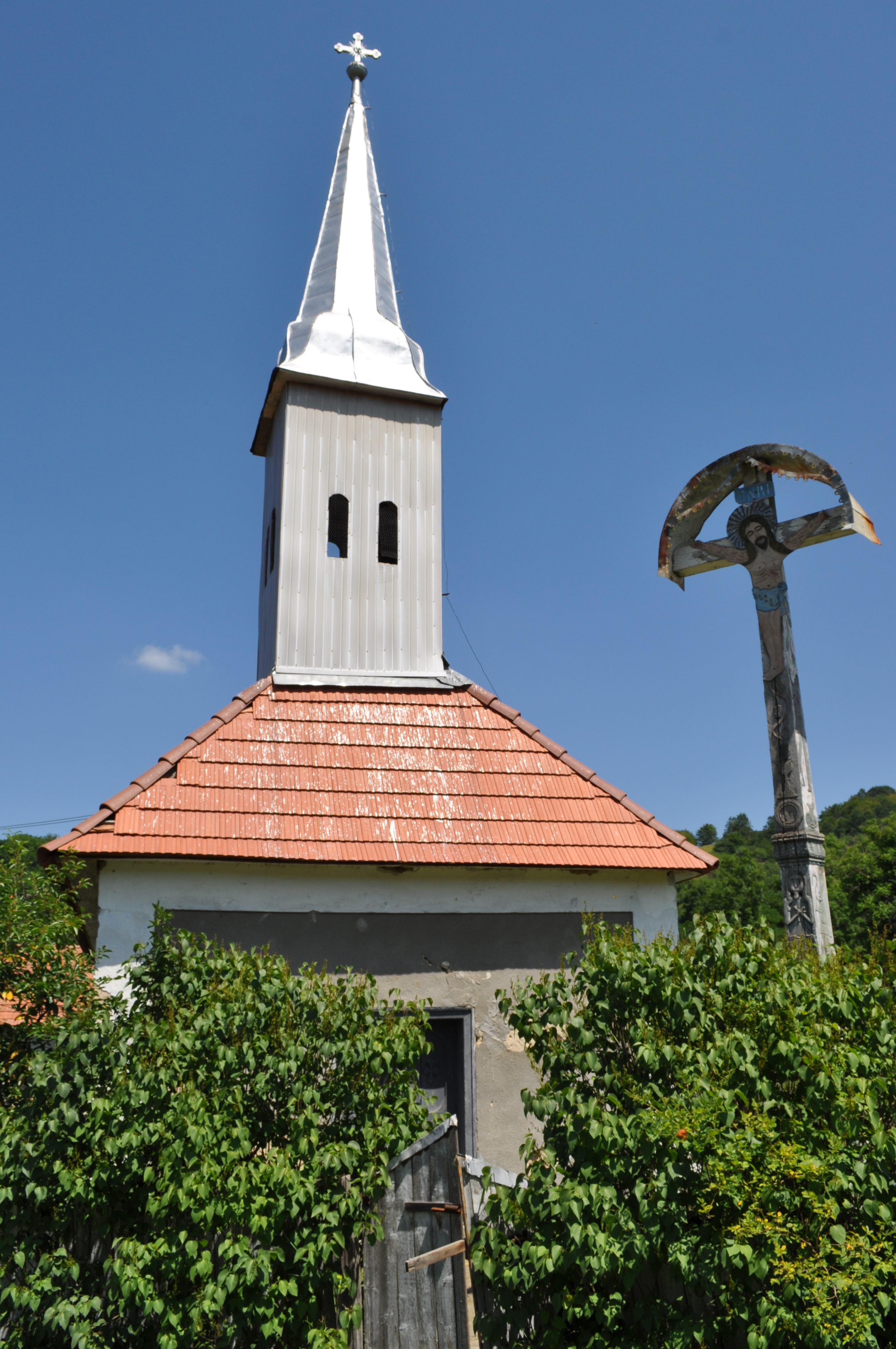
Biserica (vest)

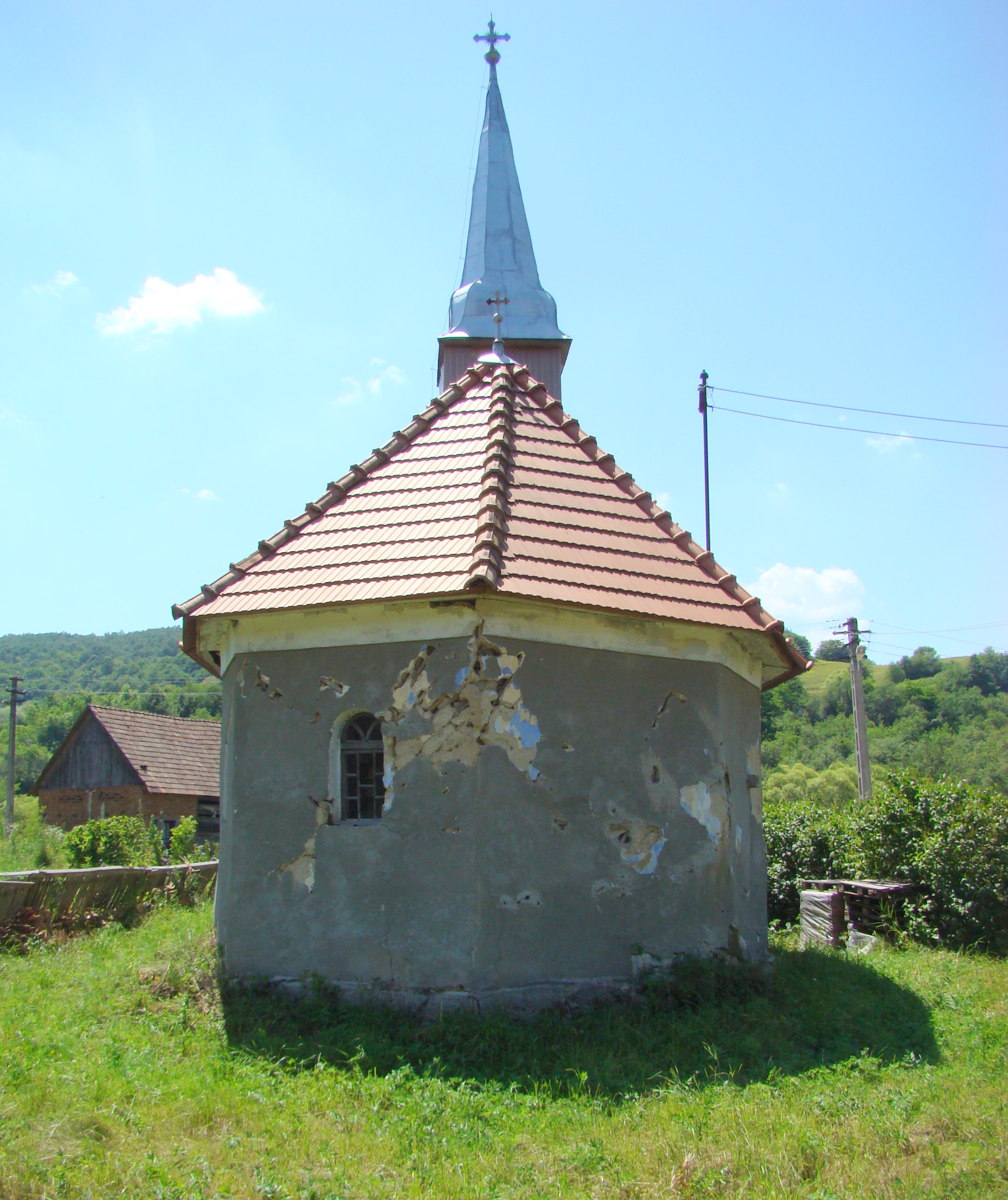
Biserica (est)

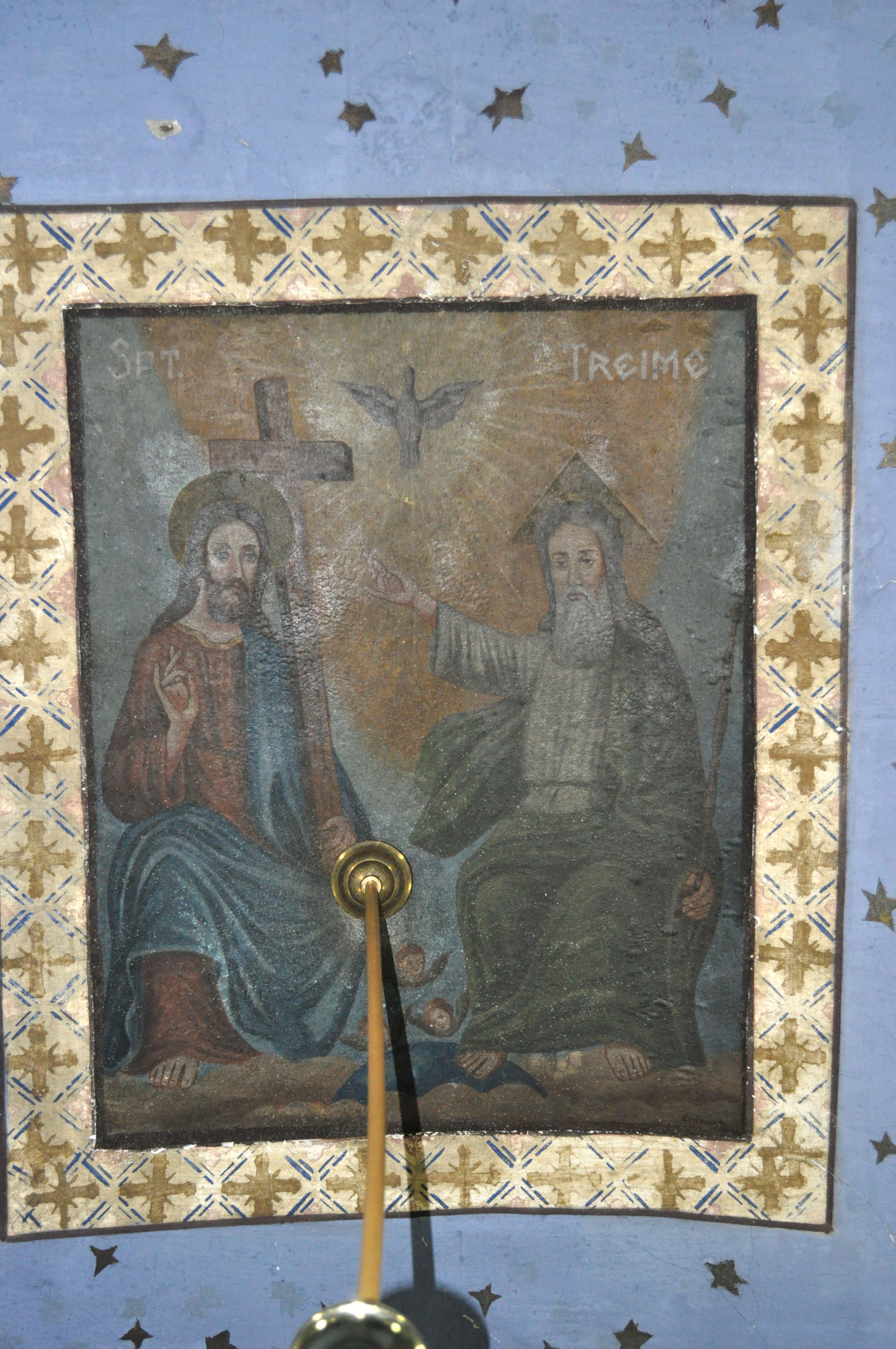
Bolta naosului: Sfânta Treime

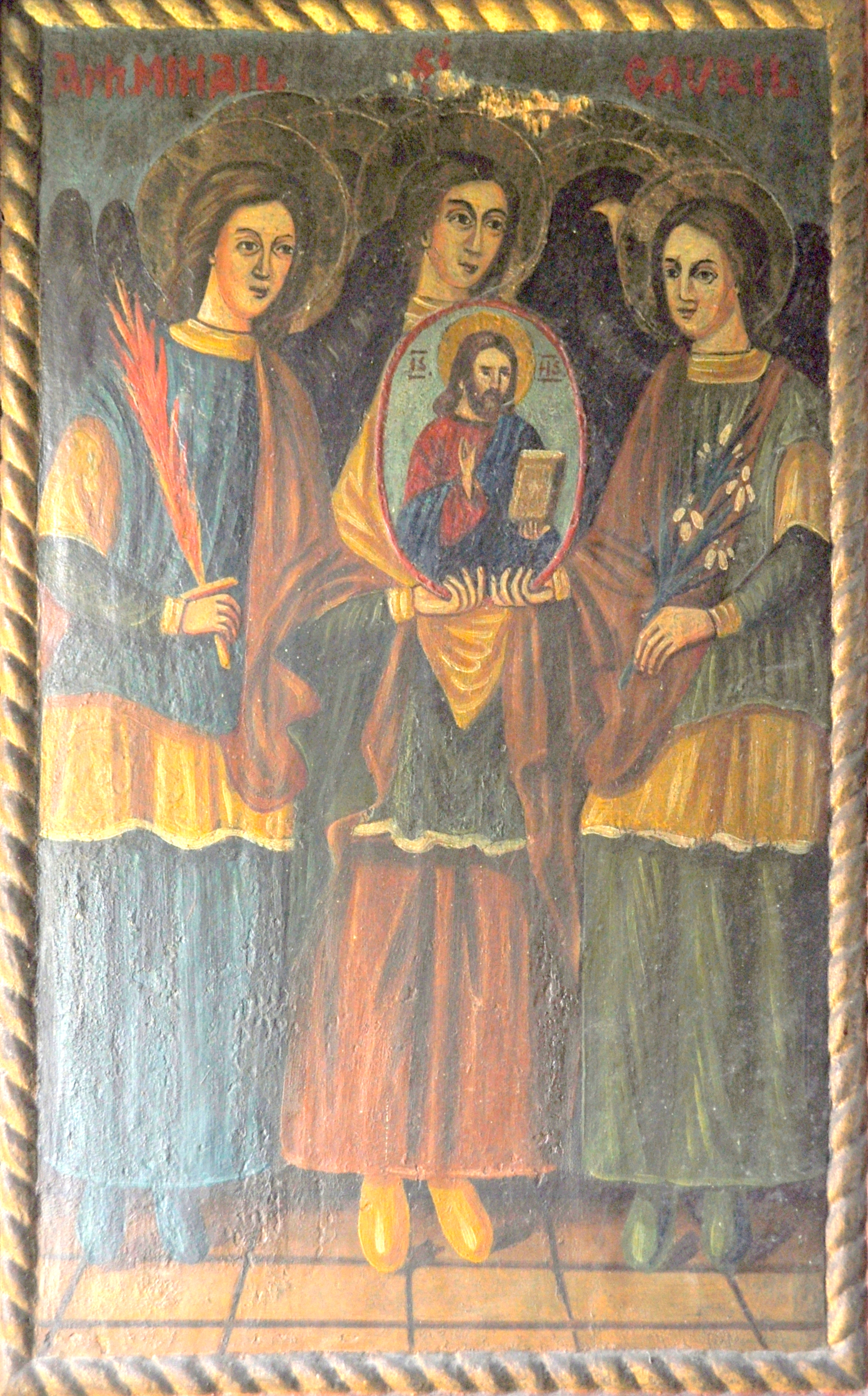
Icoană împărătească: Soborul Sfinților Arhangheli

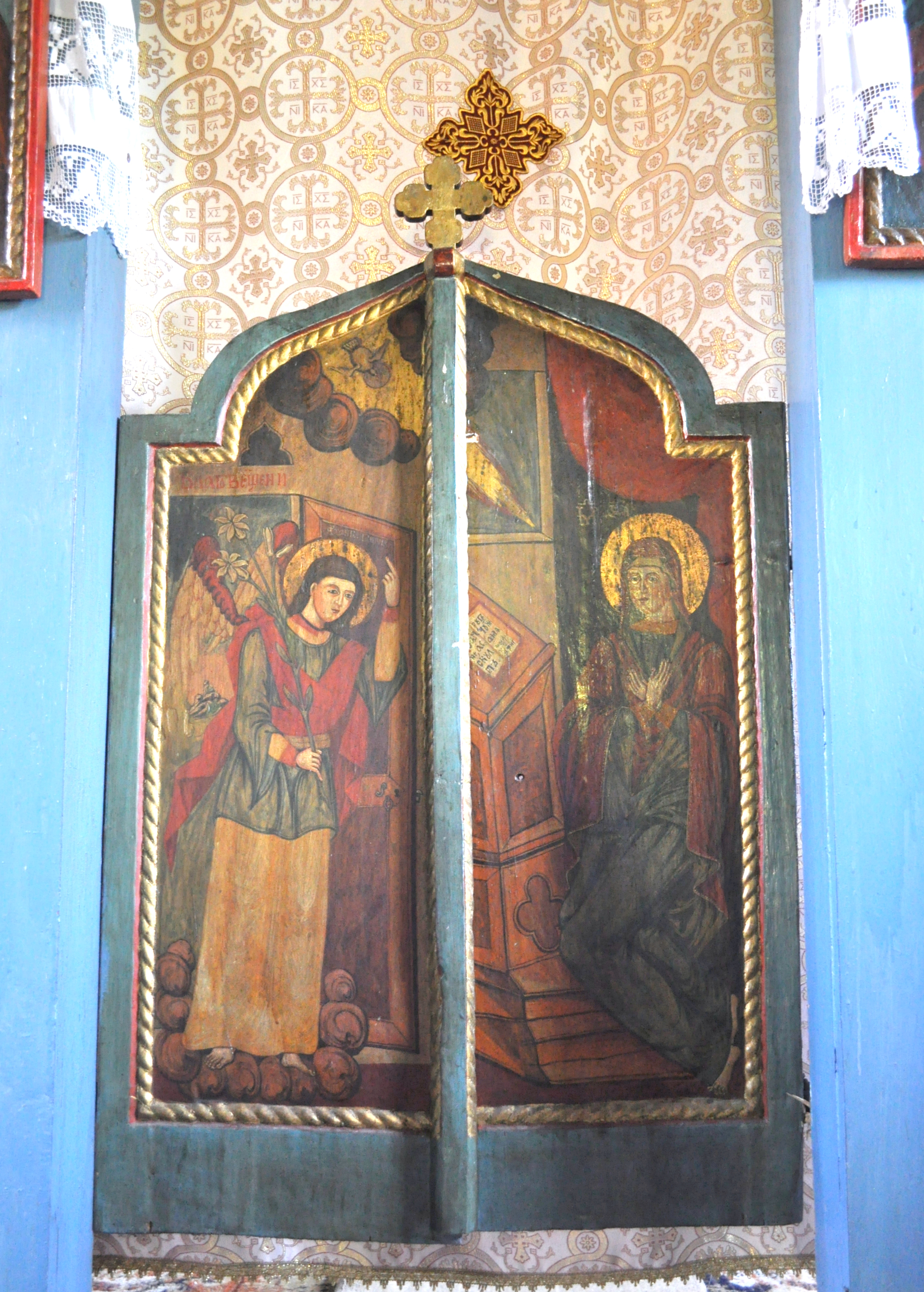
Ușile împărătești: Buna Vestire

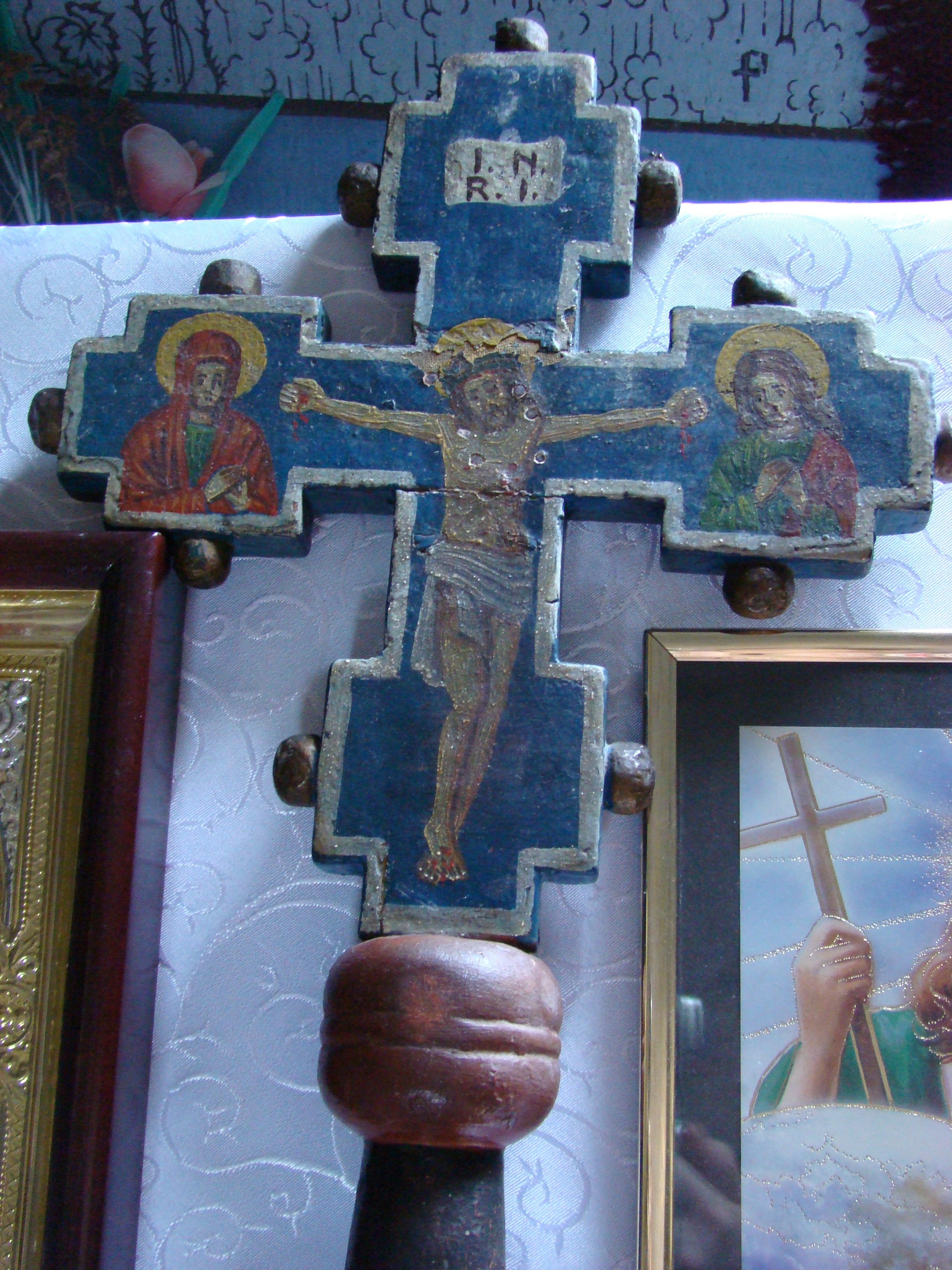
Cruce veche de lemn pictată

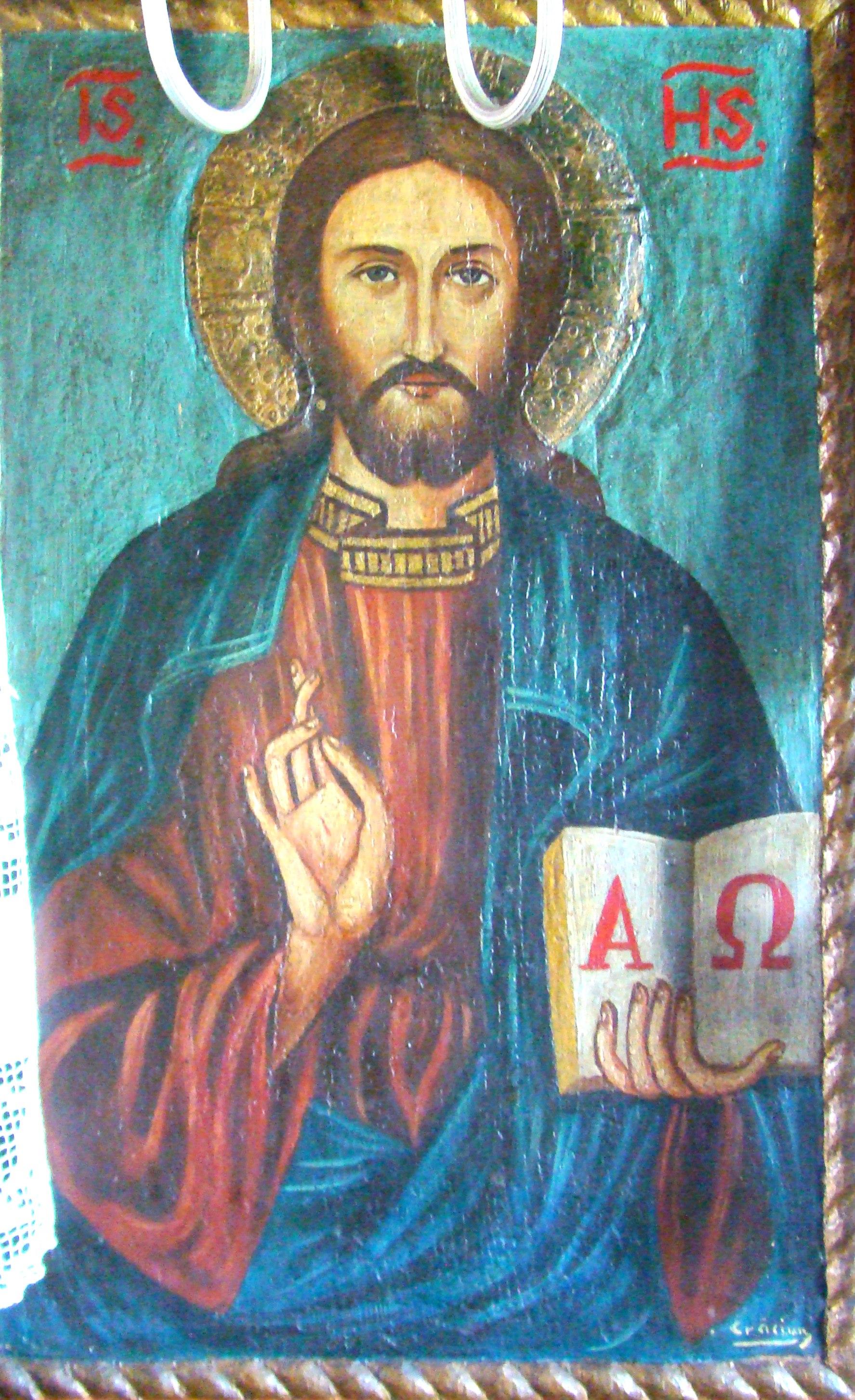
Icoană împărătească: Isus binecuvântând

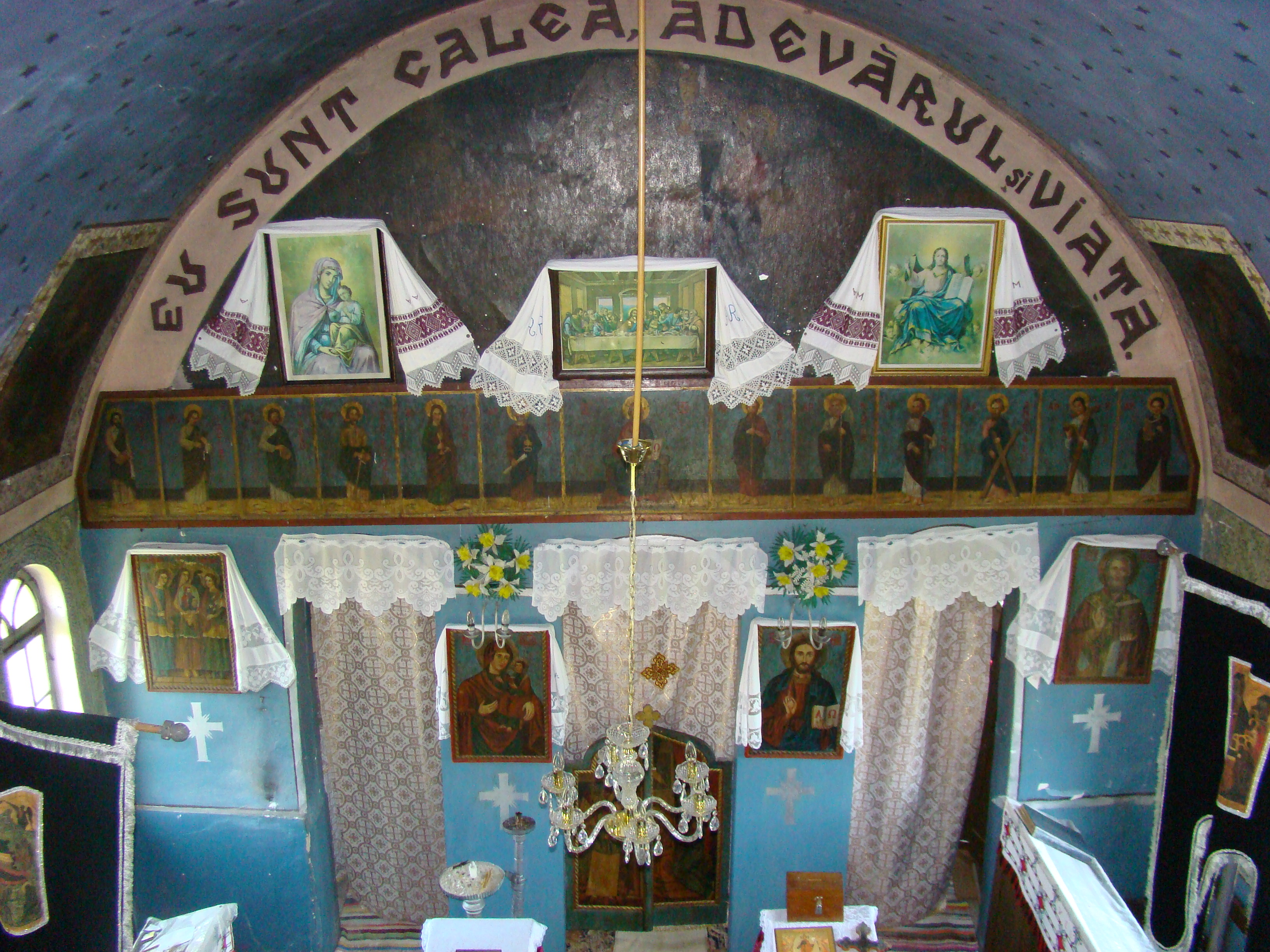
Iconostasul văzut din corul bisericii

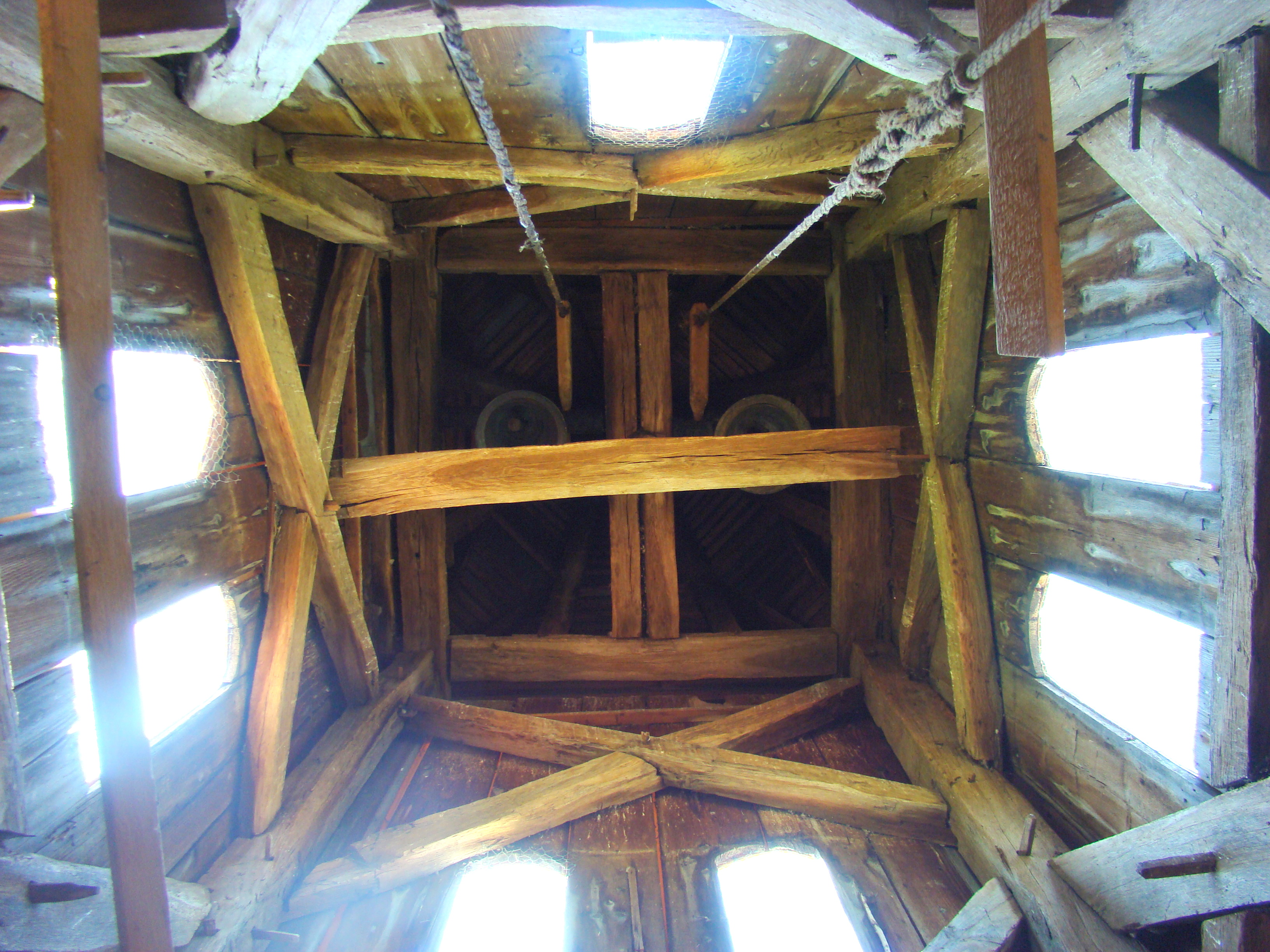
Galeria turnului

Biserica de lemn din Stoboru se află în localitatea omonimă din județul Sălaj și se presupune că ar fi construită din anul 1751. Biserica lipsește de pe lista monumentelor istorice.

## Istoric
Există foarte puține informații legate de trecutul acestei biserici. Pentru momentul ridicării ei se poate lua în considerare anul 1751, trecut și în pisania aflată în naos, pe parapetul corului, pisanie care datează din 1943. A fost mutată pe actualul amplasament în anul 1928, adusă fiind din cimitirul satului, aflat la ieșirea spre Cubleșu. Biserica, fostă greco-catolică, a trecut în folosința ortodocșilor în anul 1948, odată cu venirea comuniștilor la putere. Biserica se află într-o stare de degradare avansată și necesită lucrări urgente de reparații, lucru prohibitiv pentru mica comunitate, în Stoboru doar șase gospodării mai sunt locuite, patru dintre ele de către persoane văduve. Lucrări de reparații s-au mai făcut în anul 1943, în timpul păstoririi preotului Victor Varga, dar și în anul 1967, când preot era Lăpuște Mihai.

## Imagini din exterior

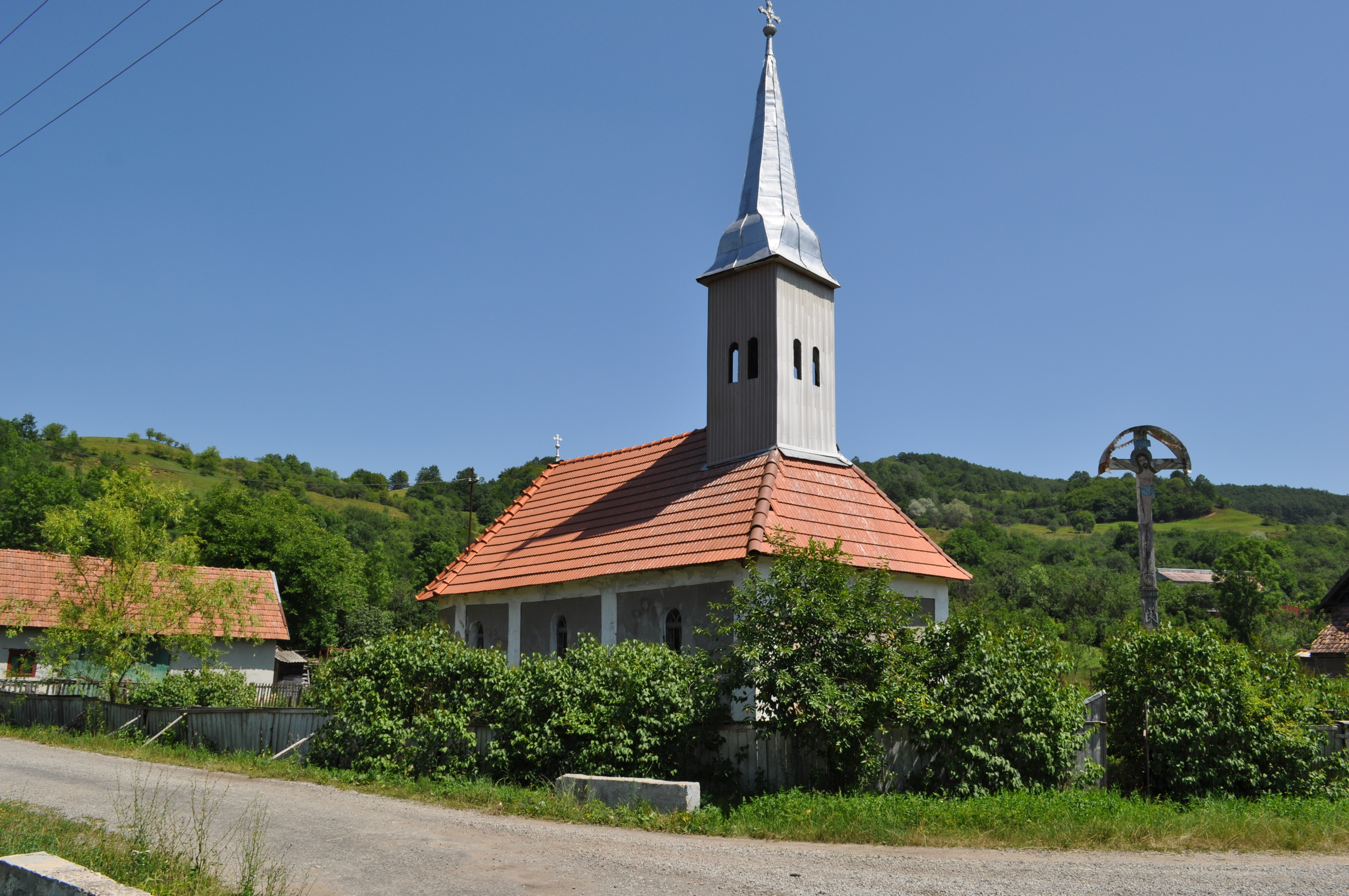
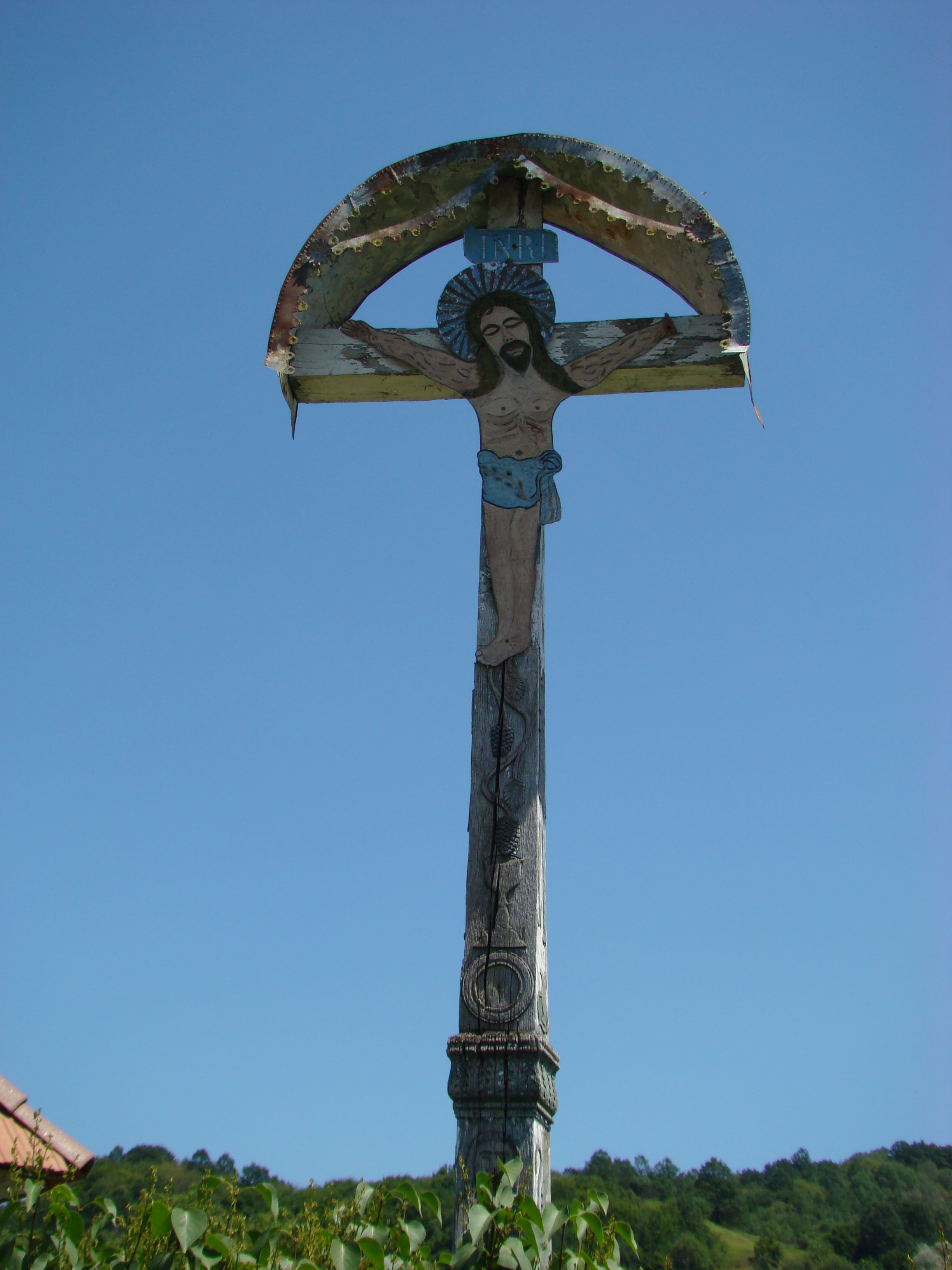
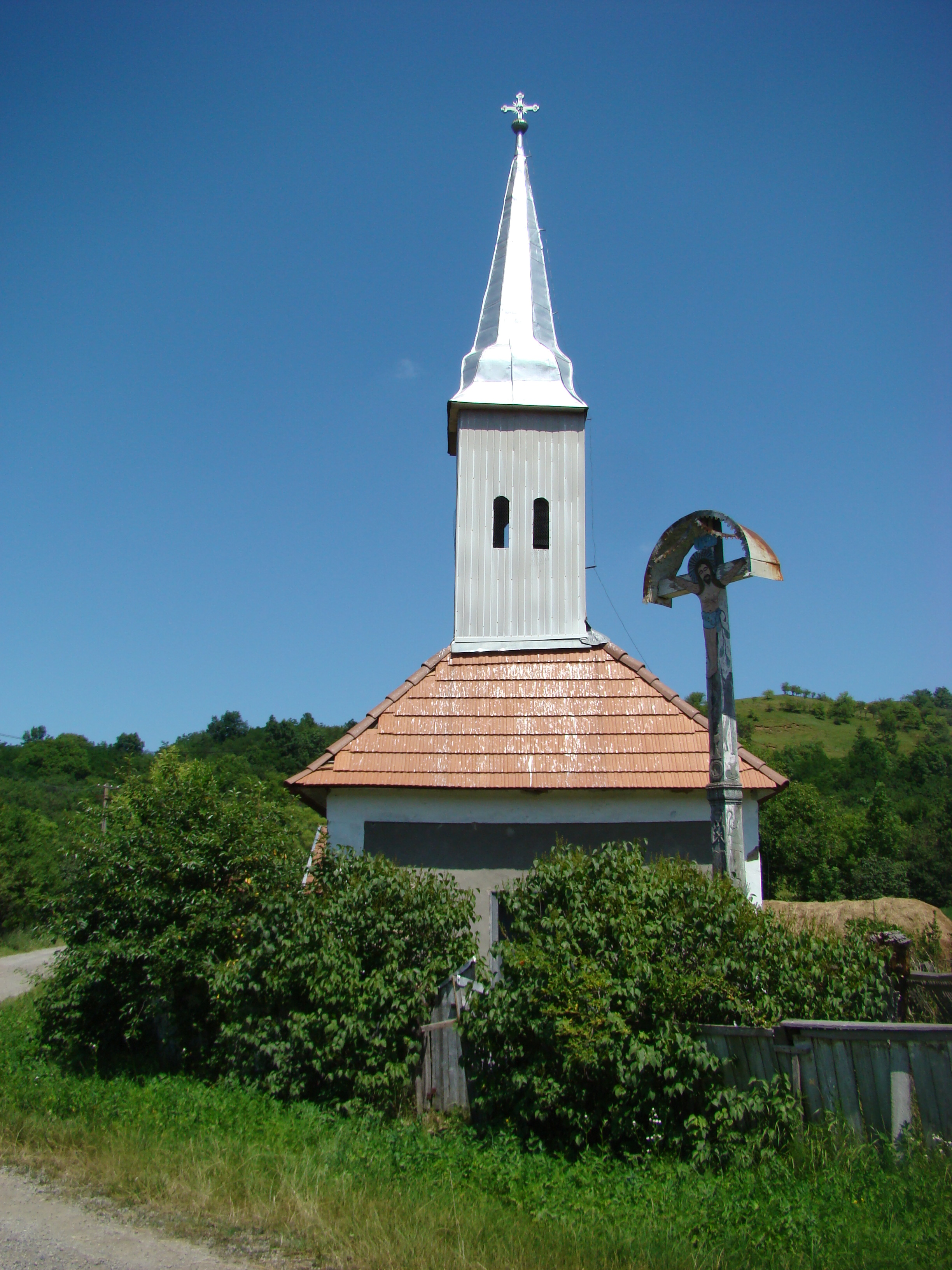
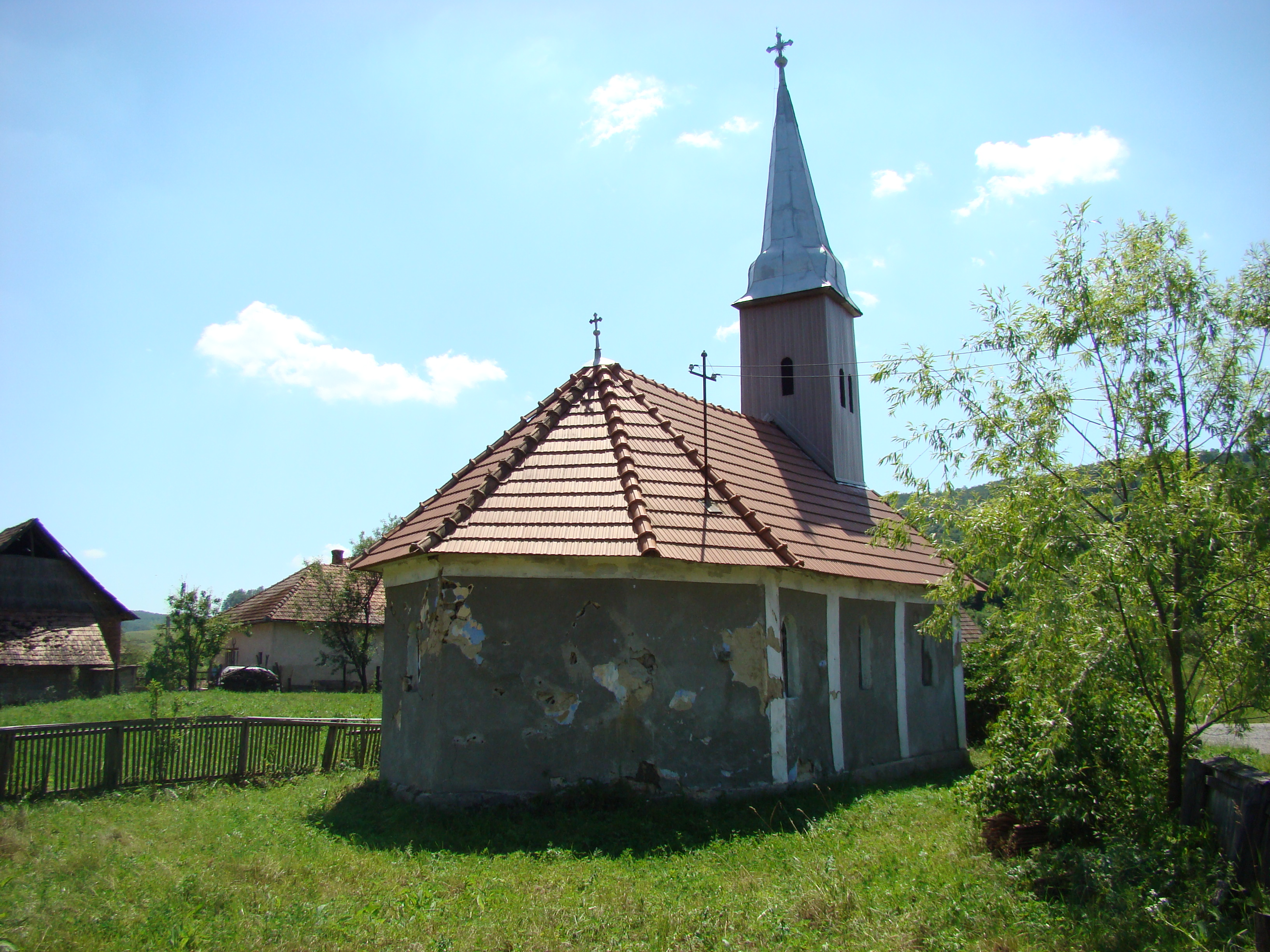
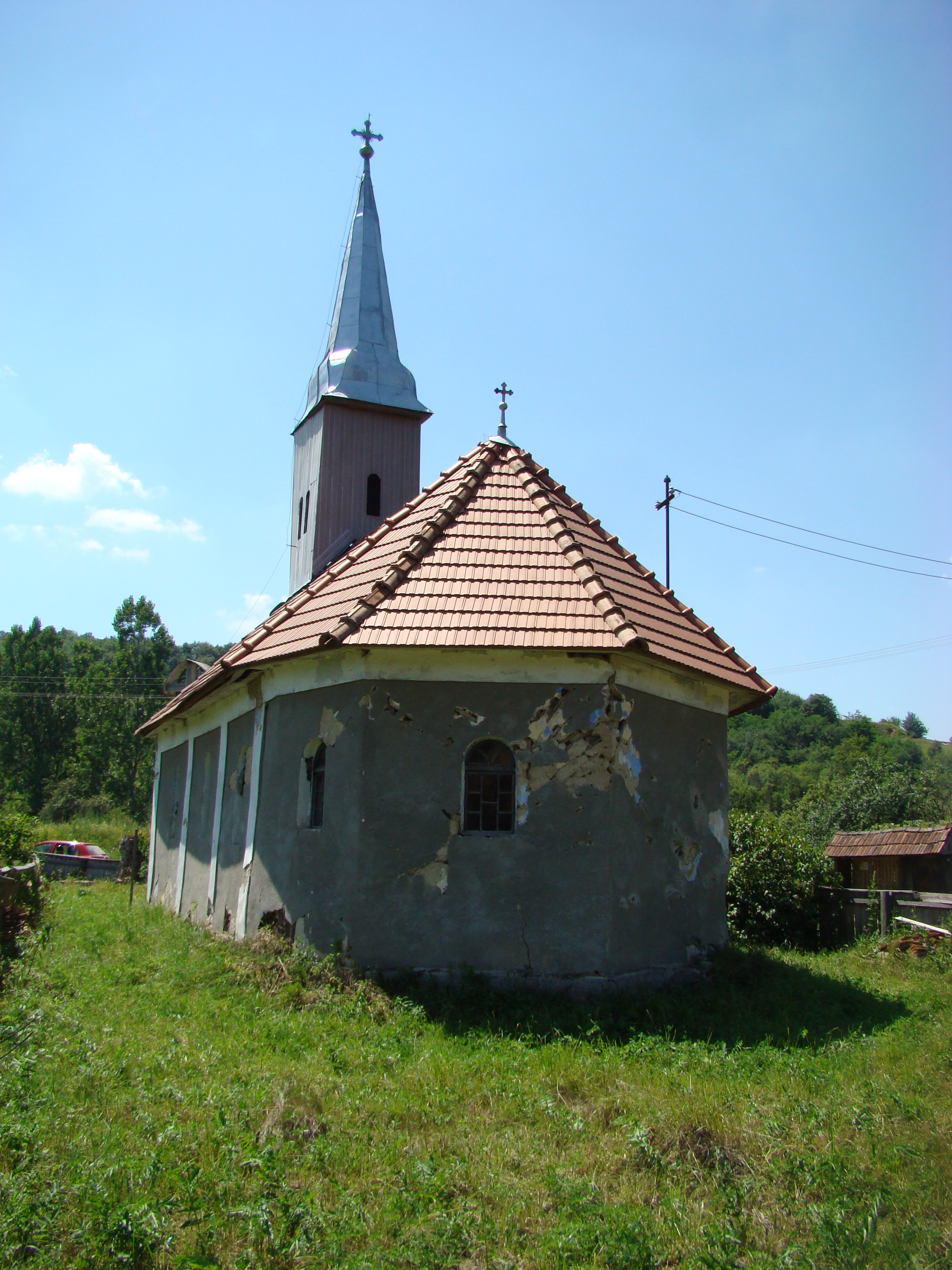
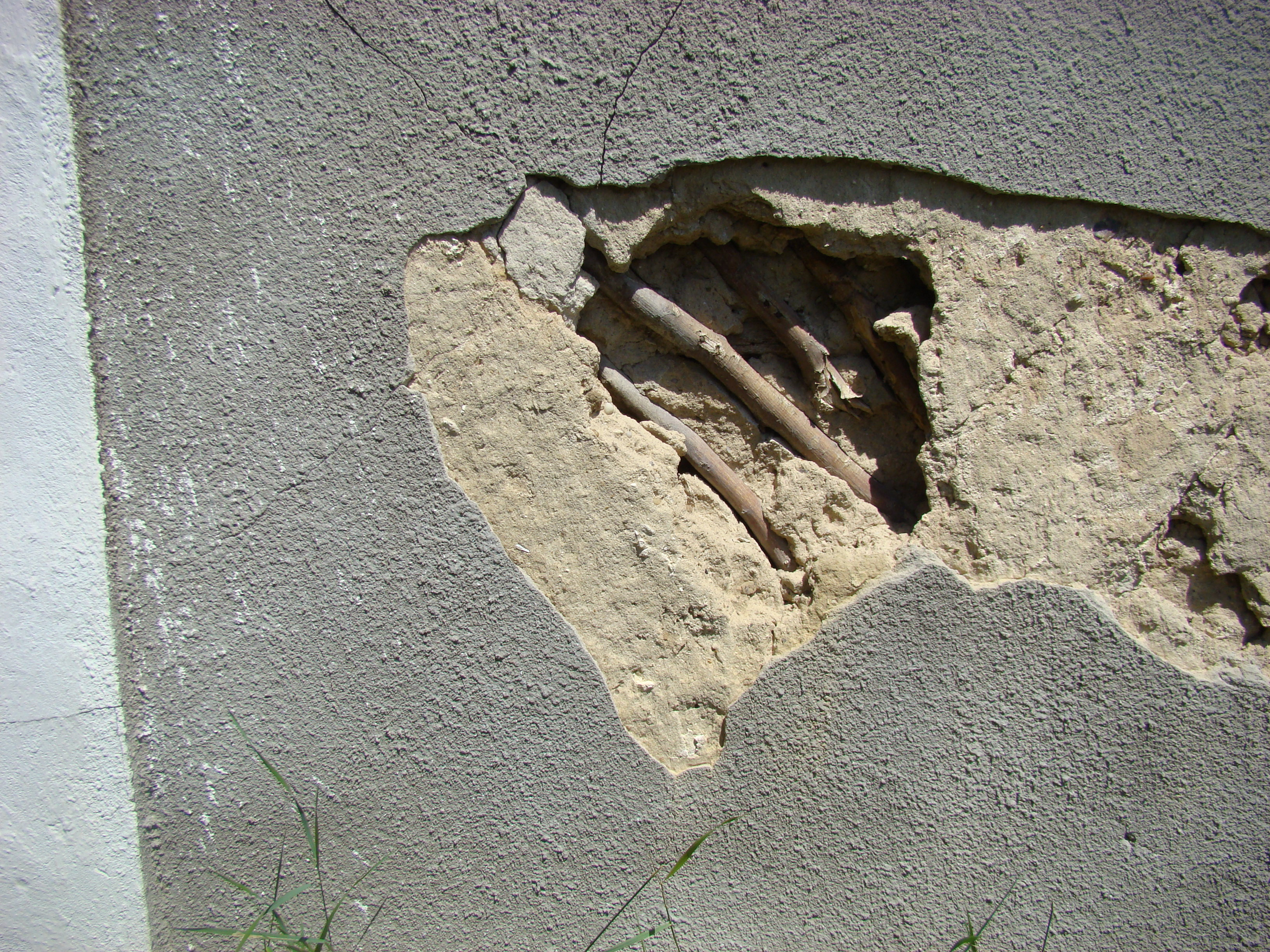
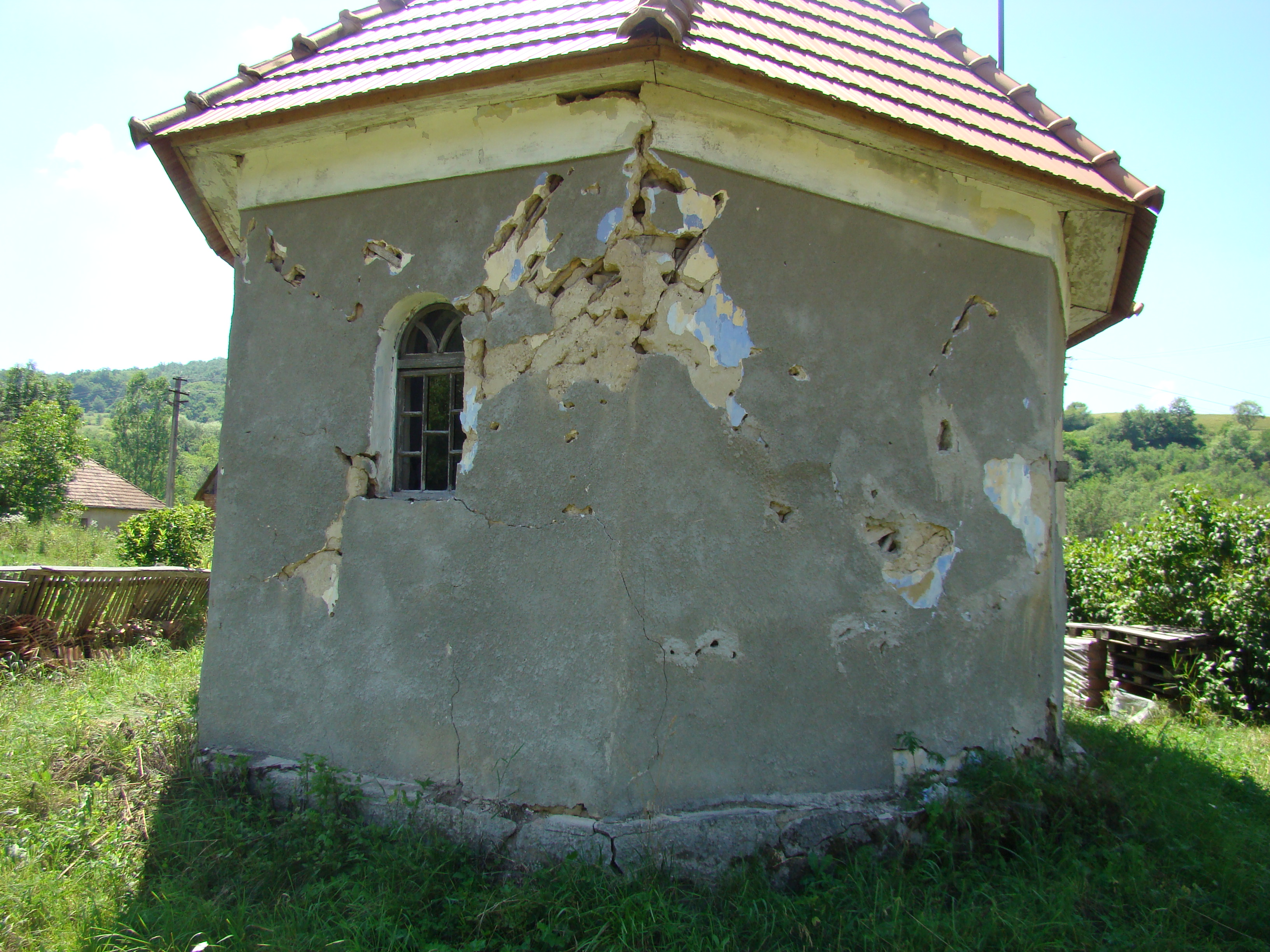
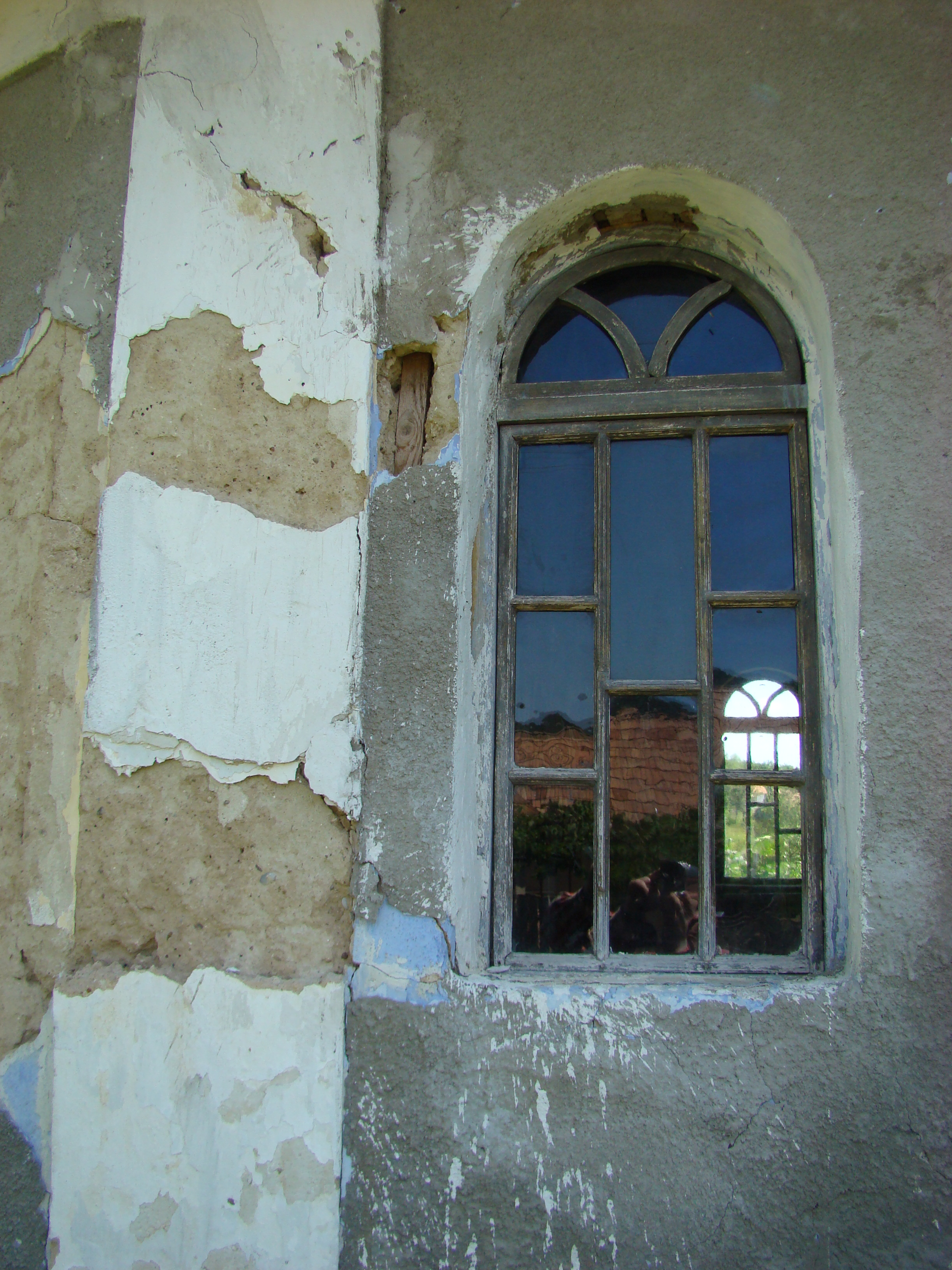
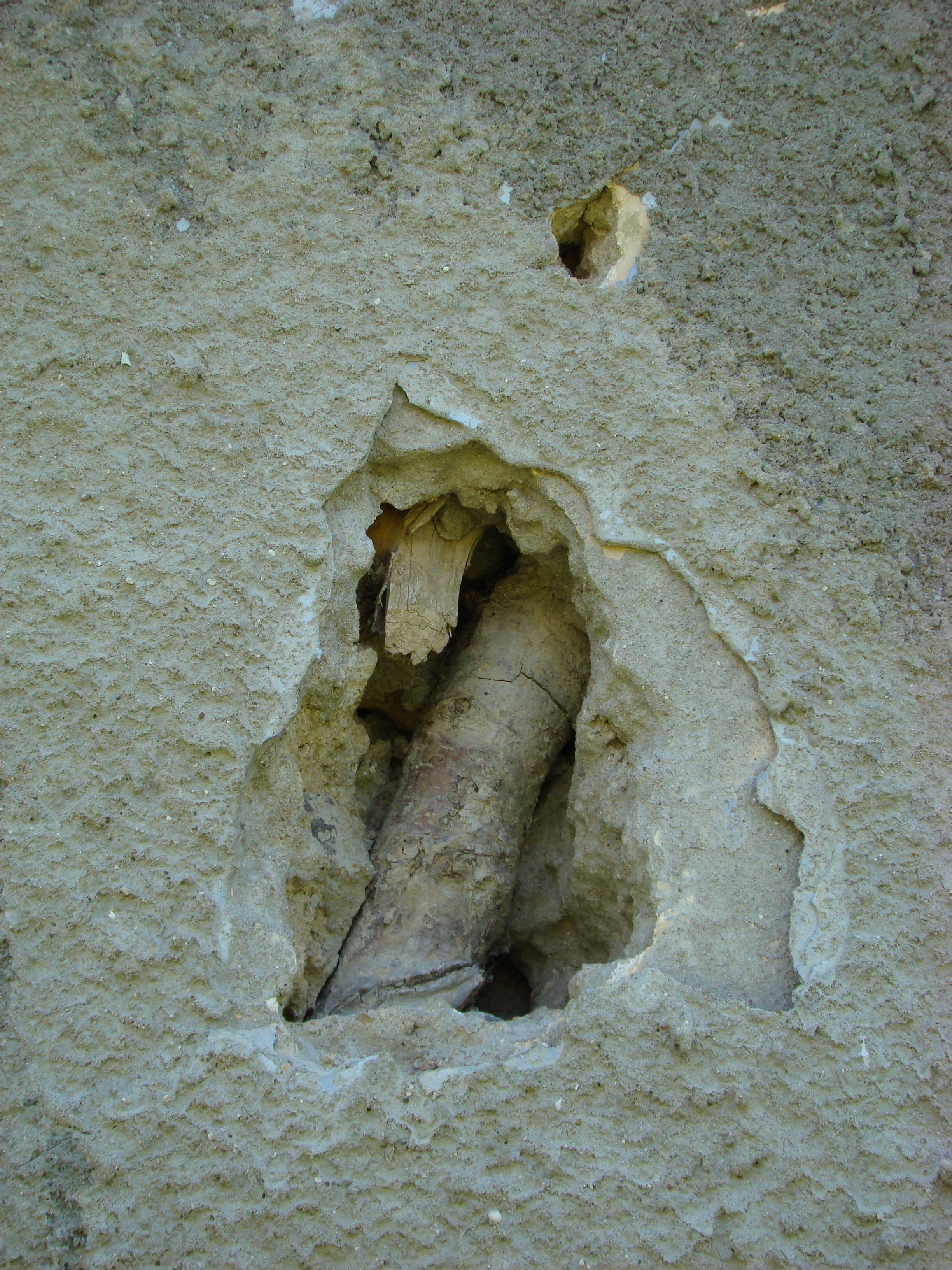
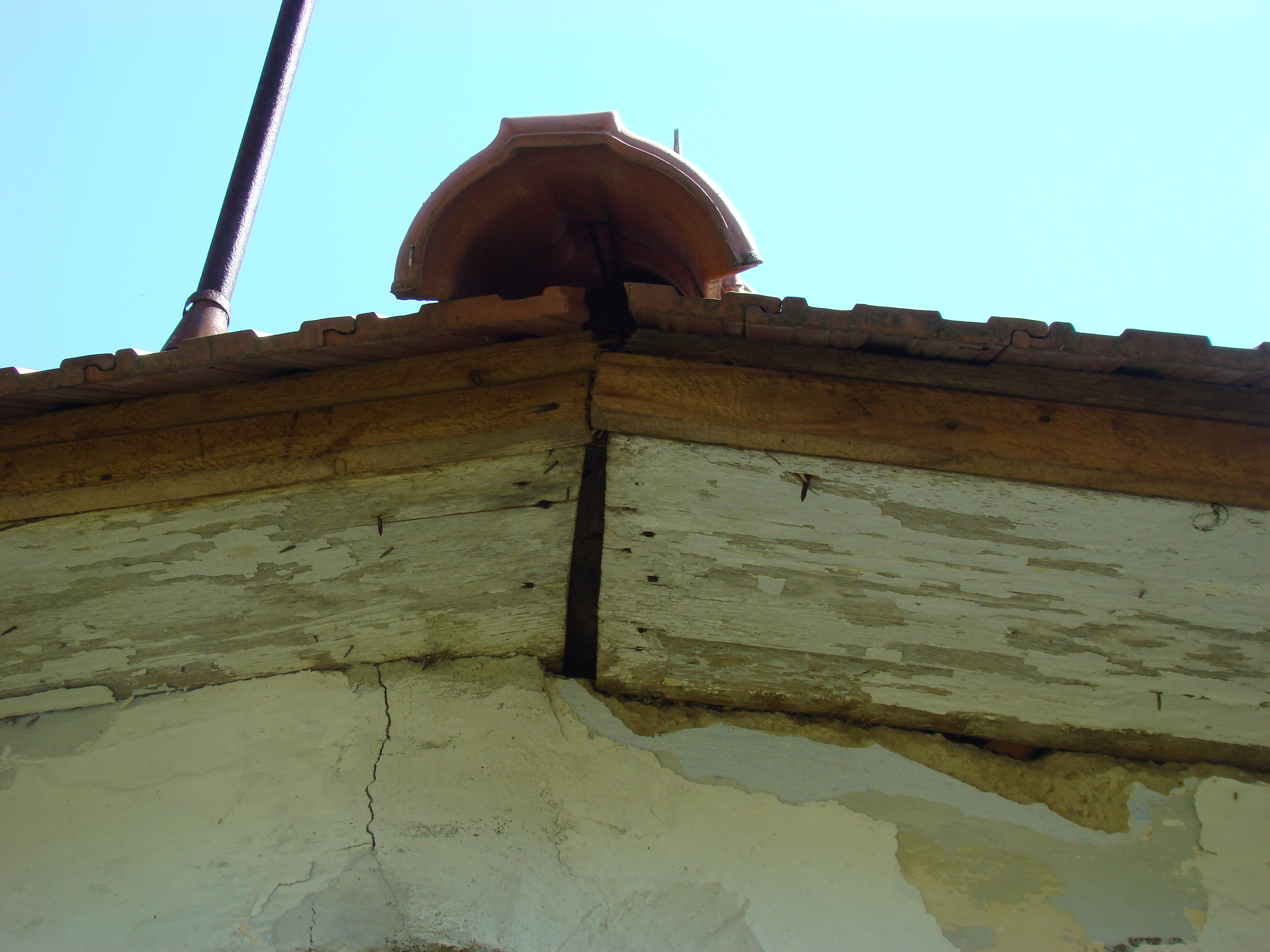
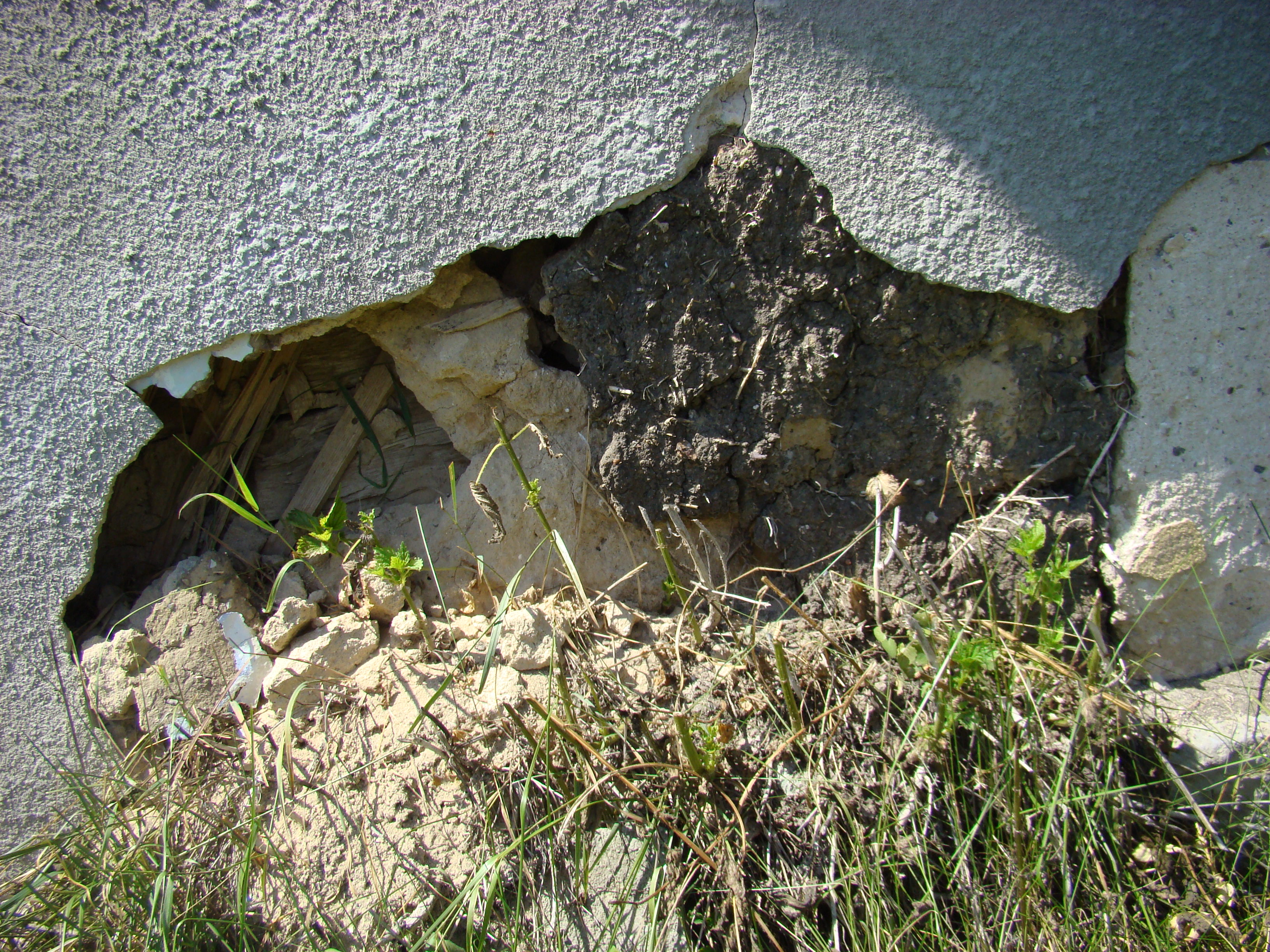
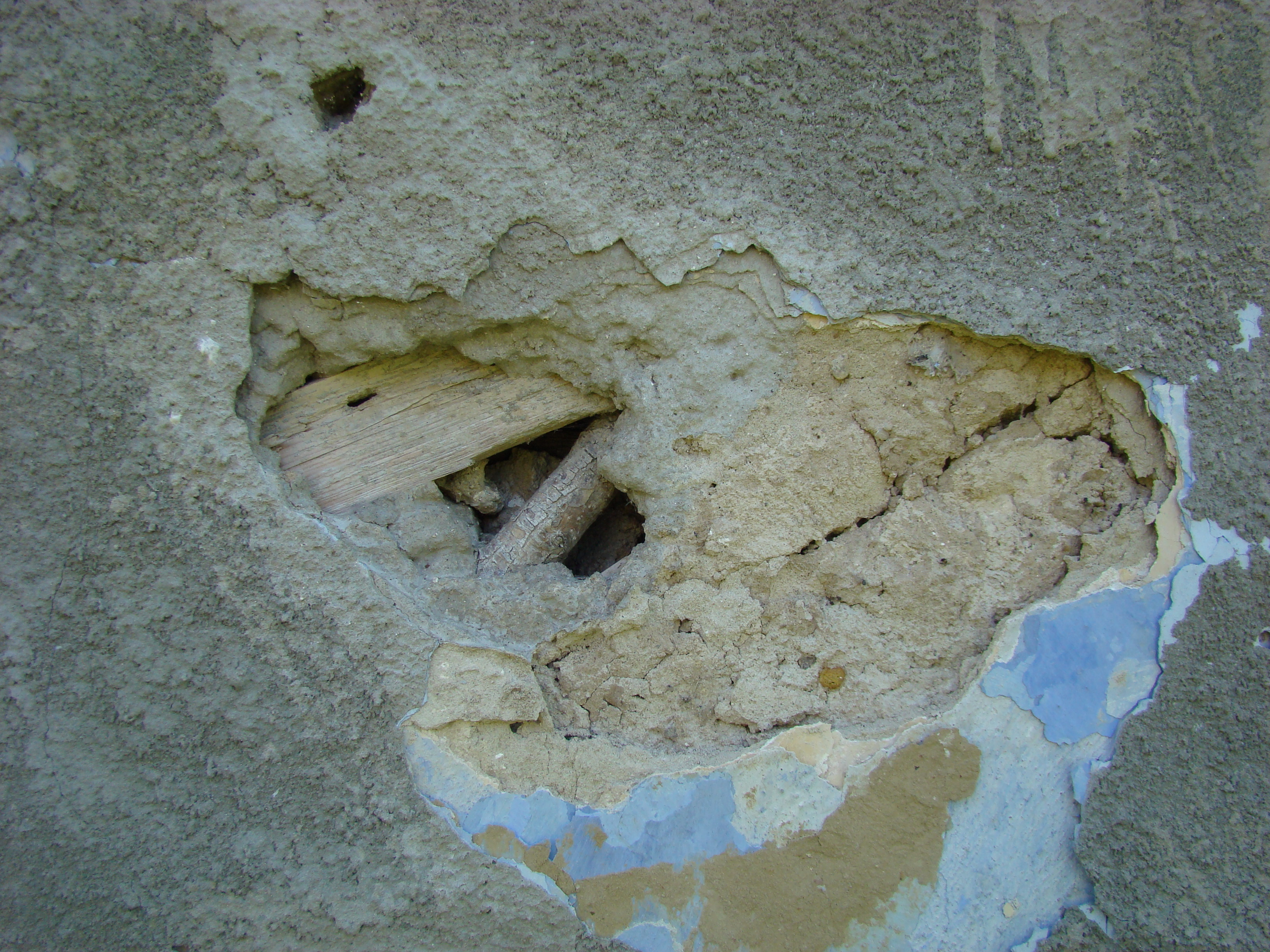
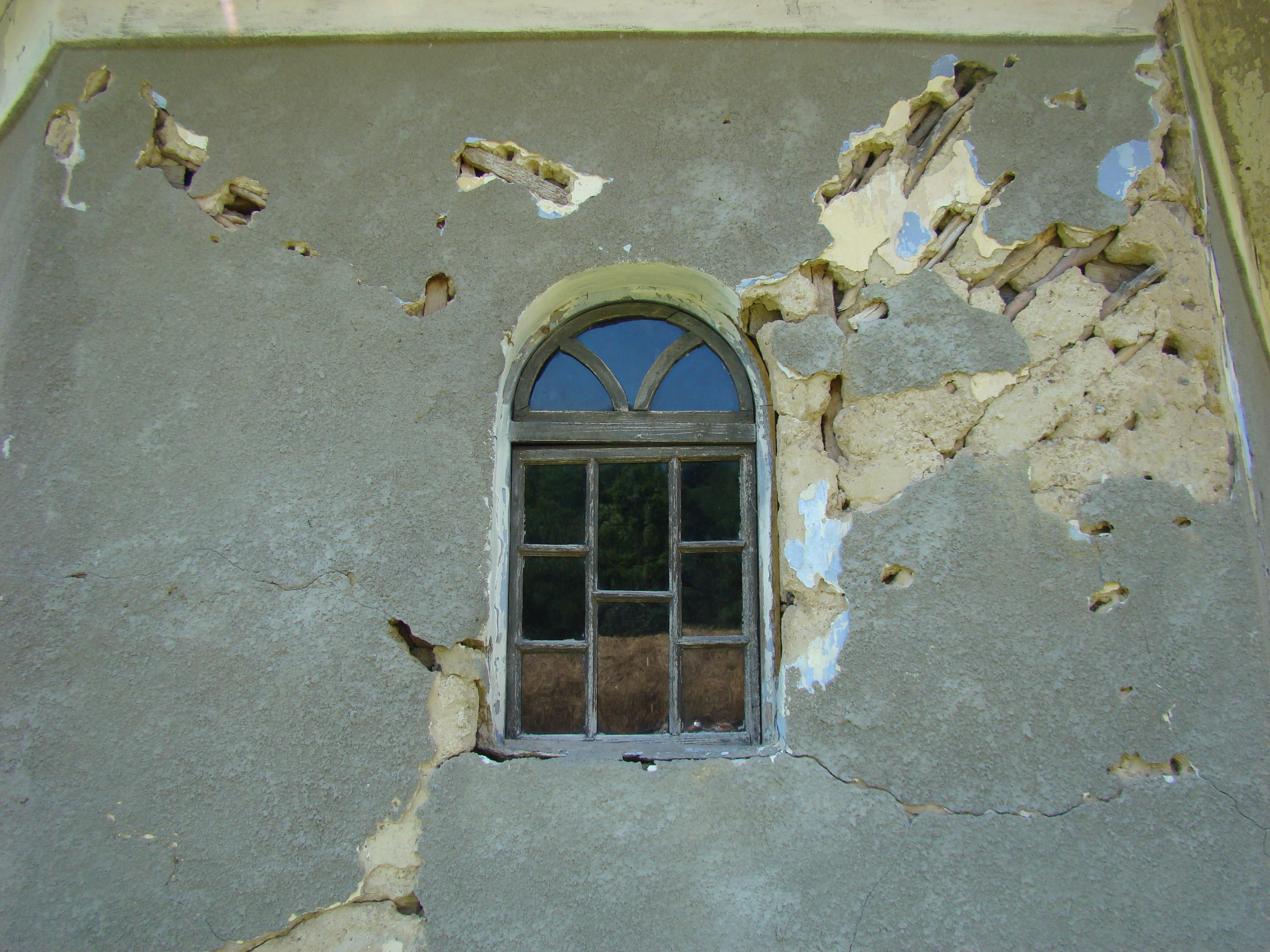
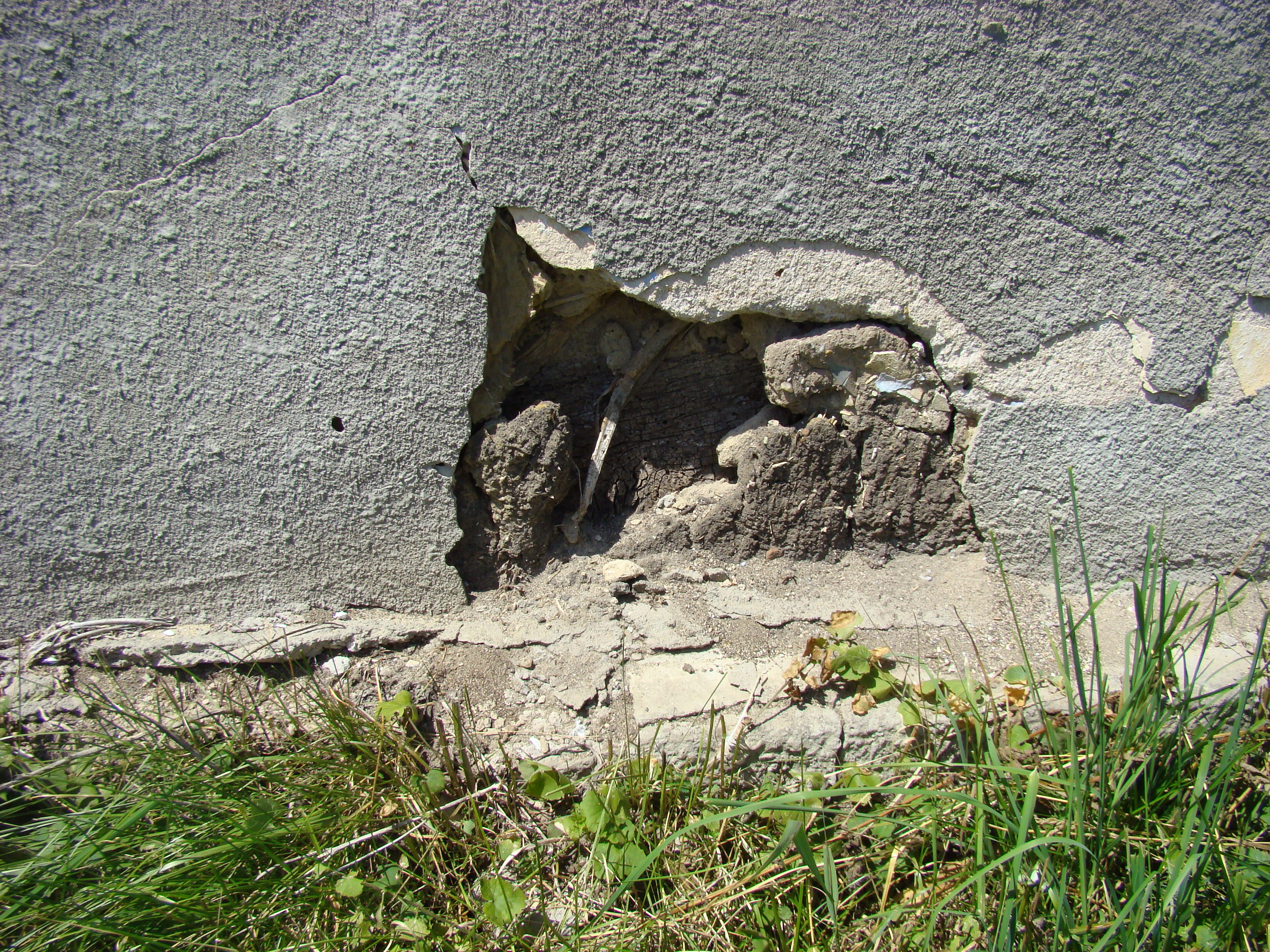
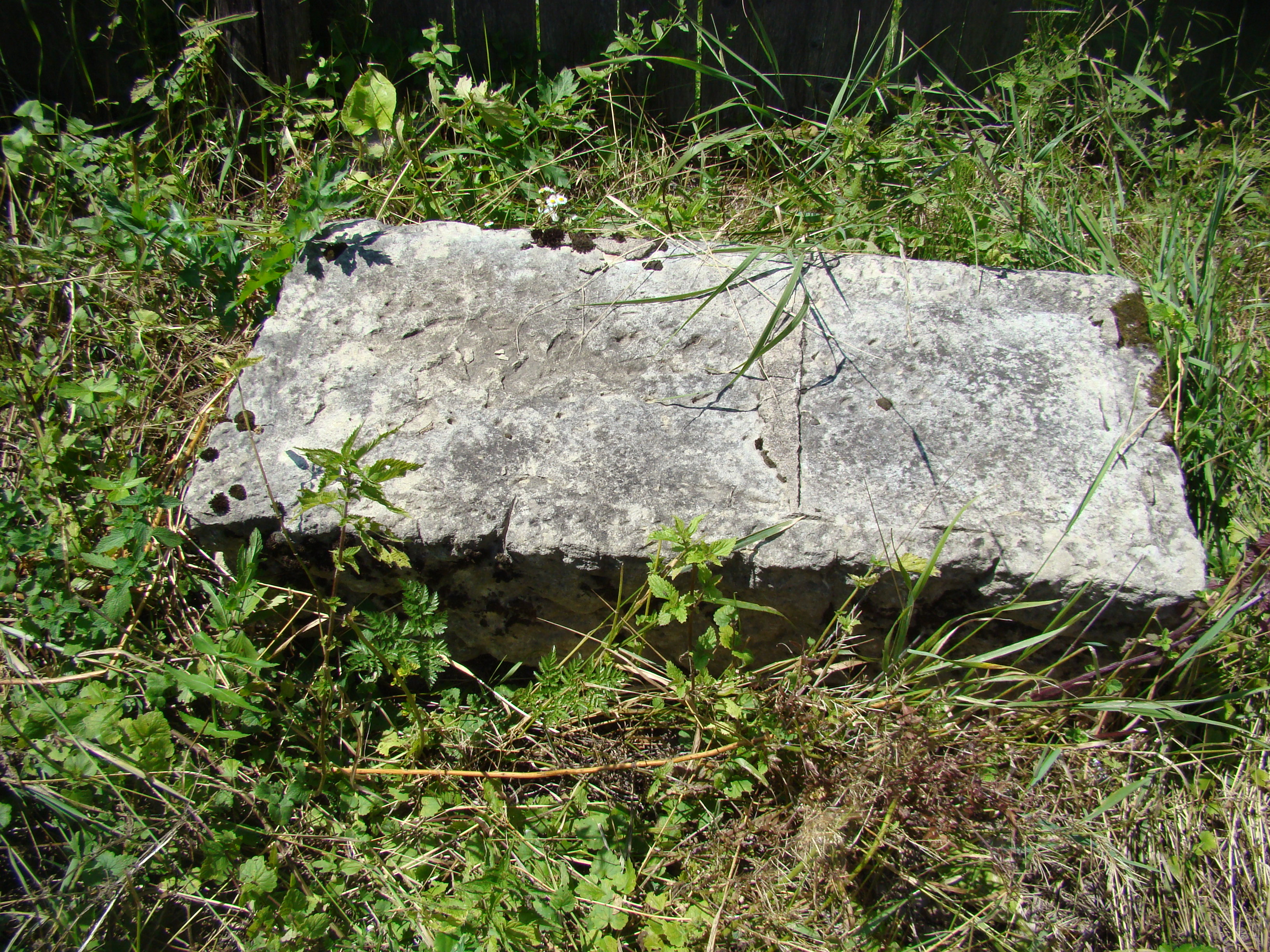
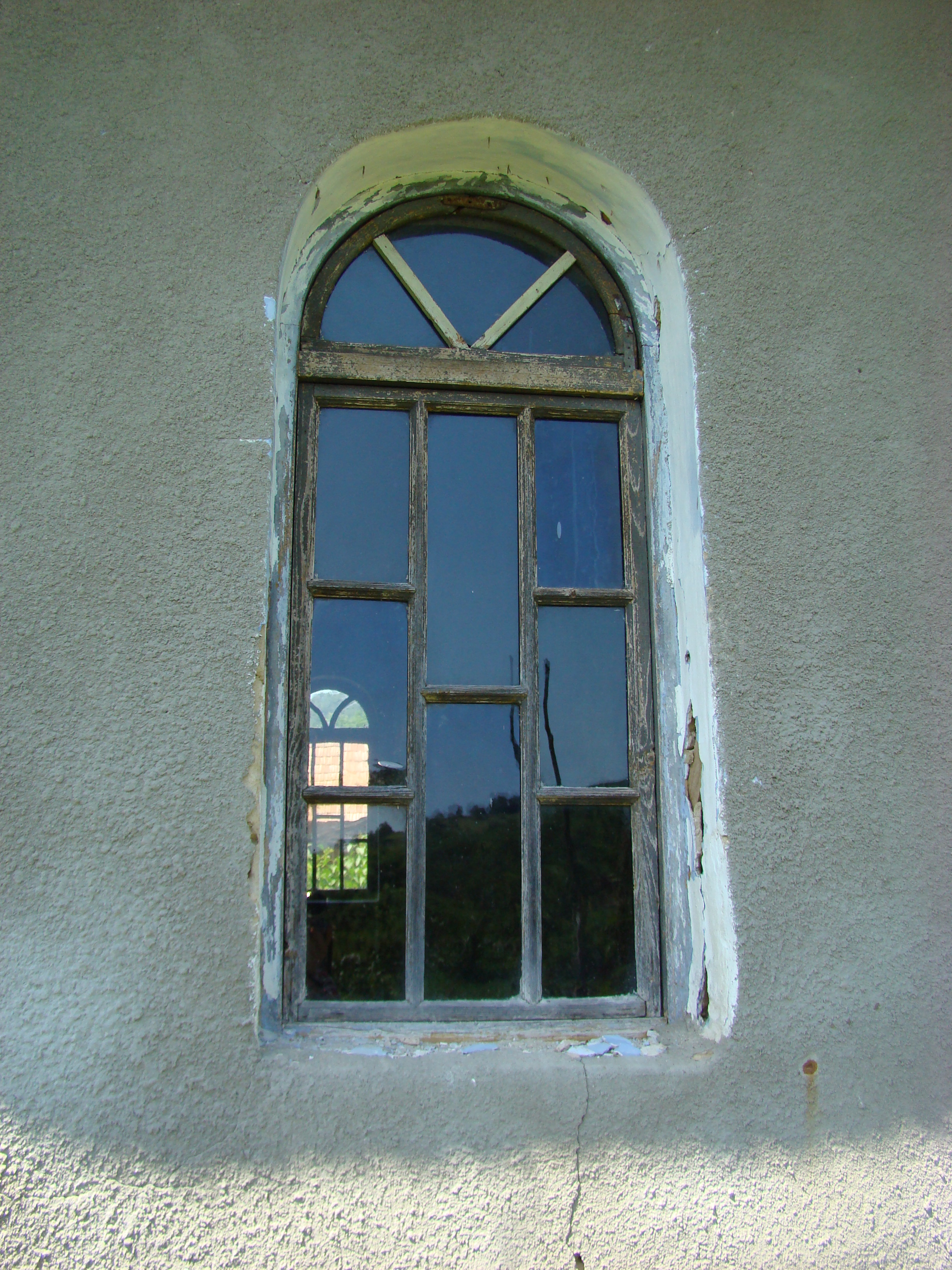
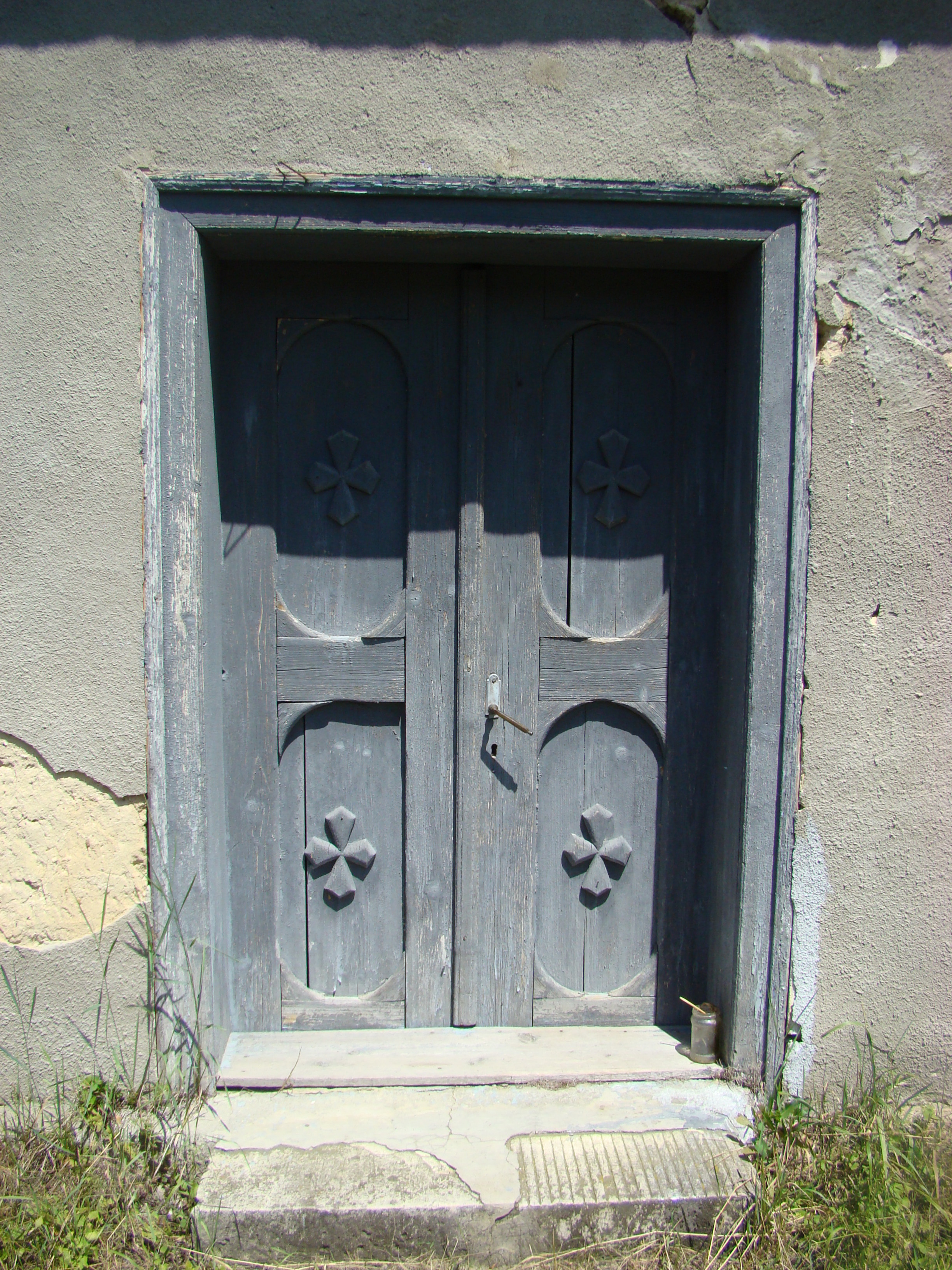

## Imagini din interior

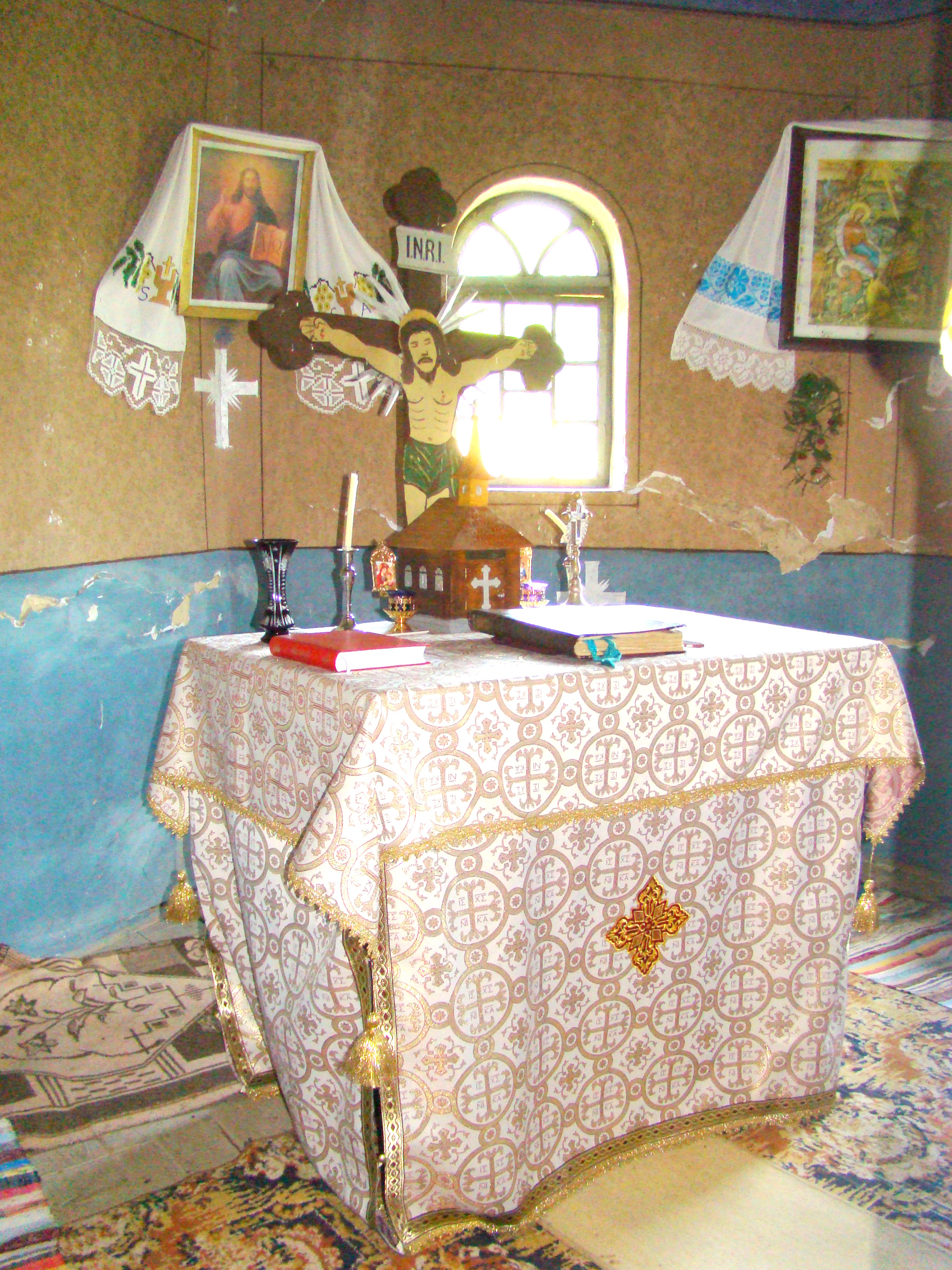
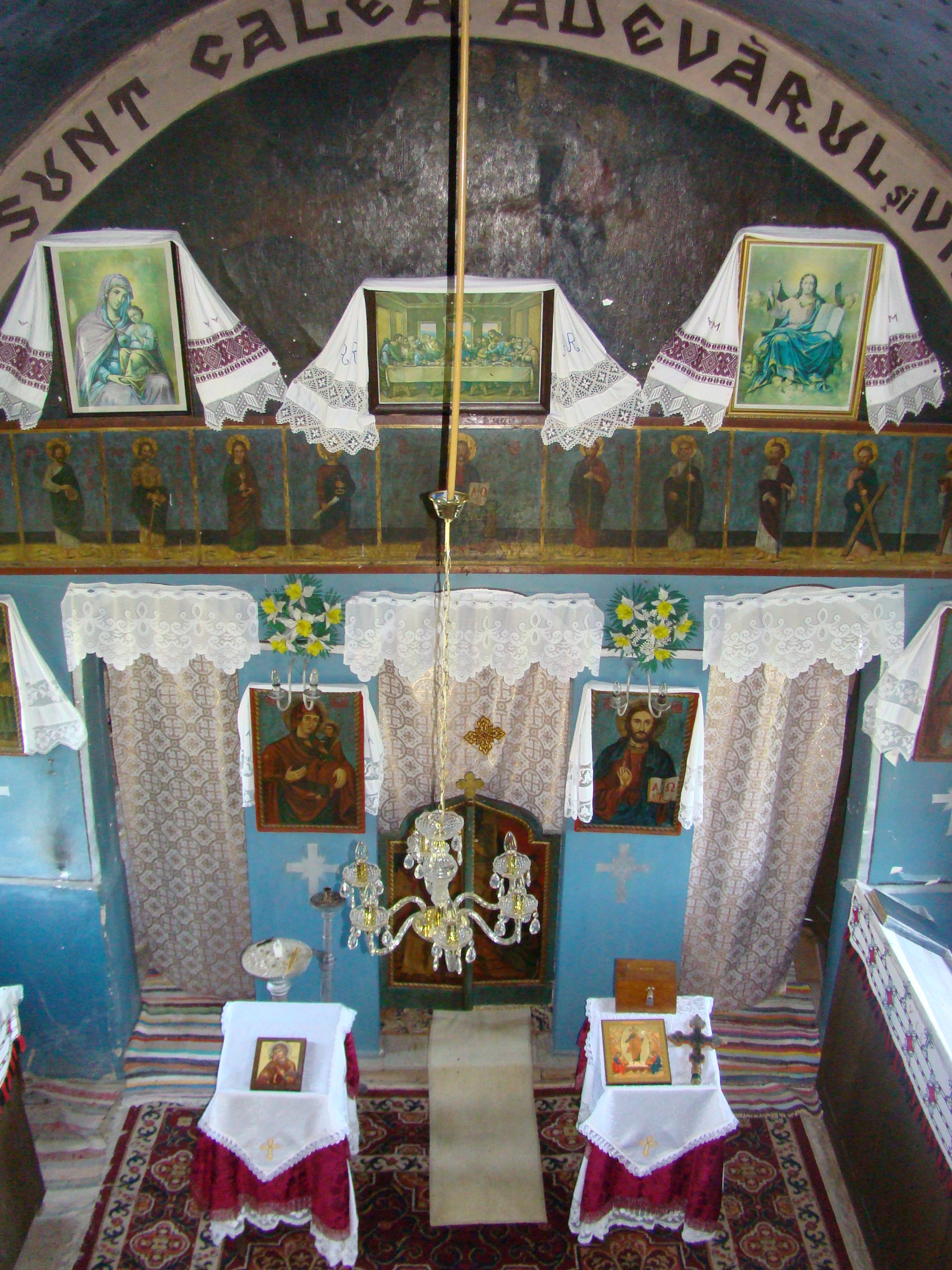
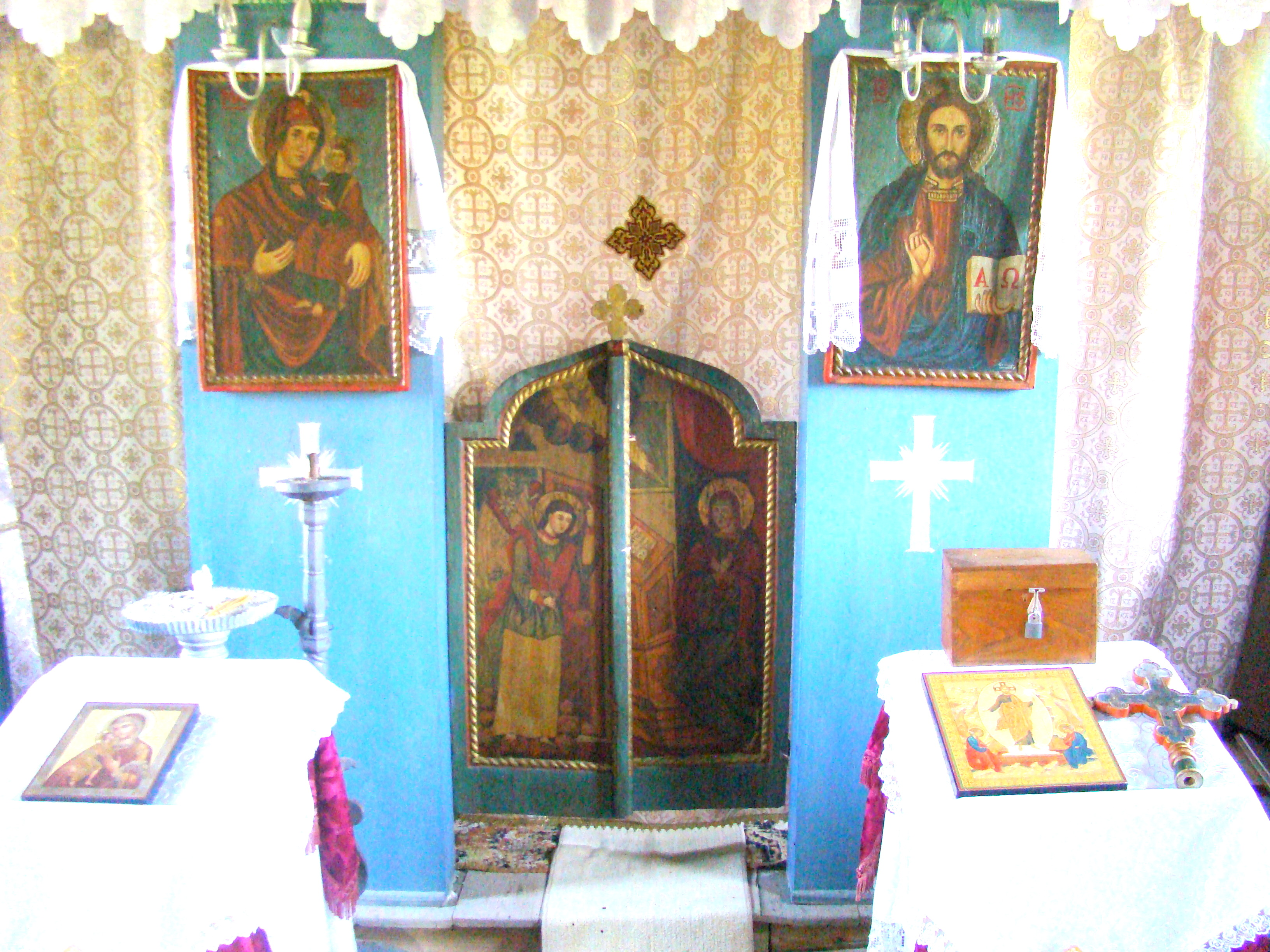
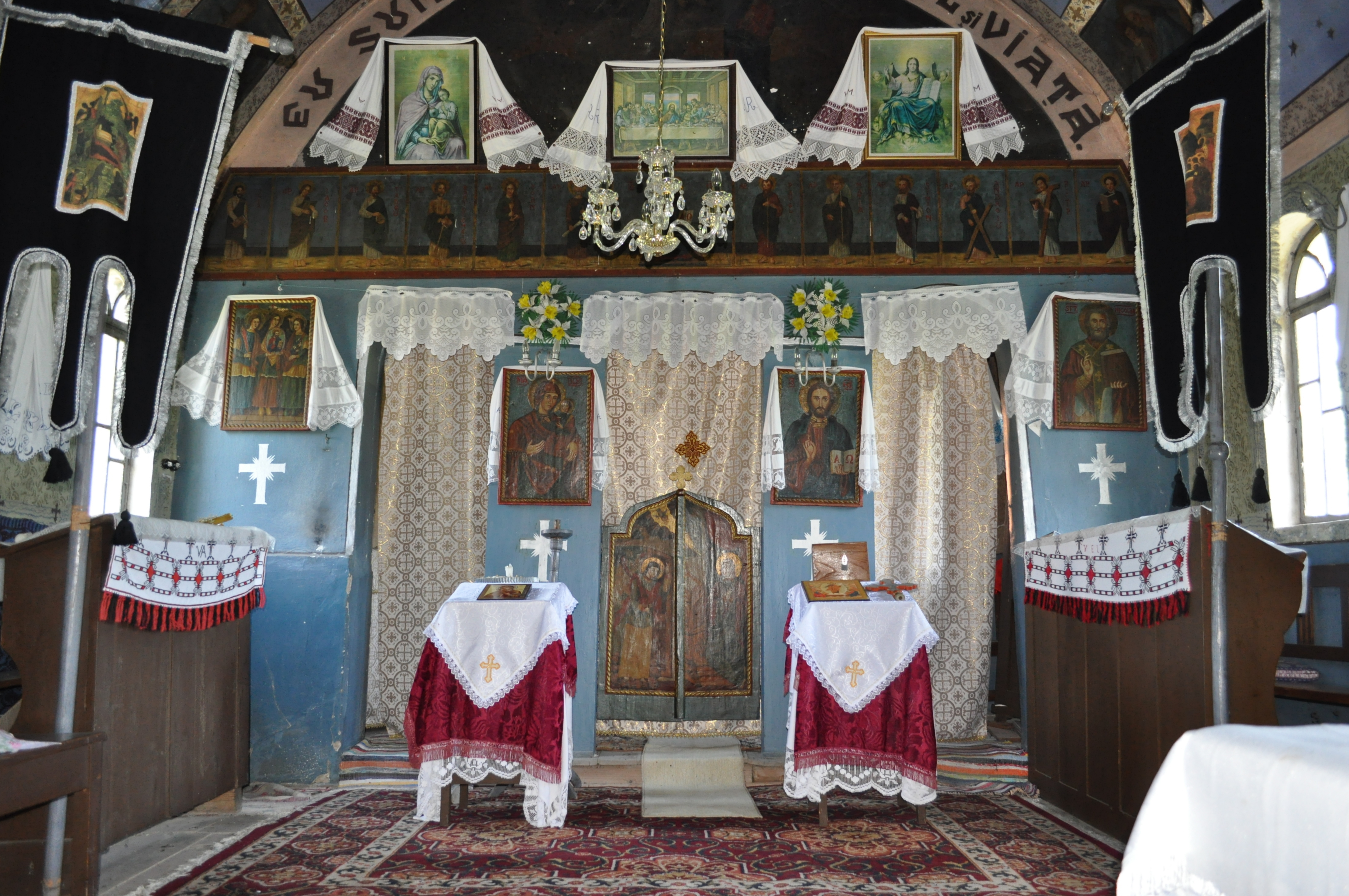
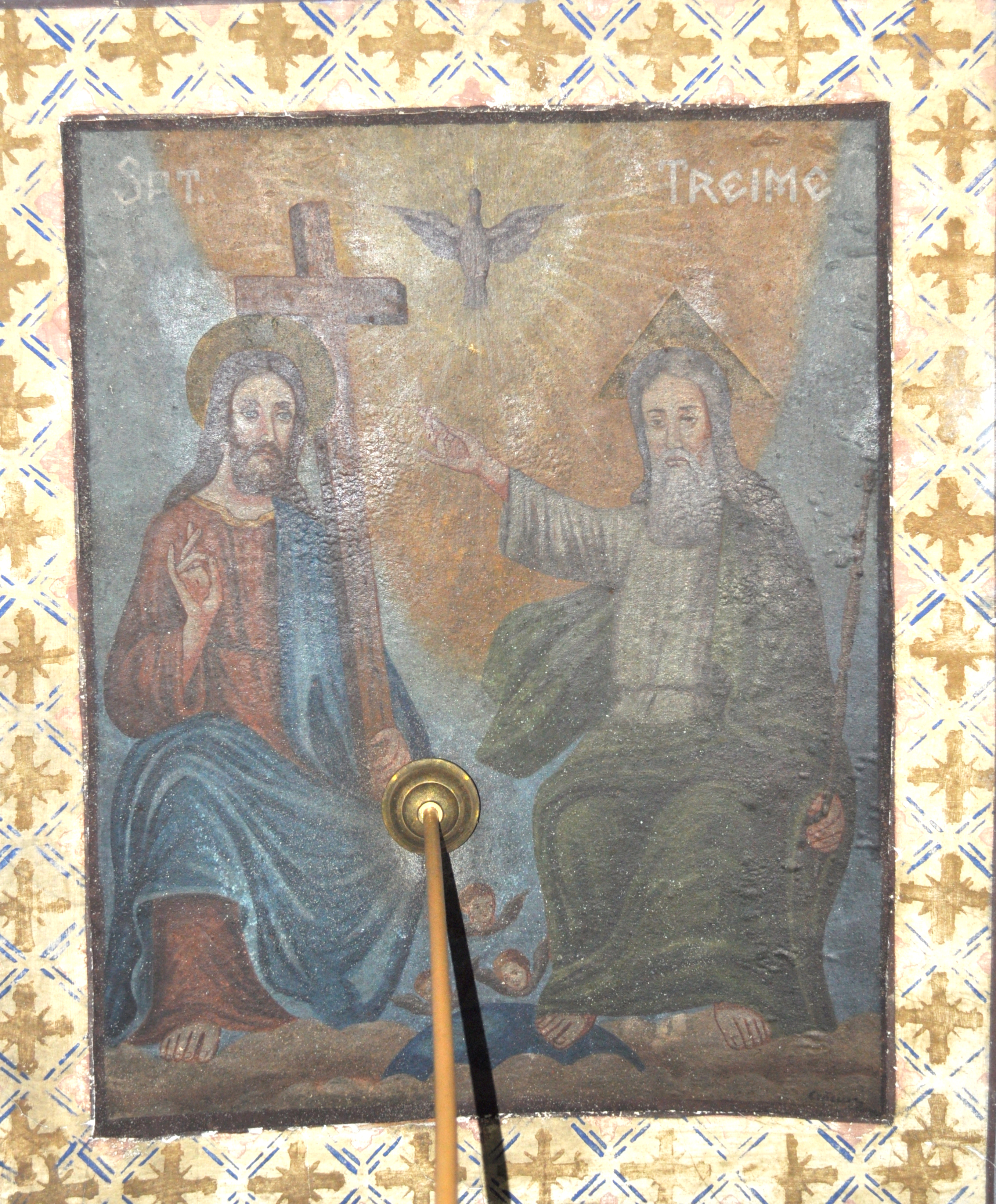
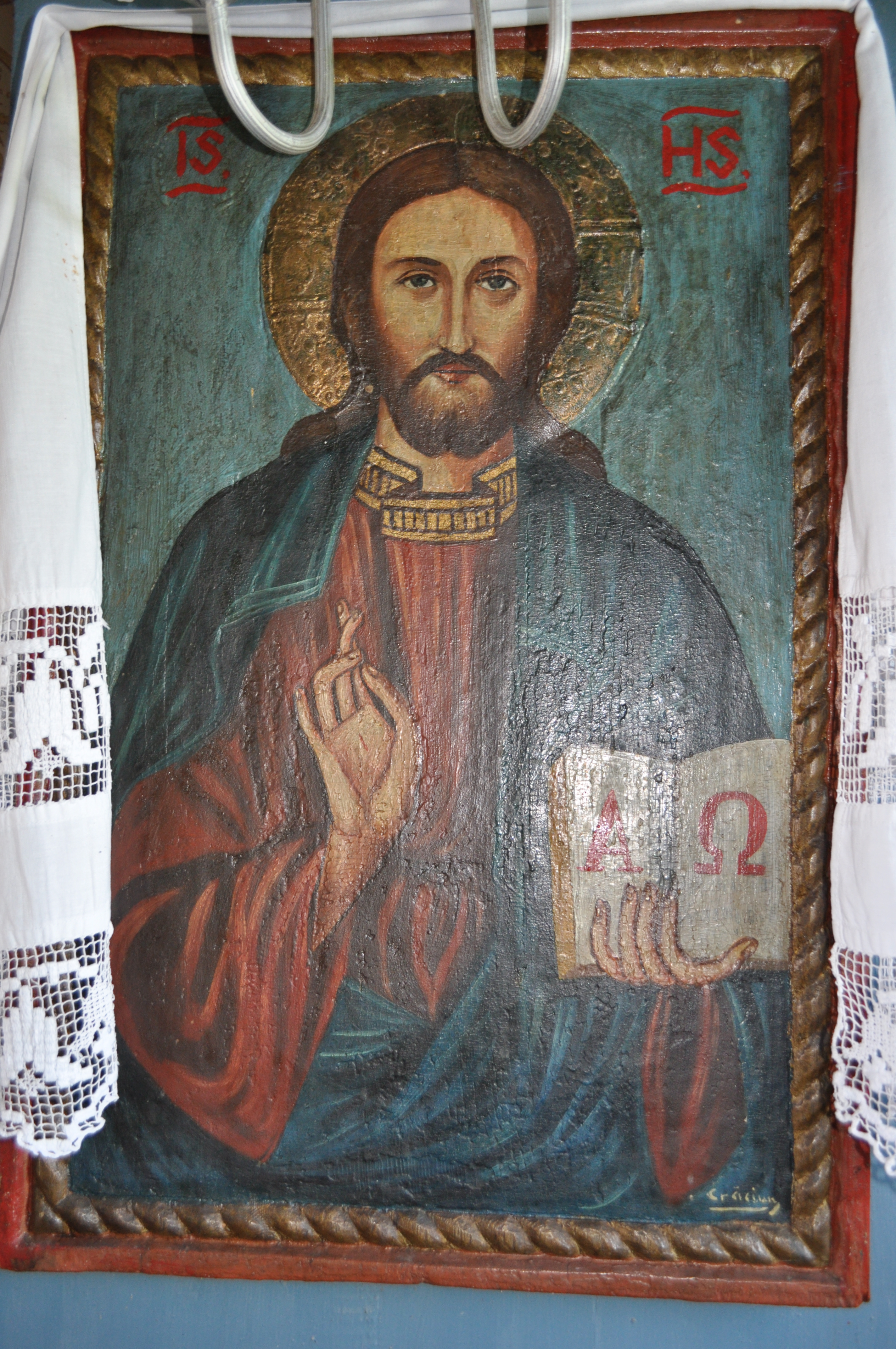
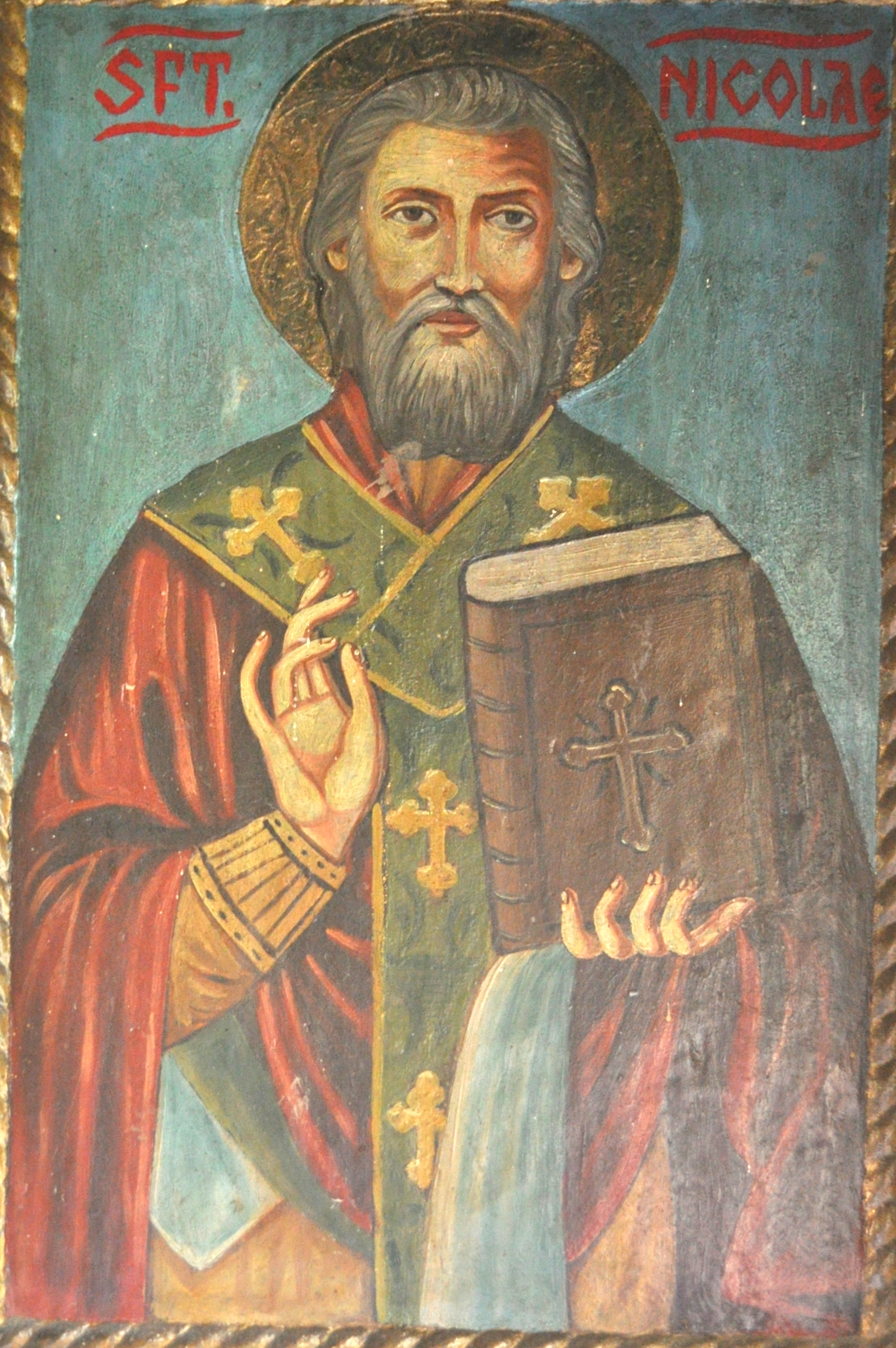
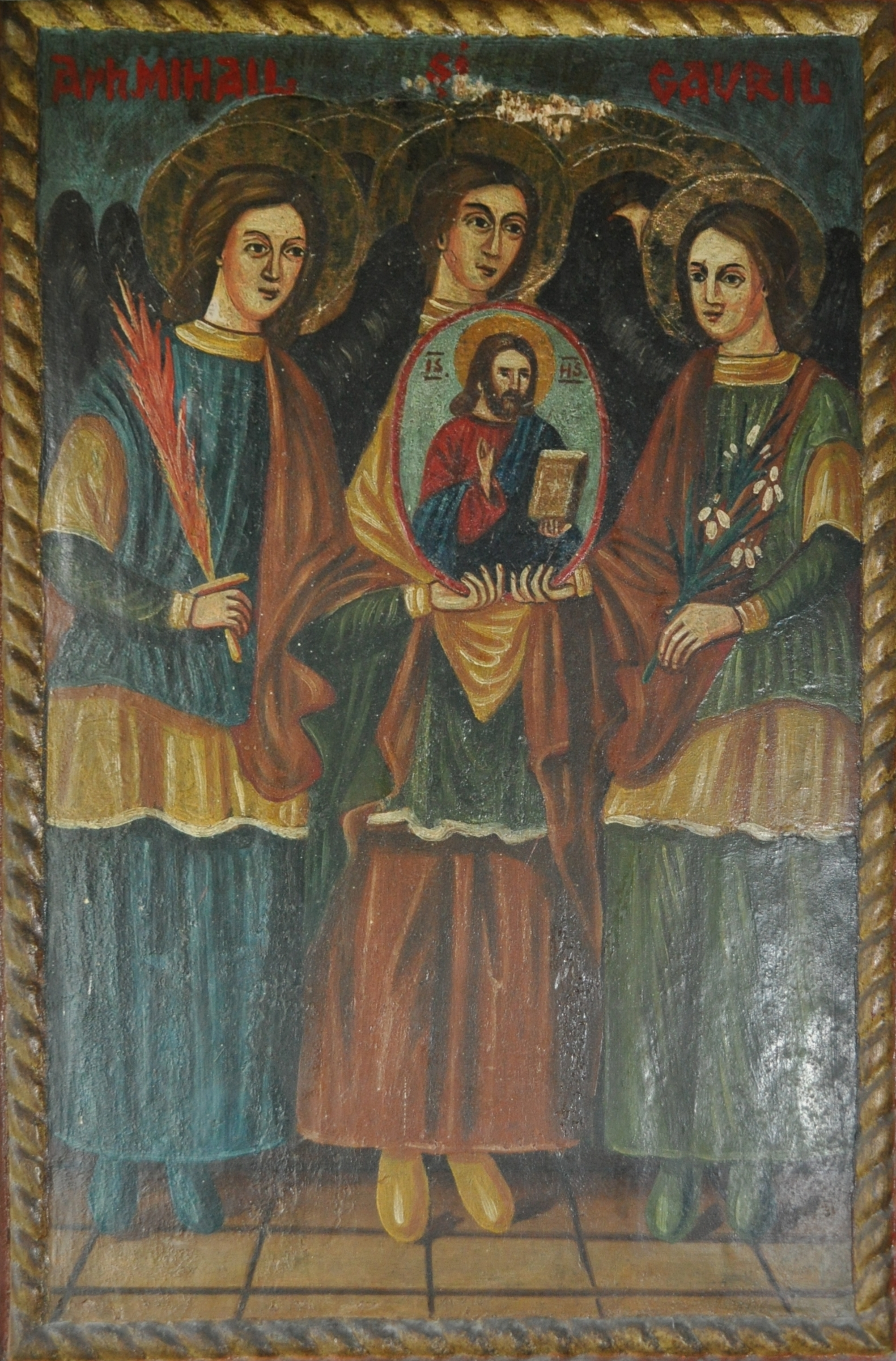
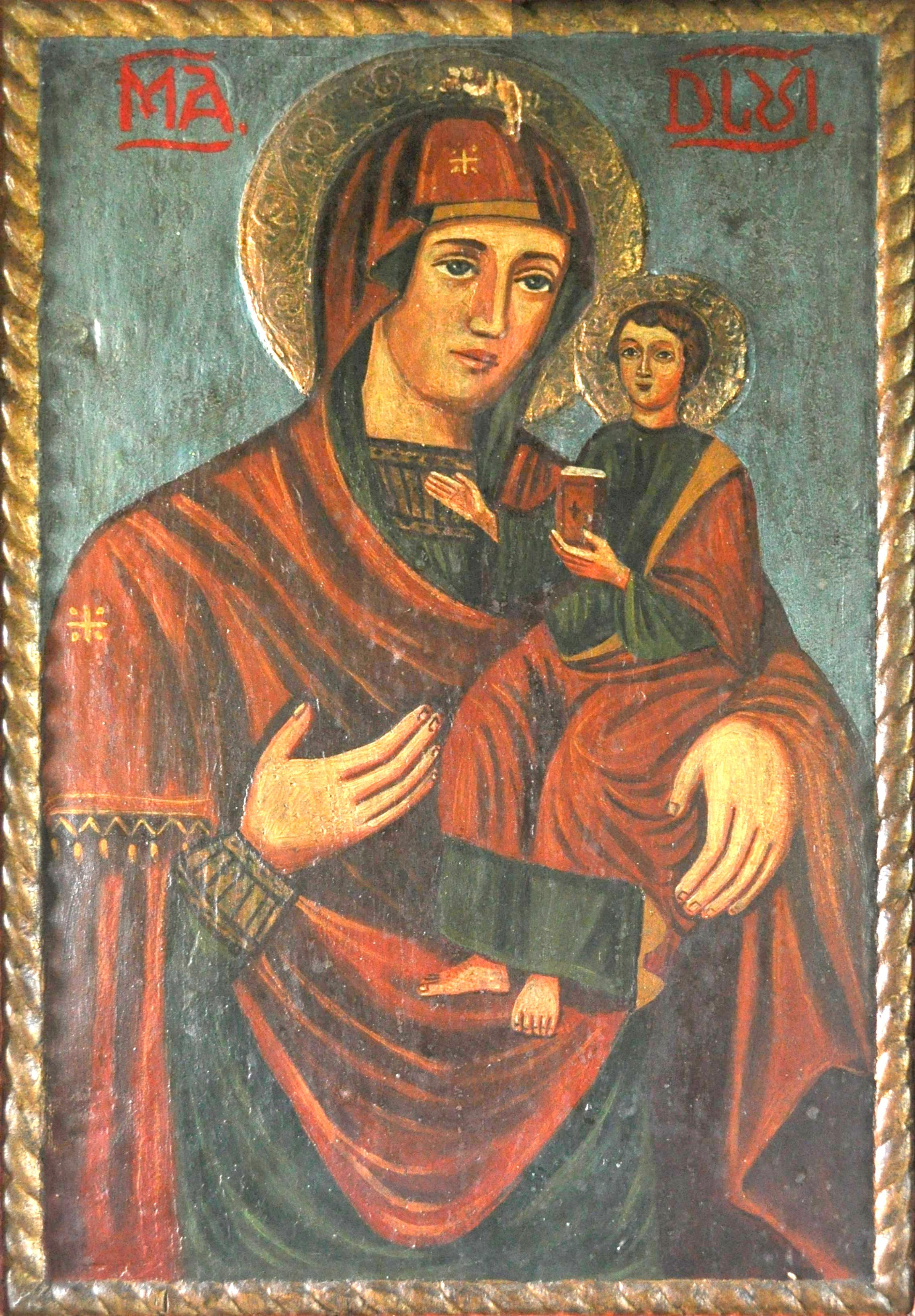
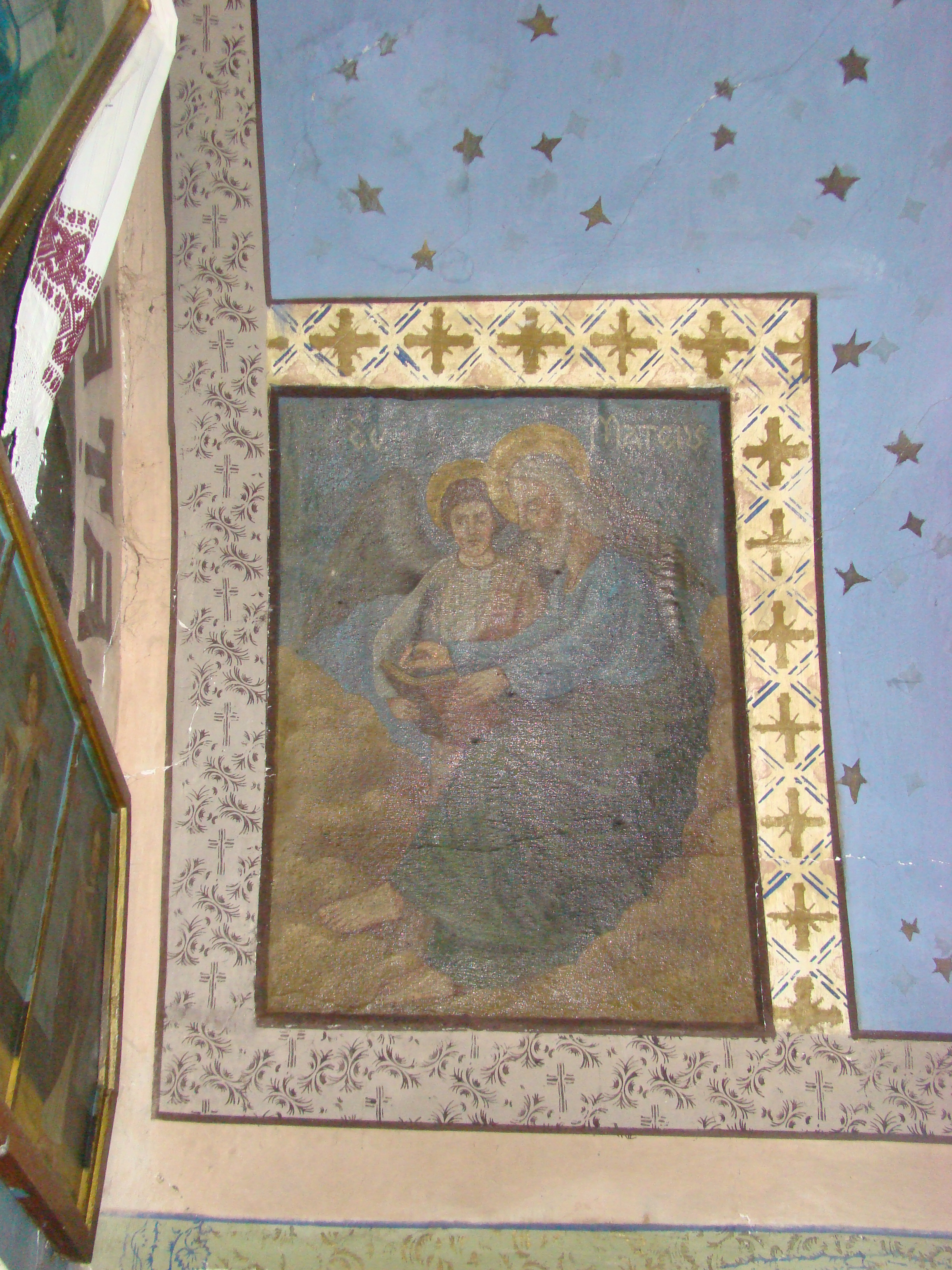
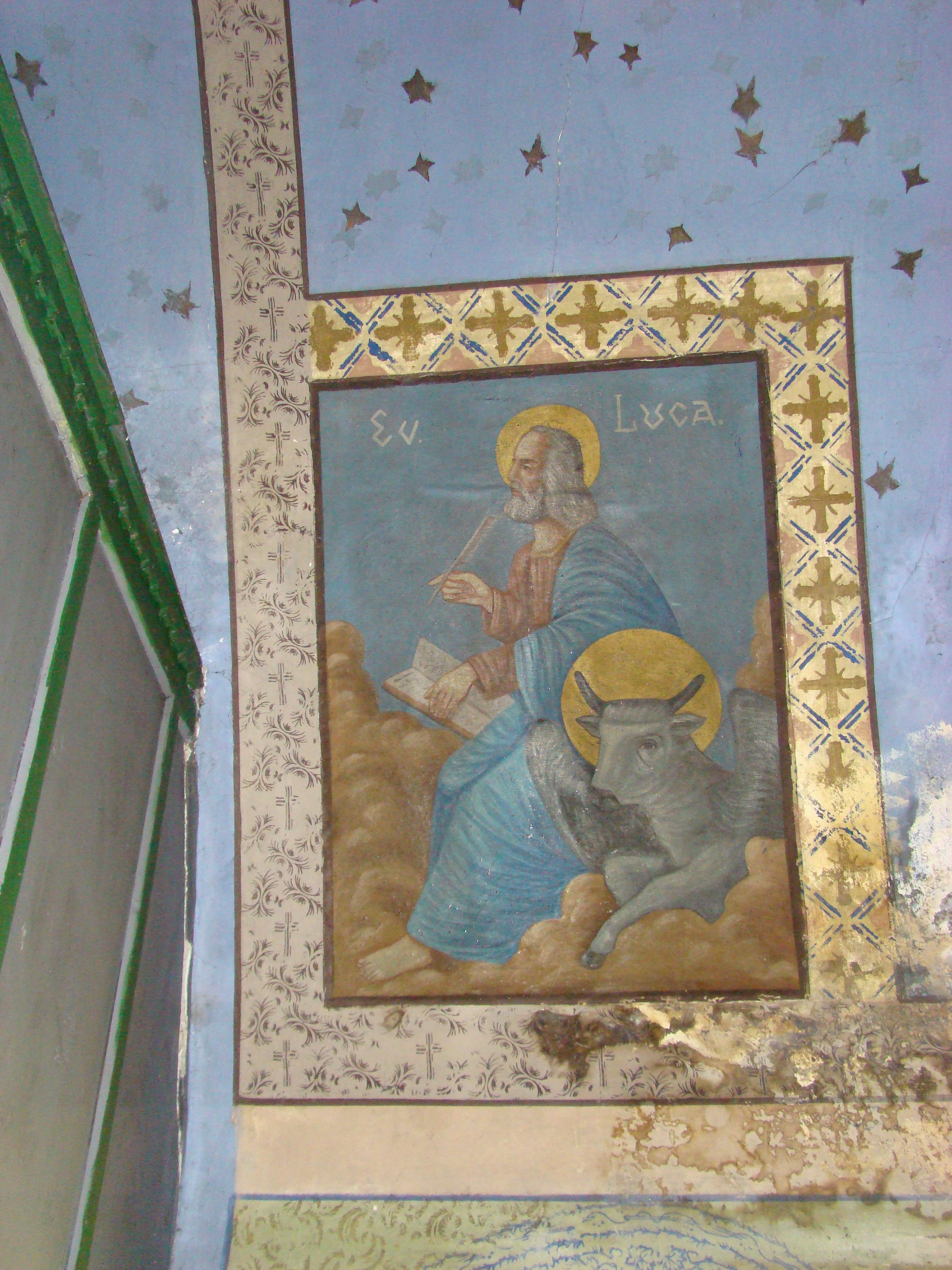
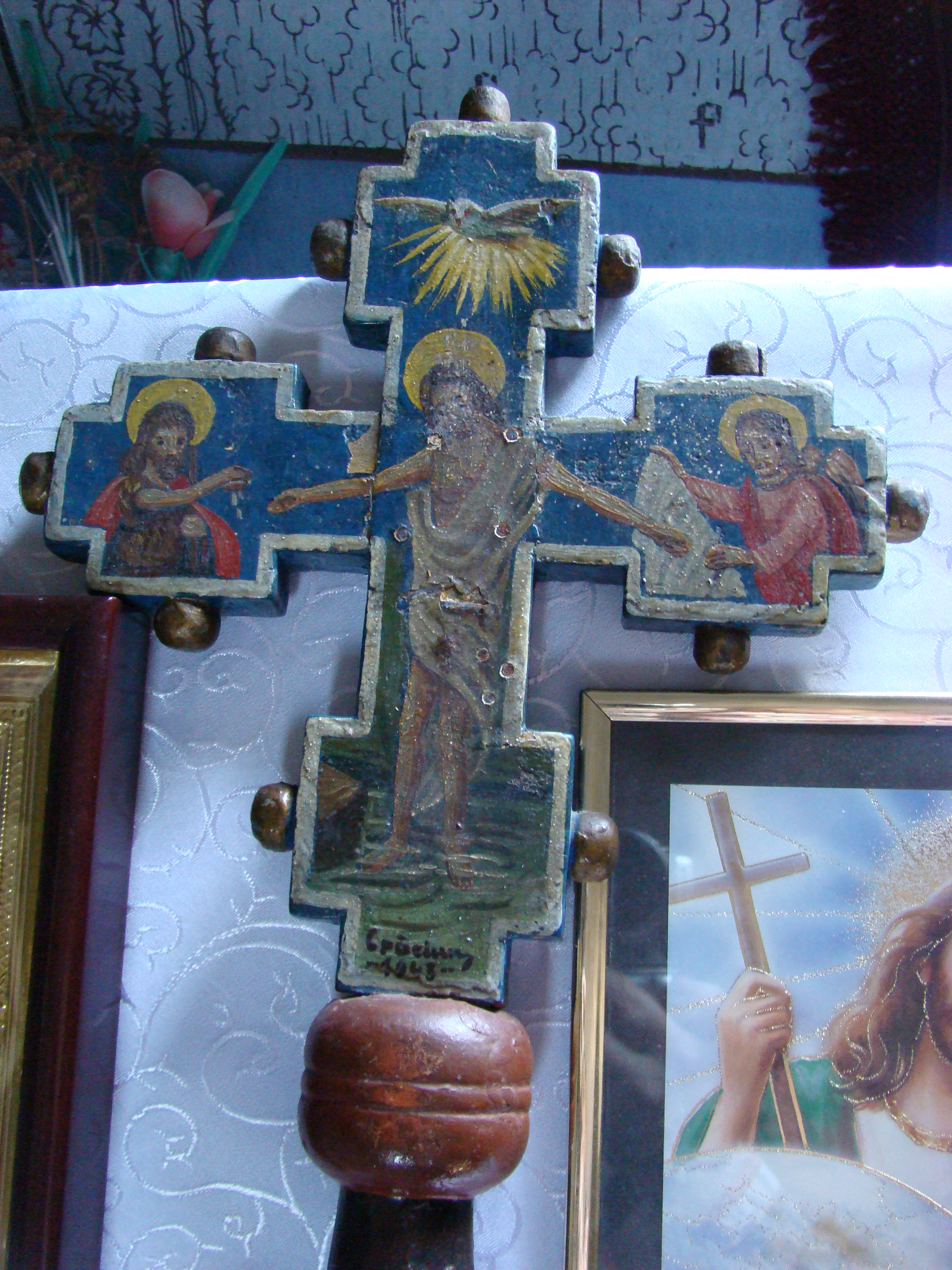
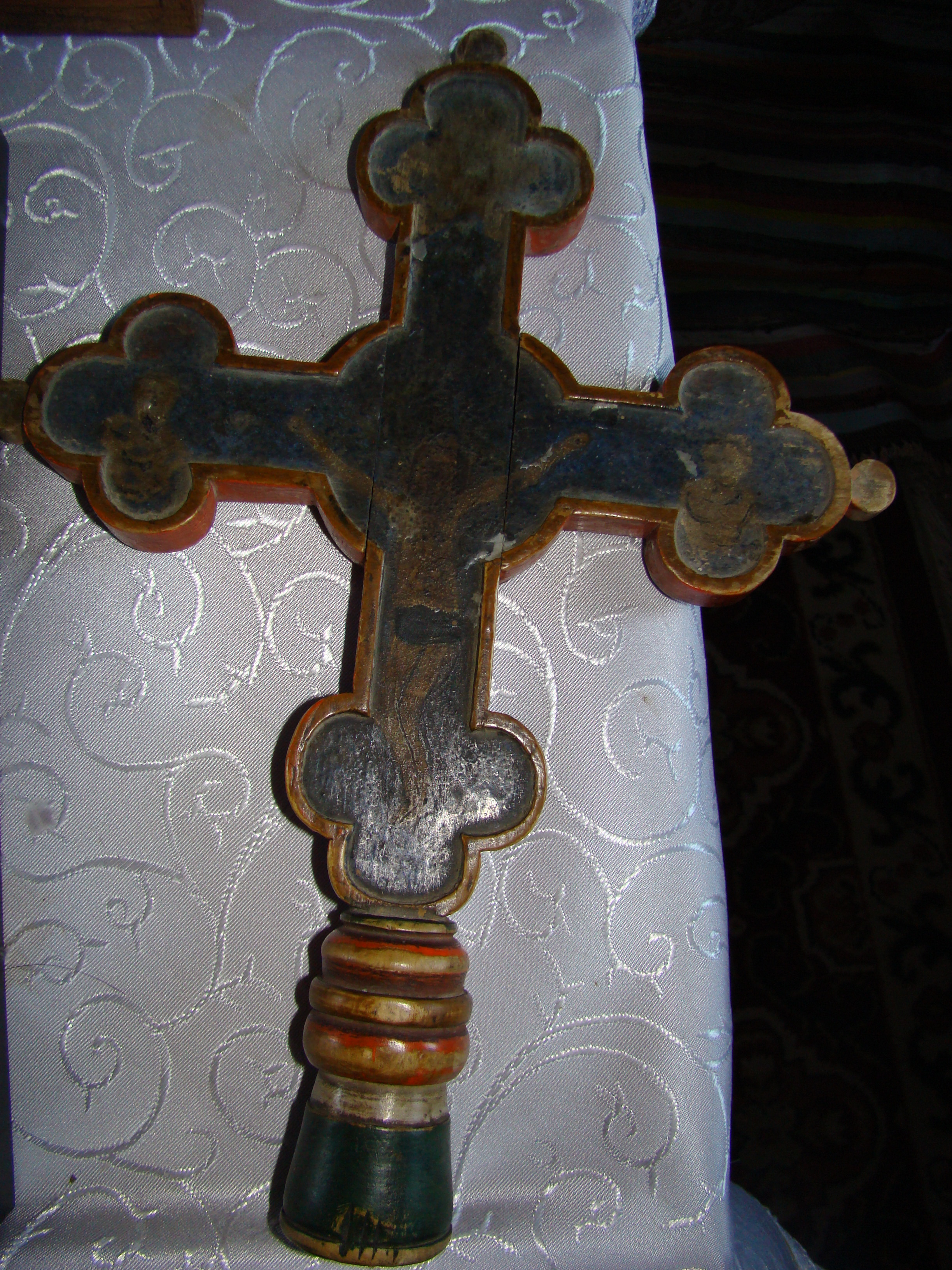
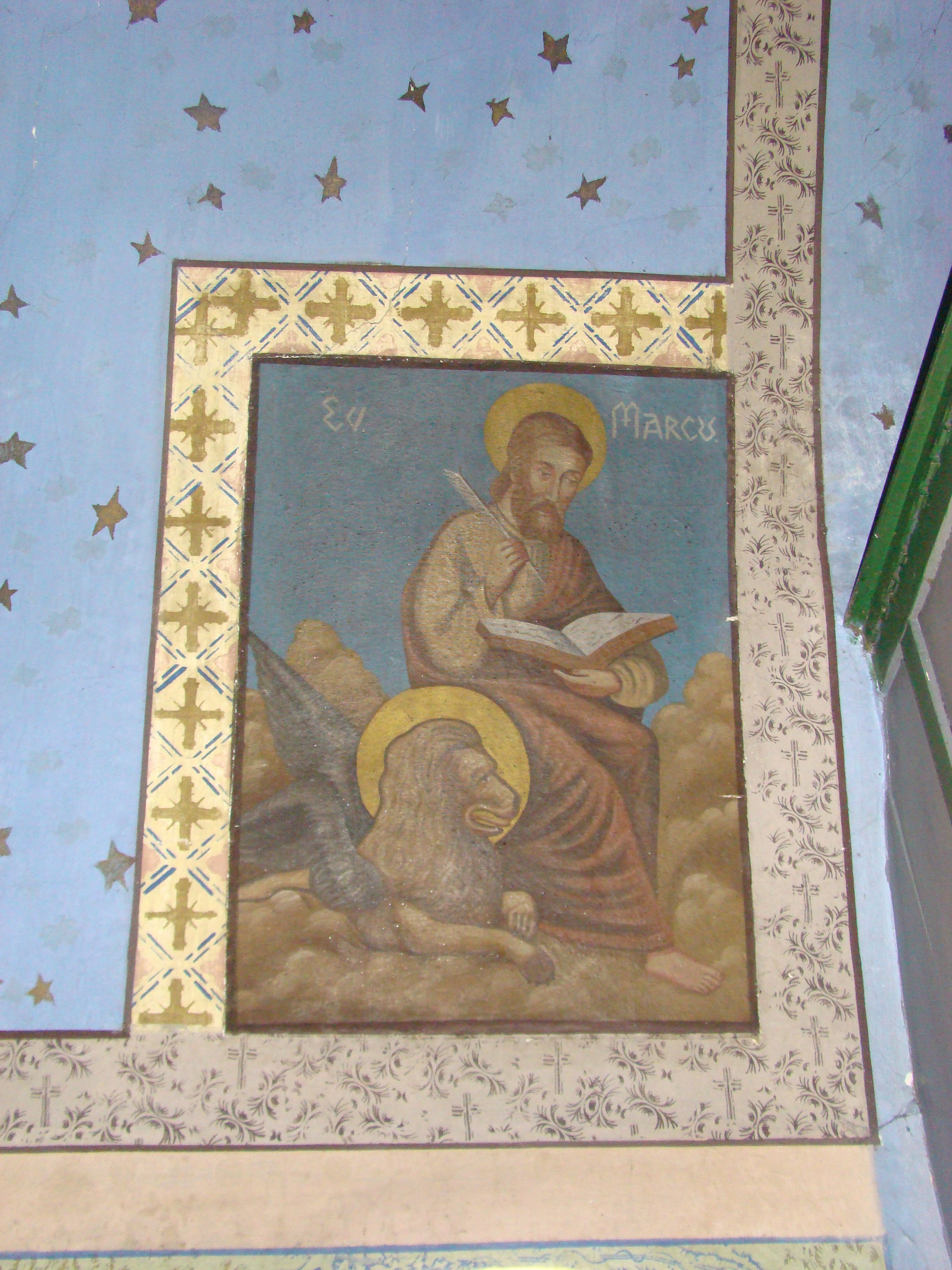
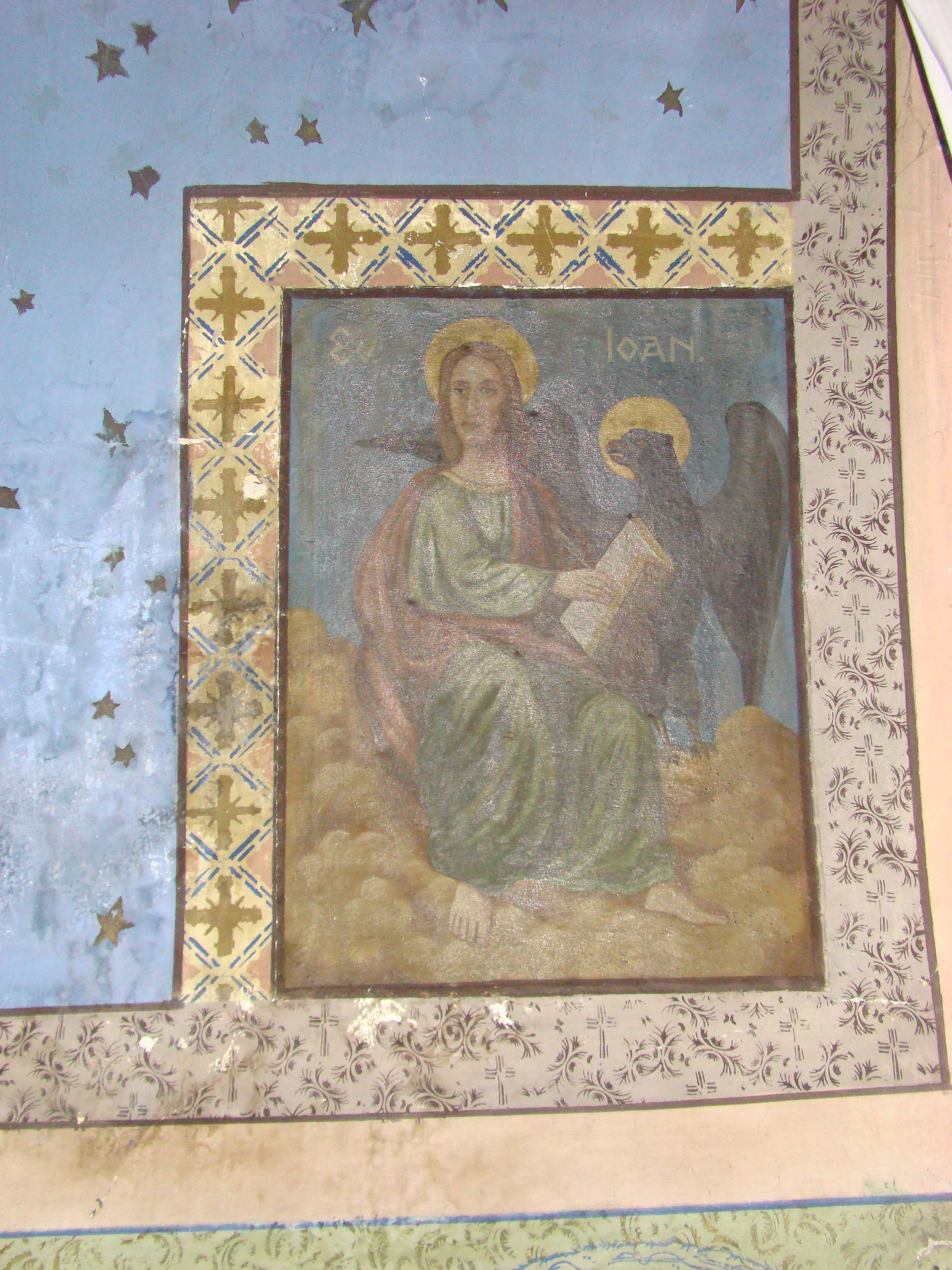
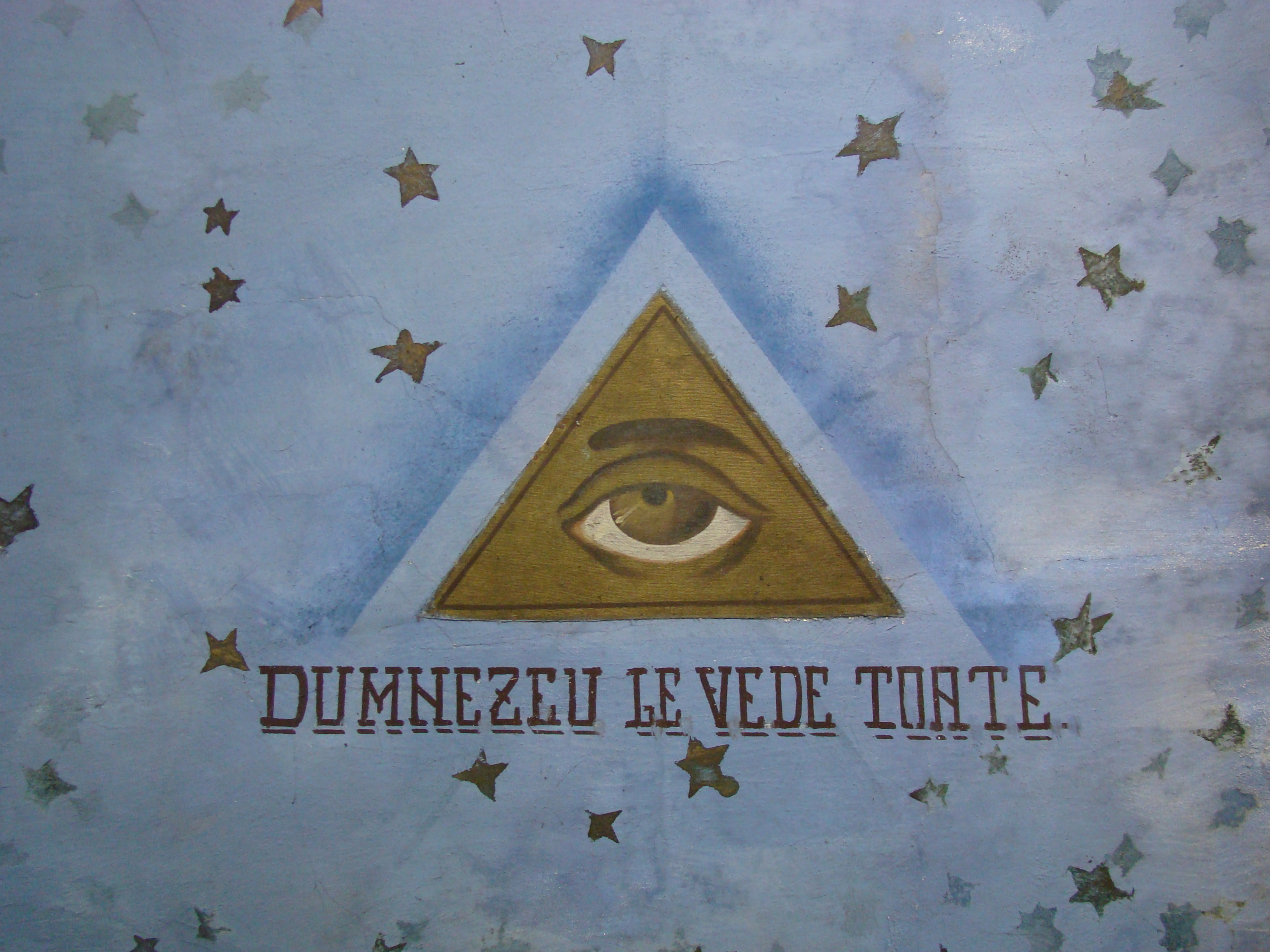
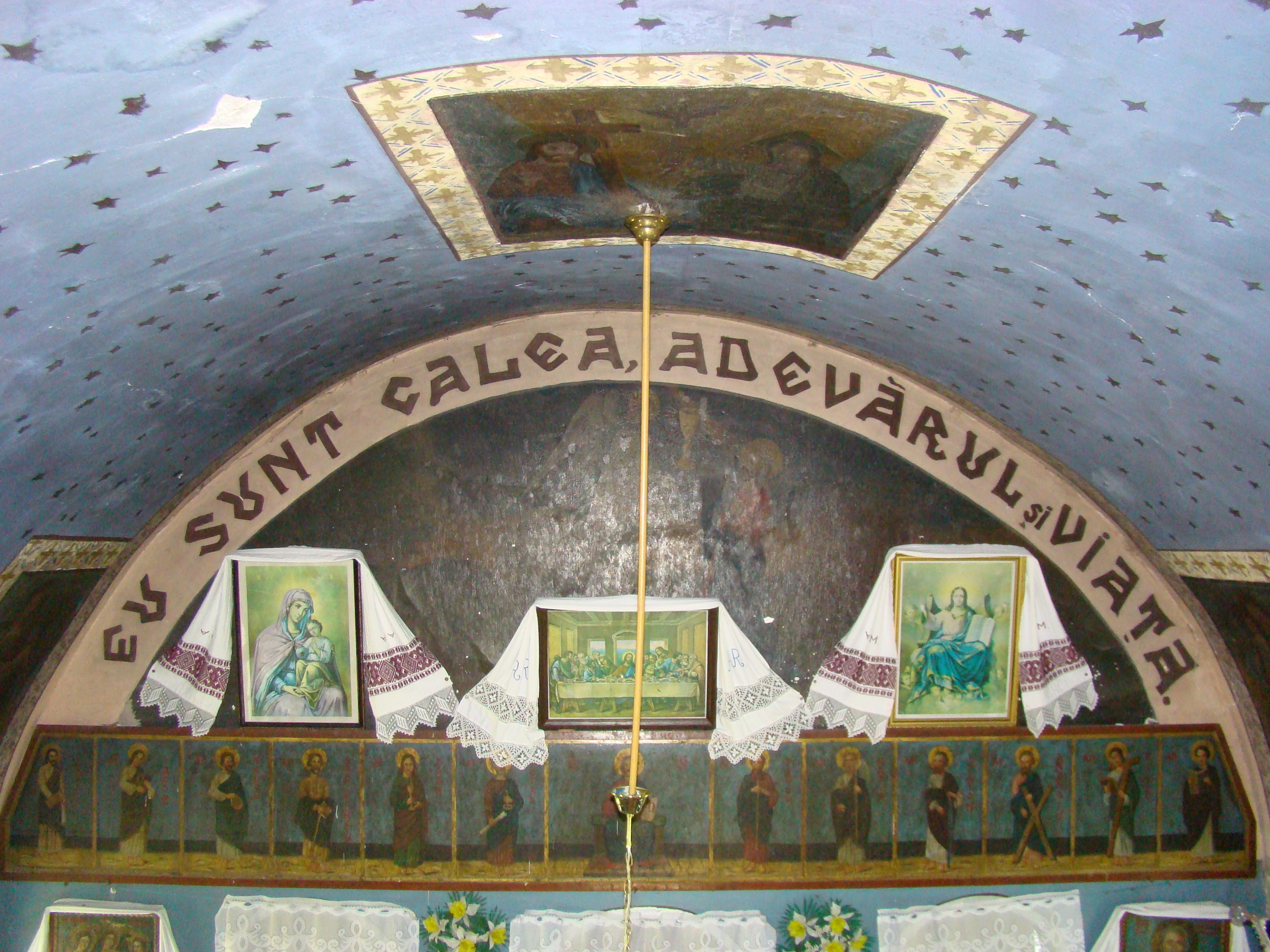
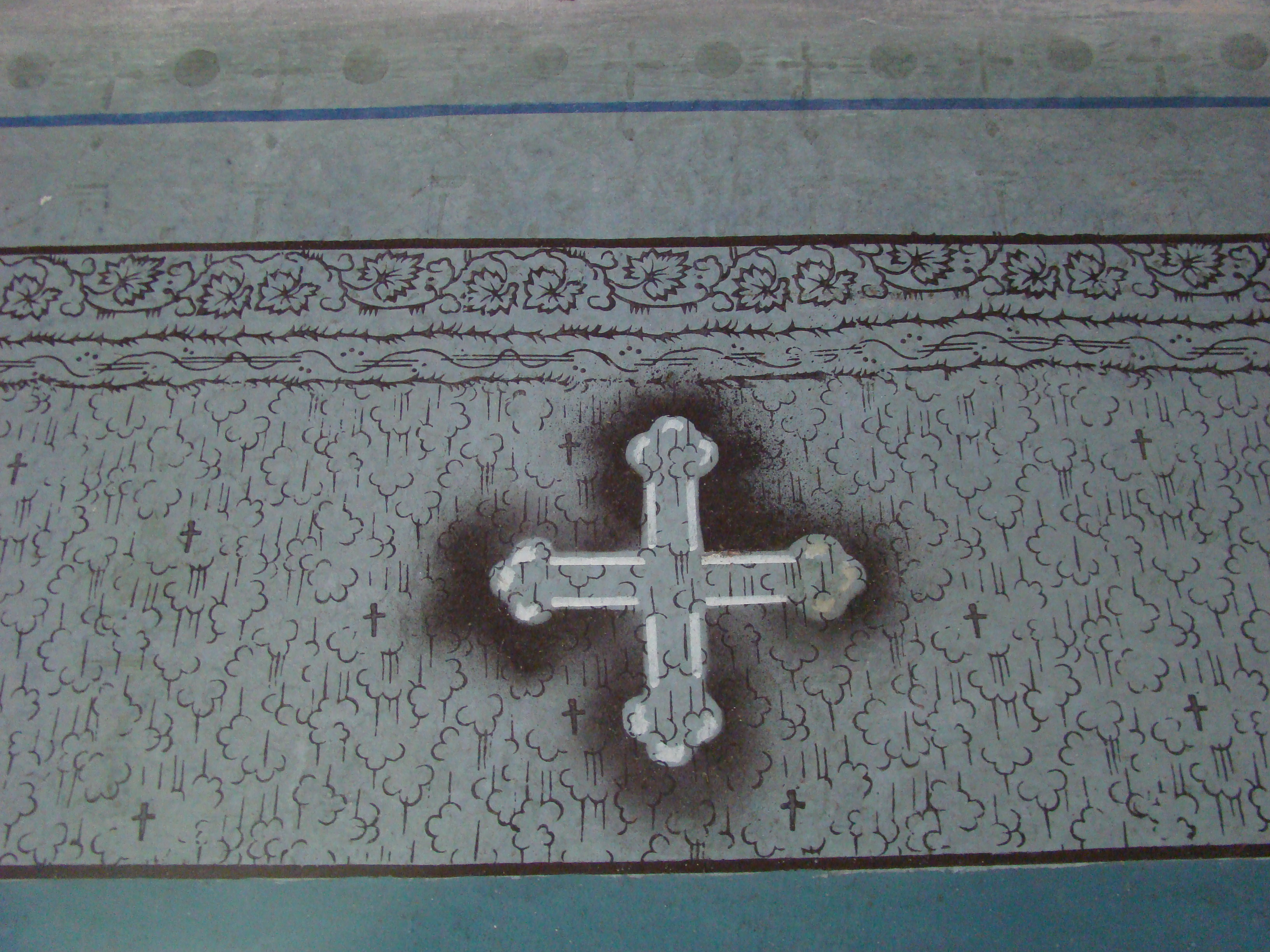
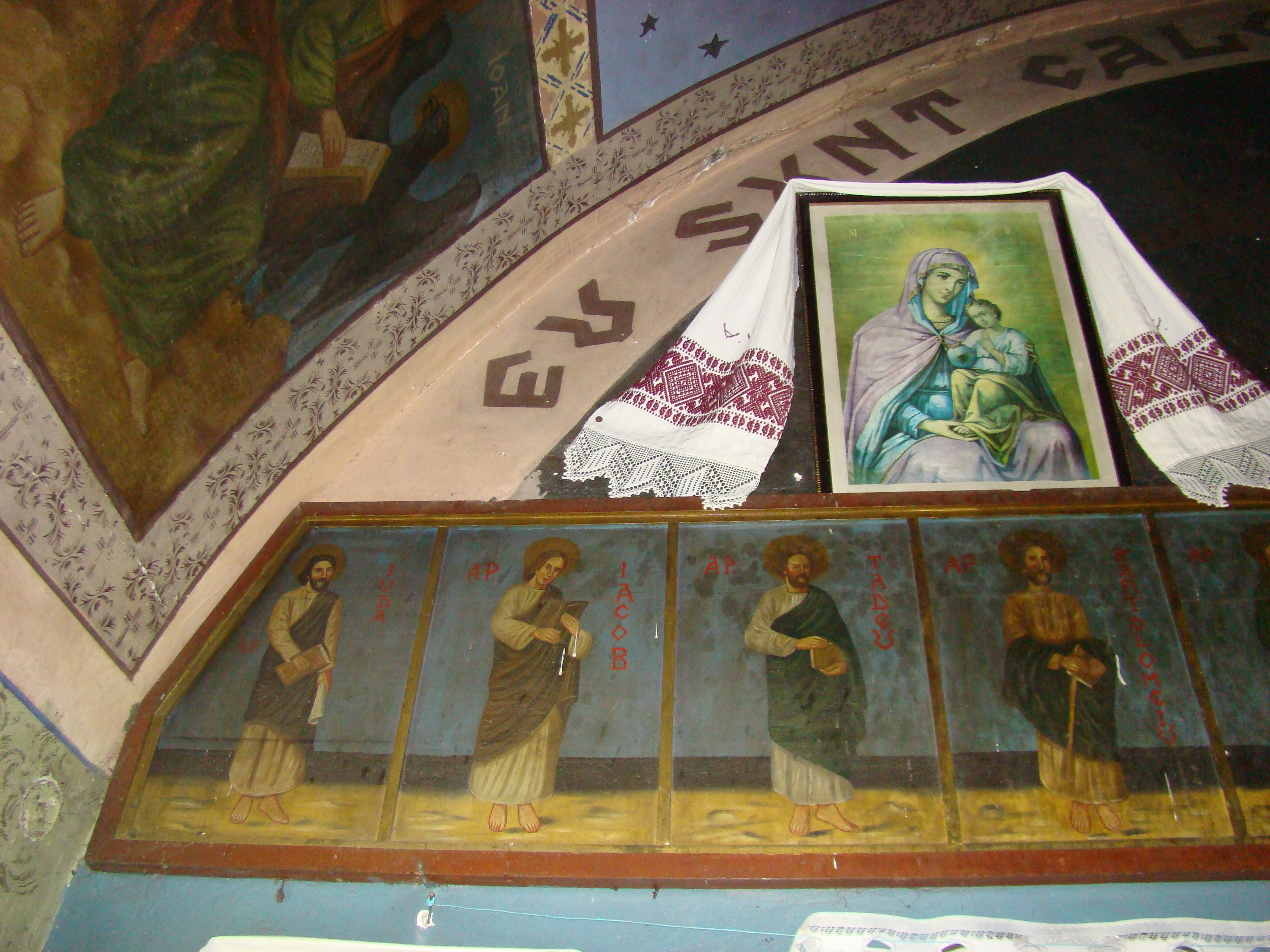
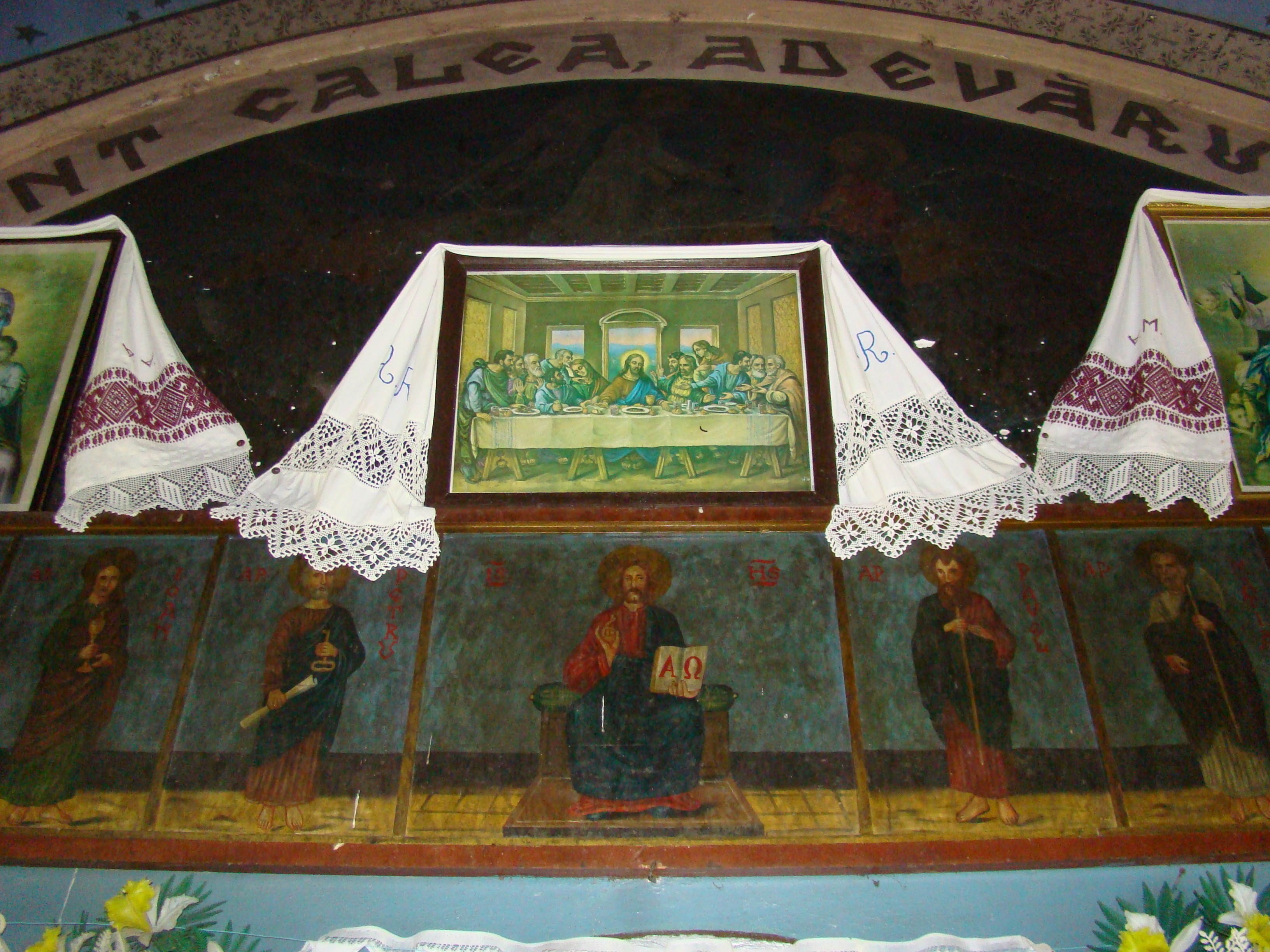
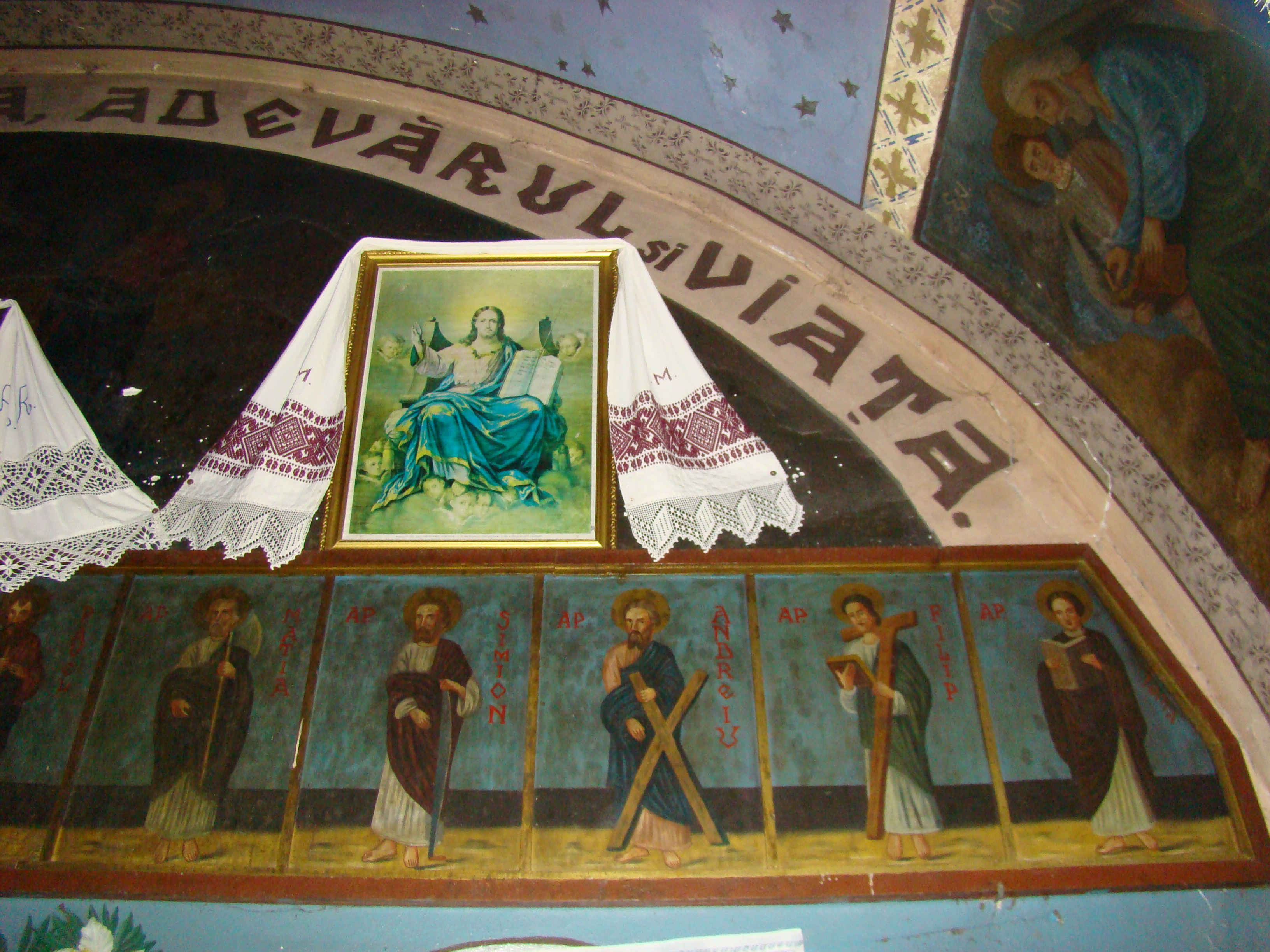
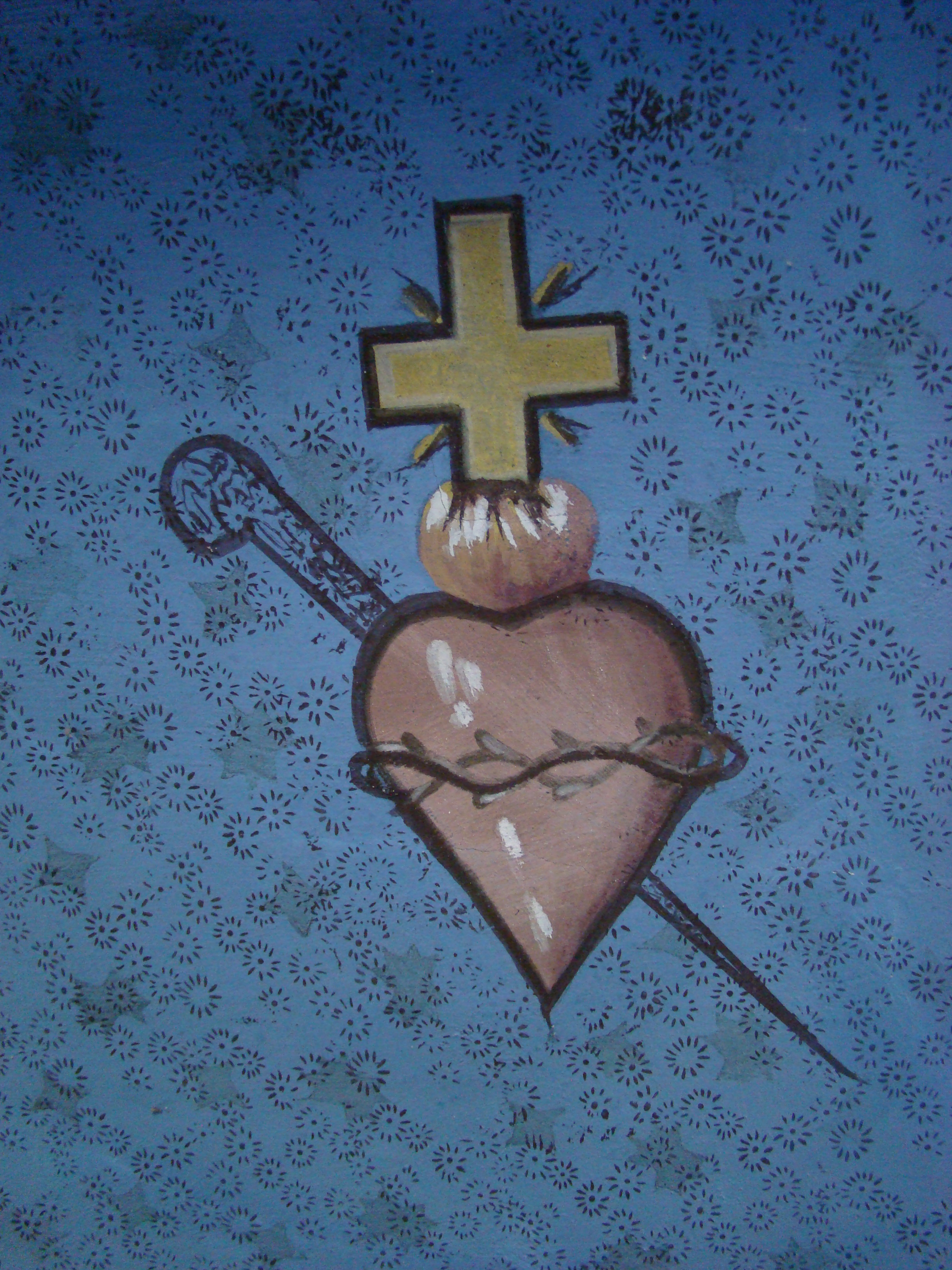
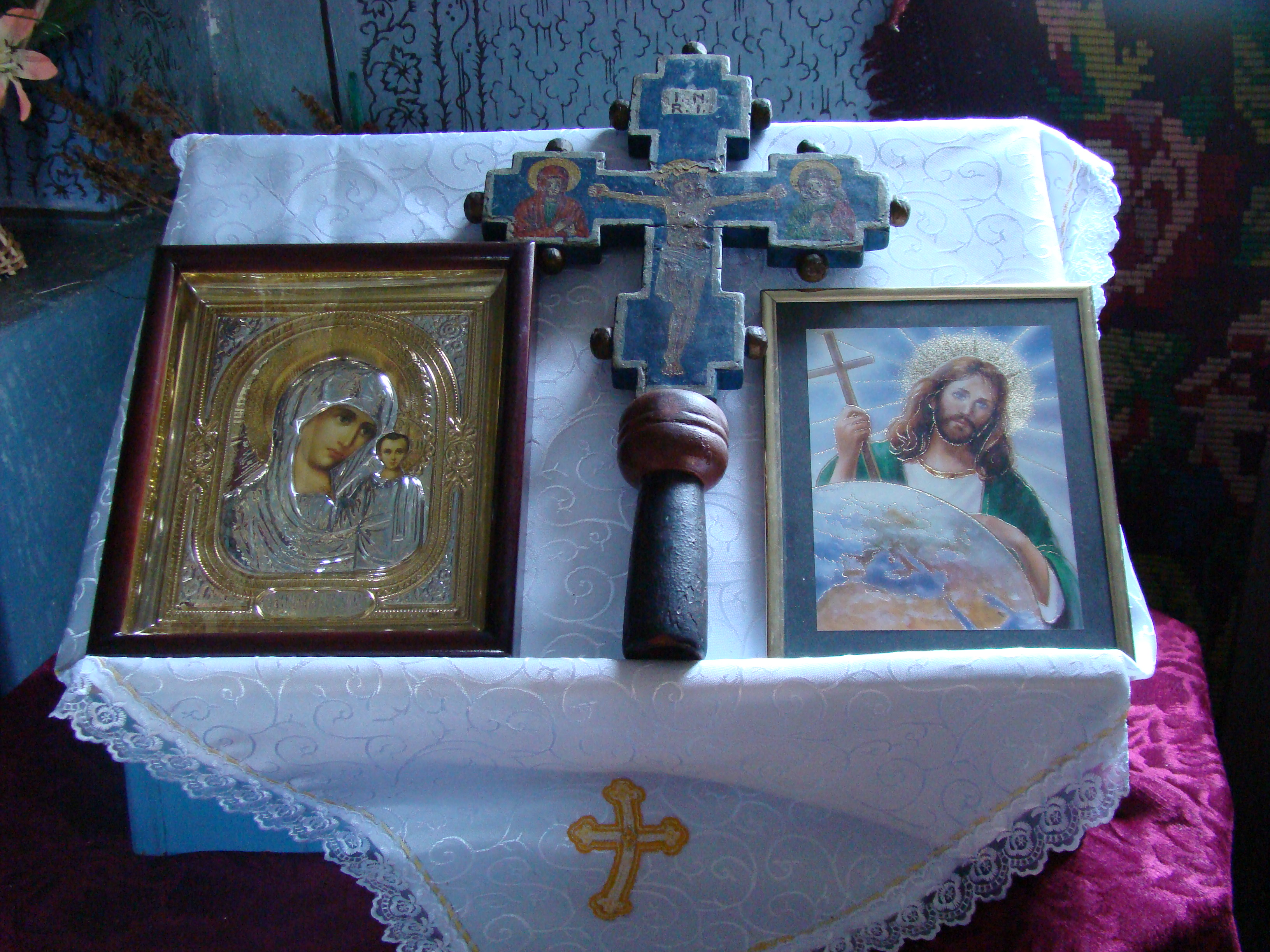
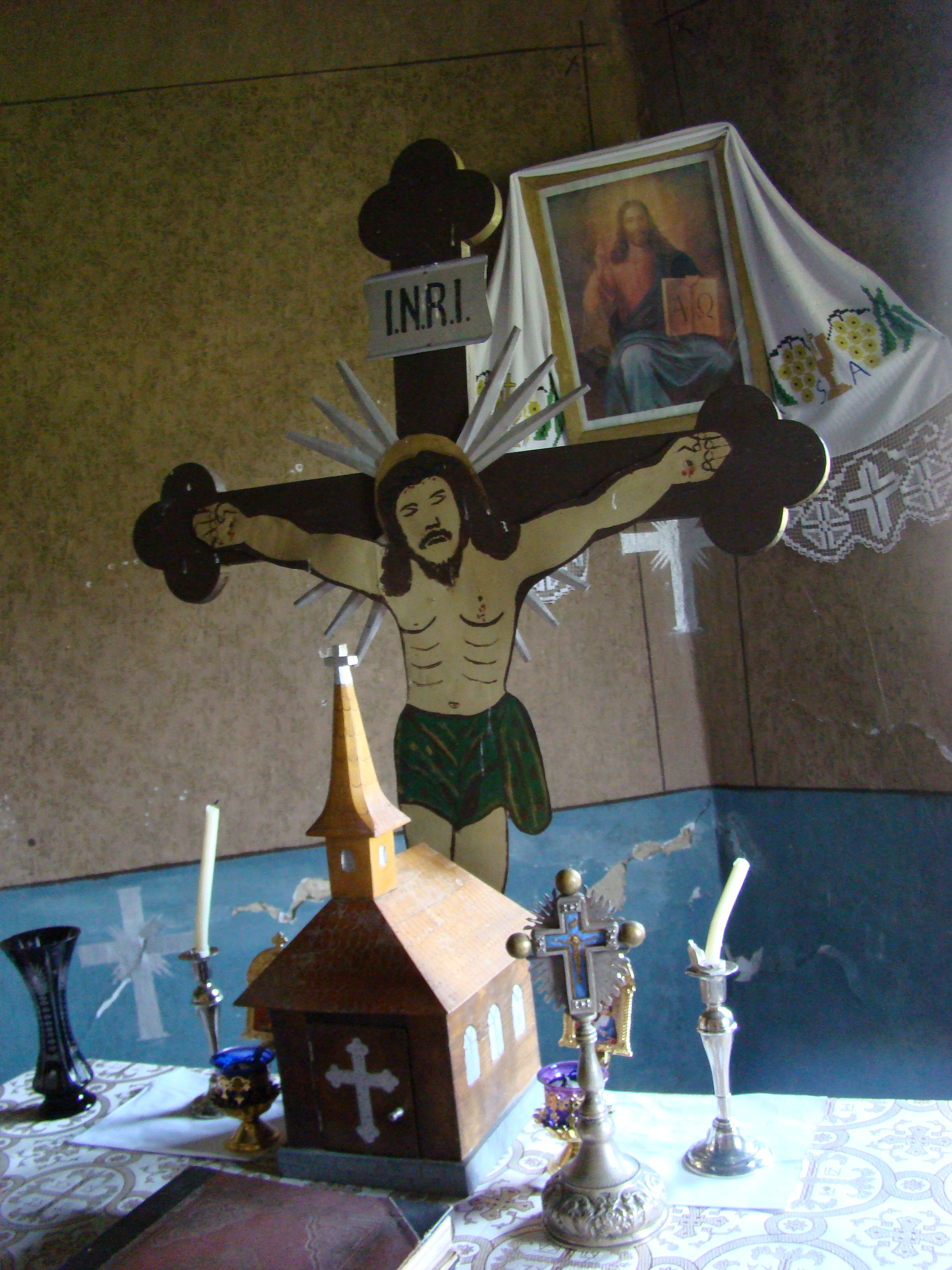
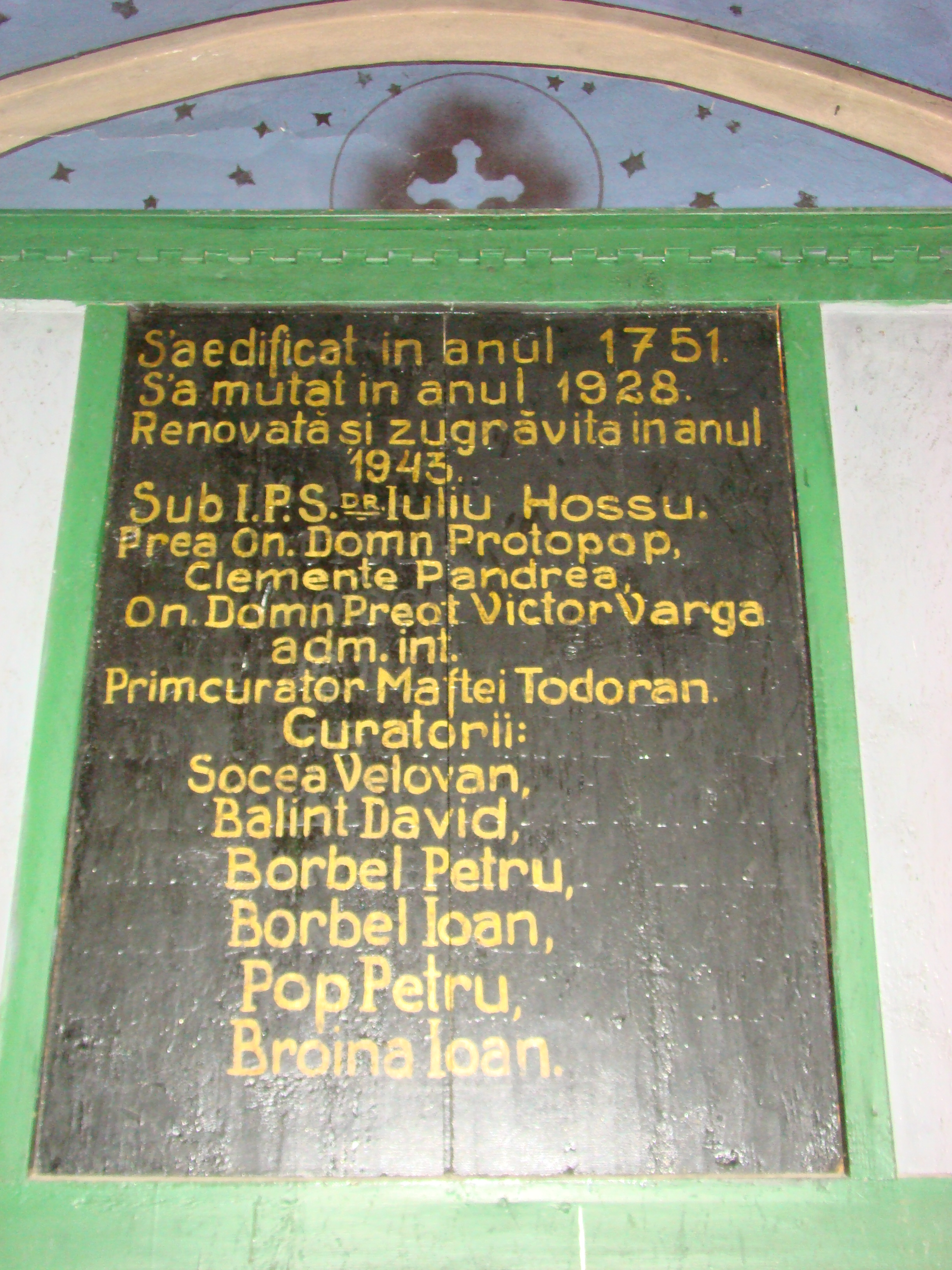
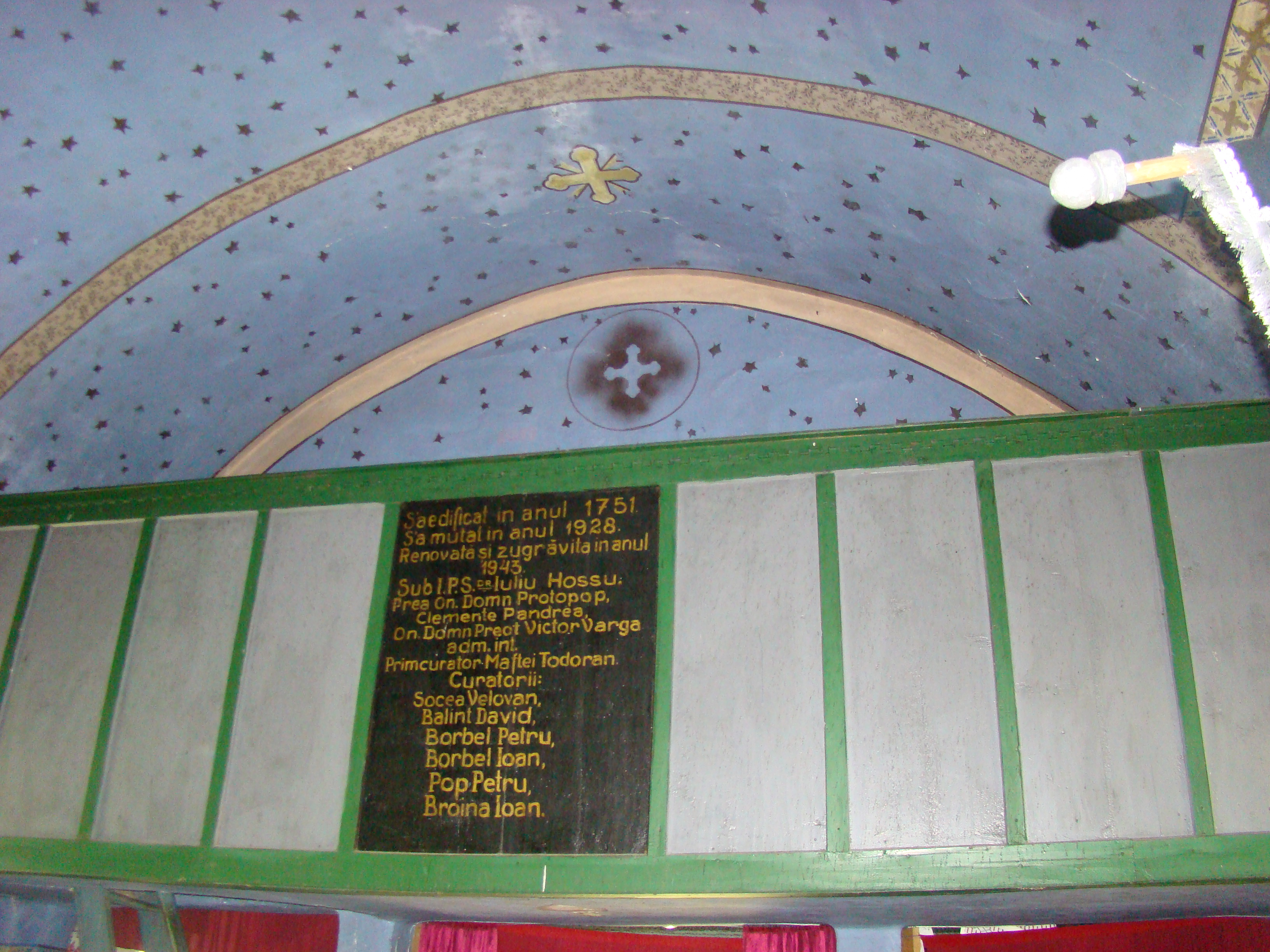
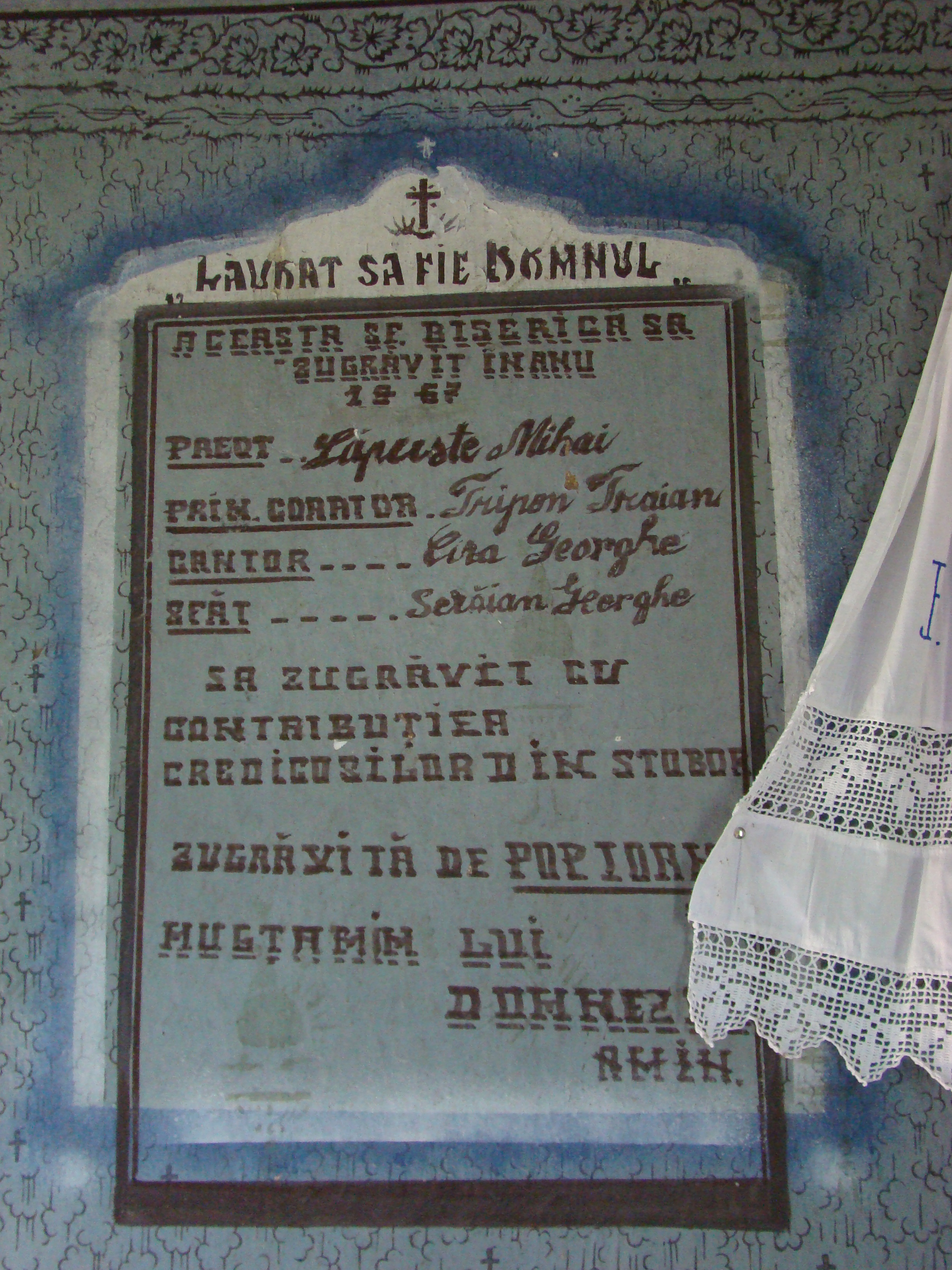
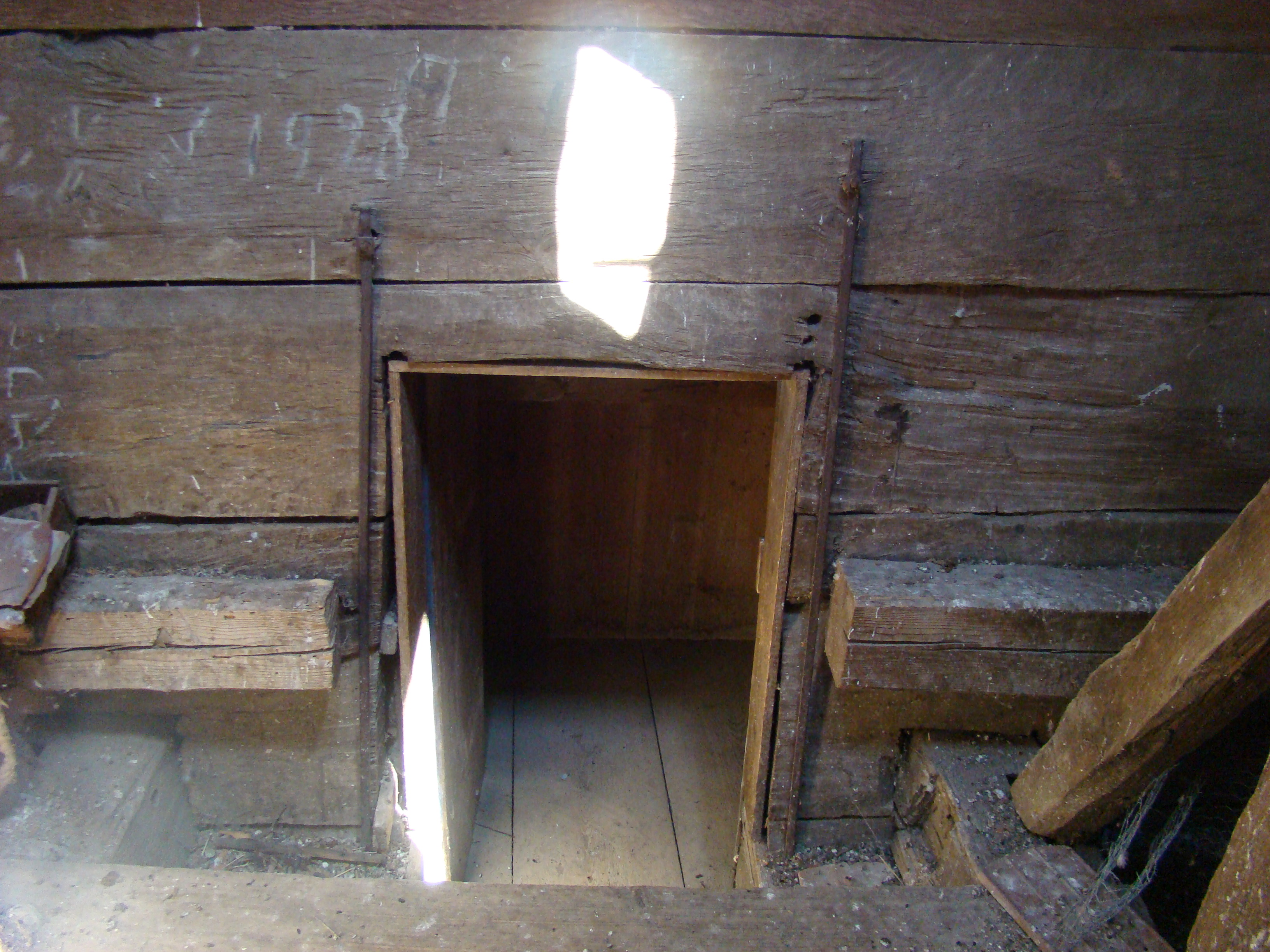
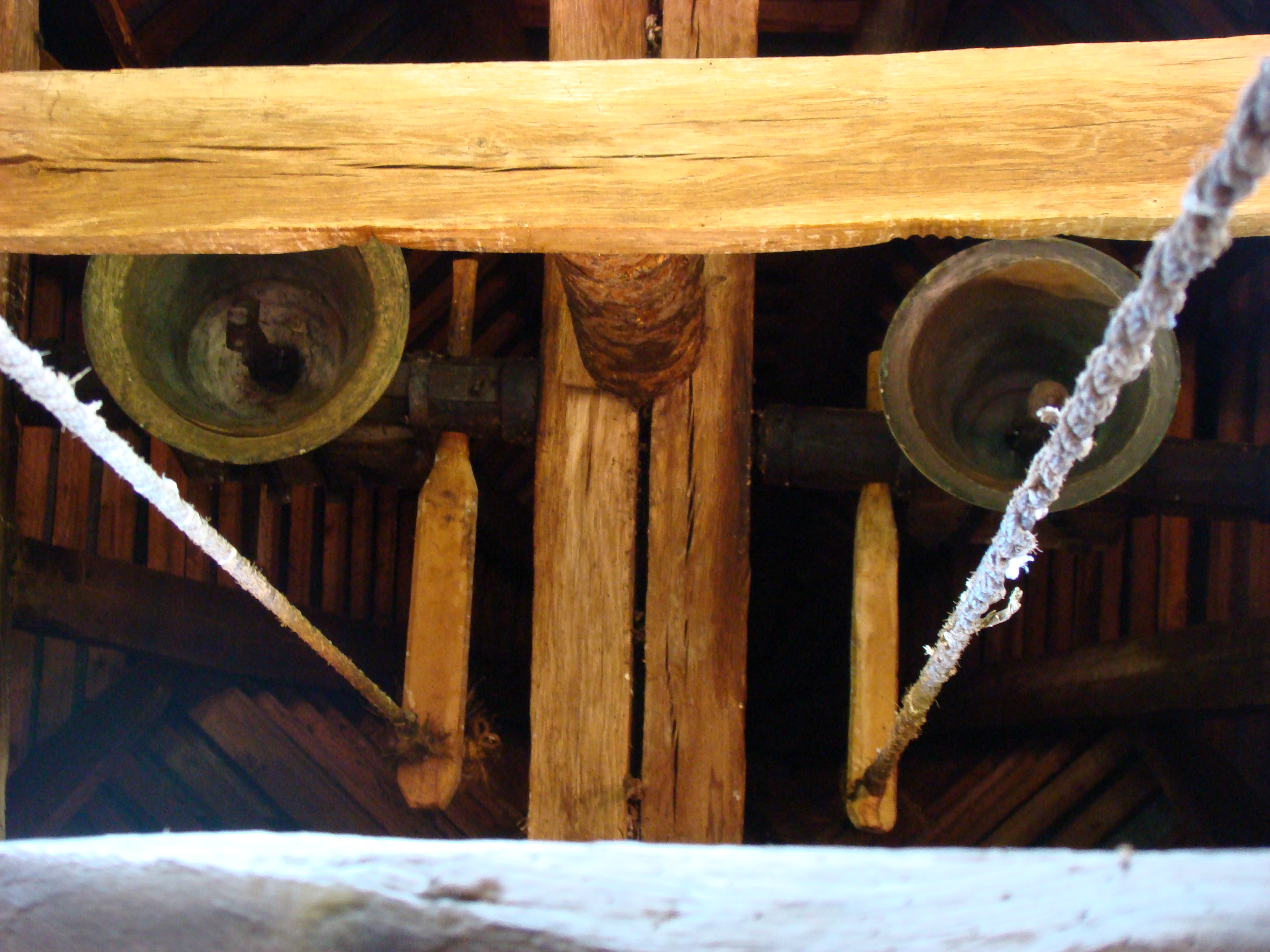
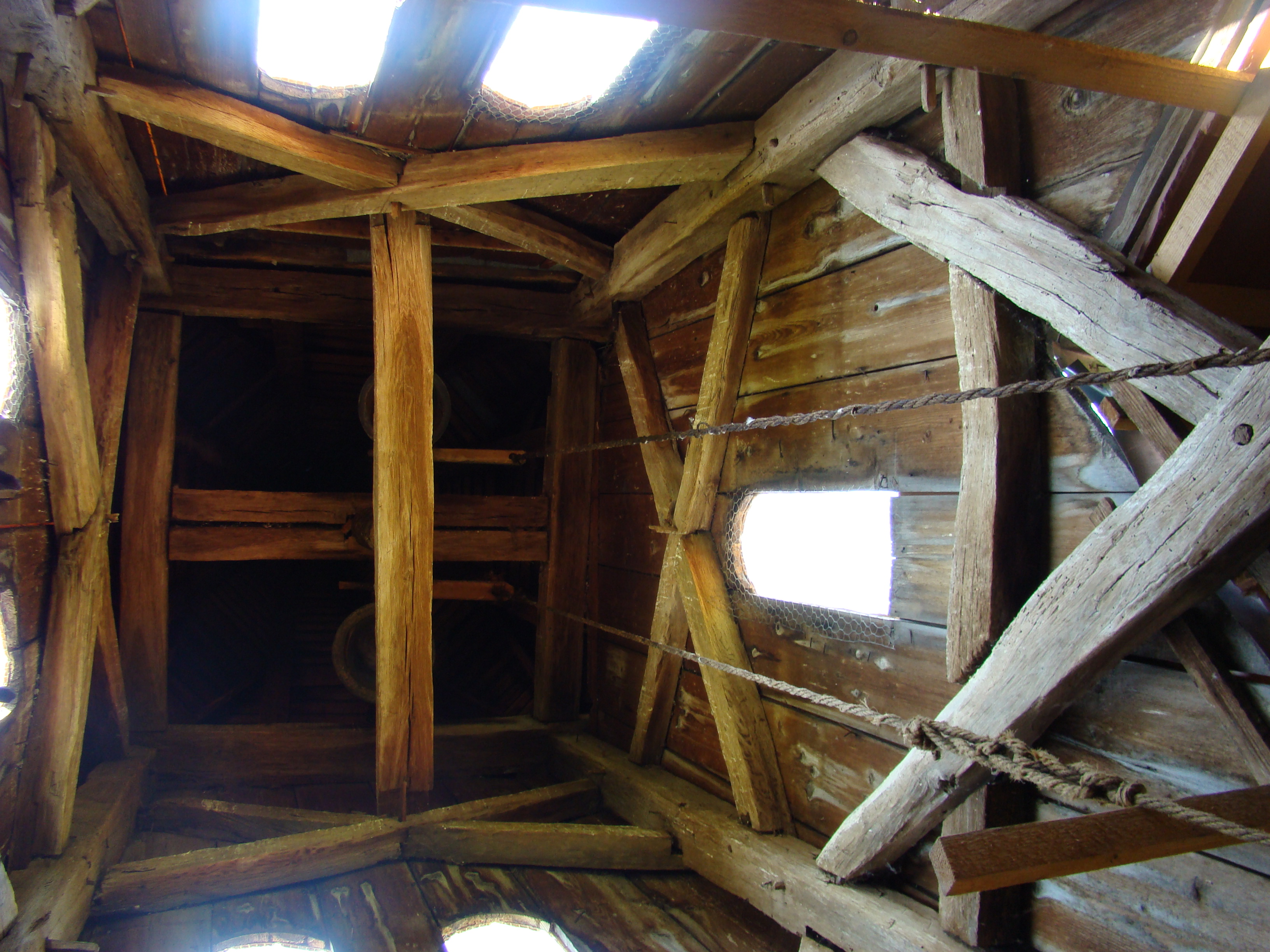
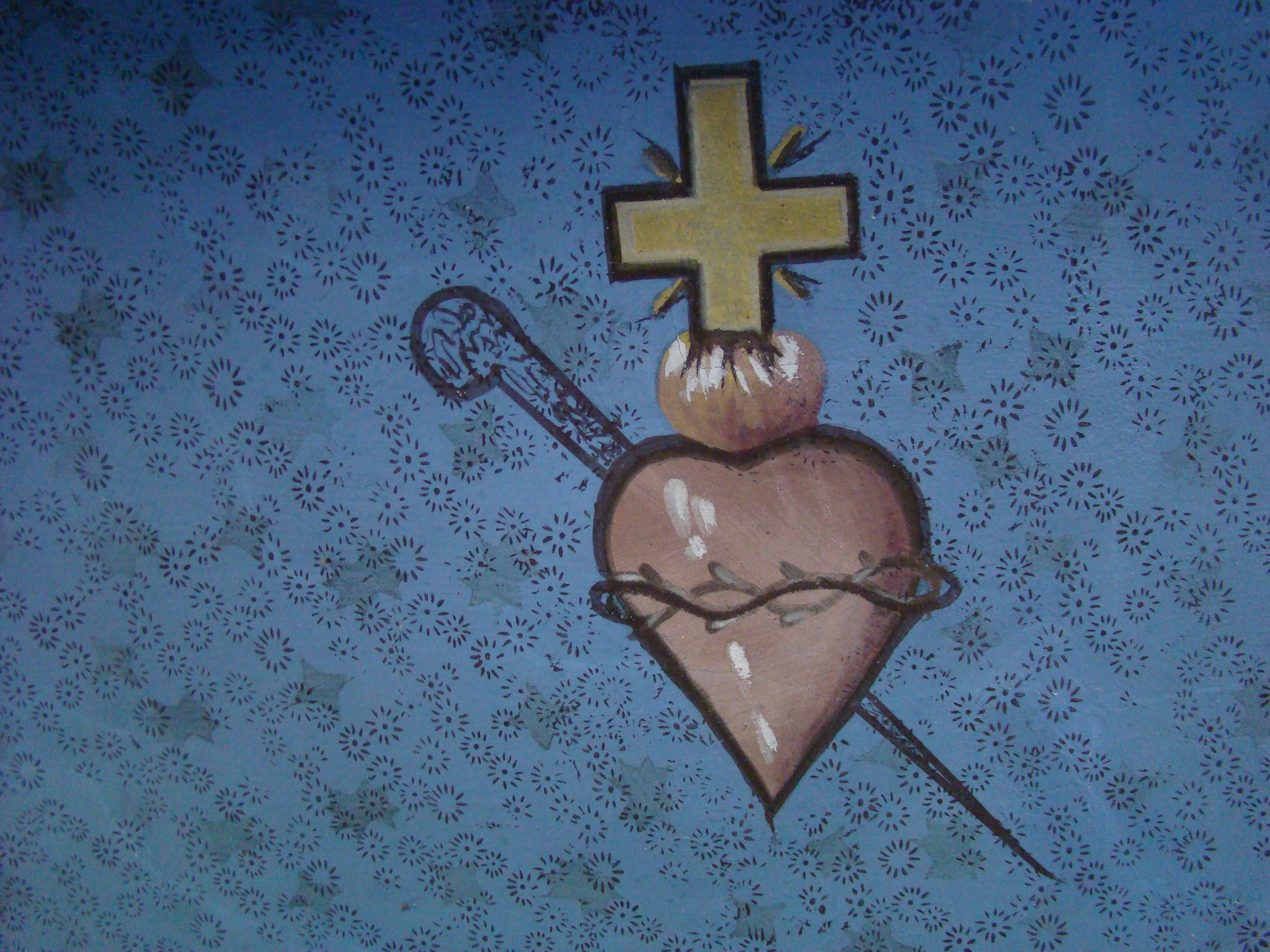
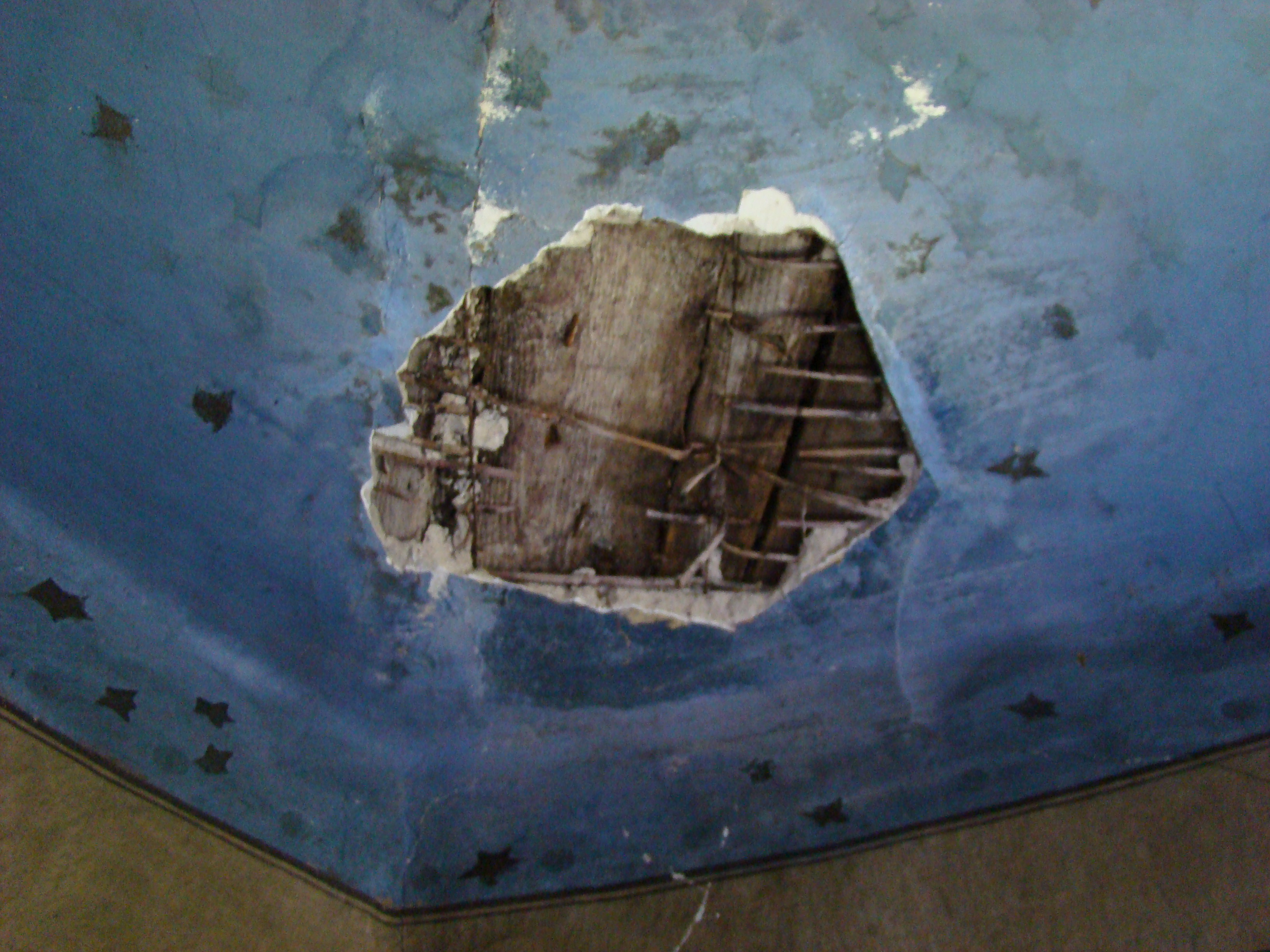
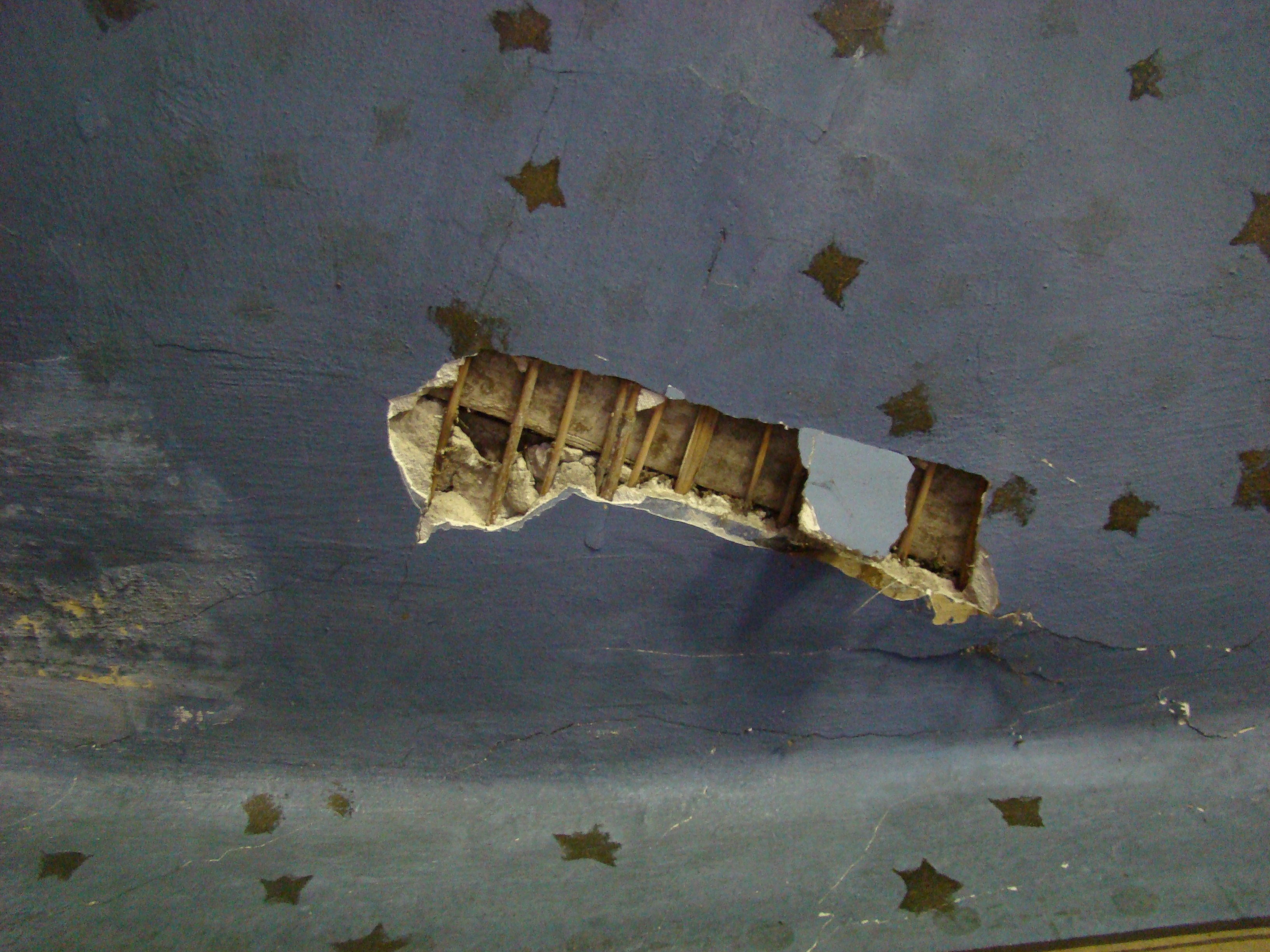
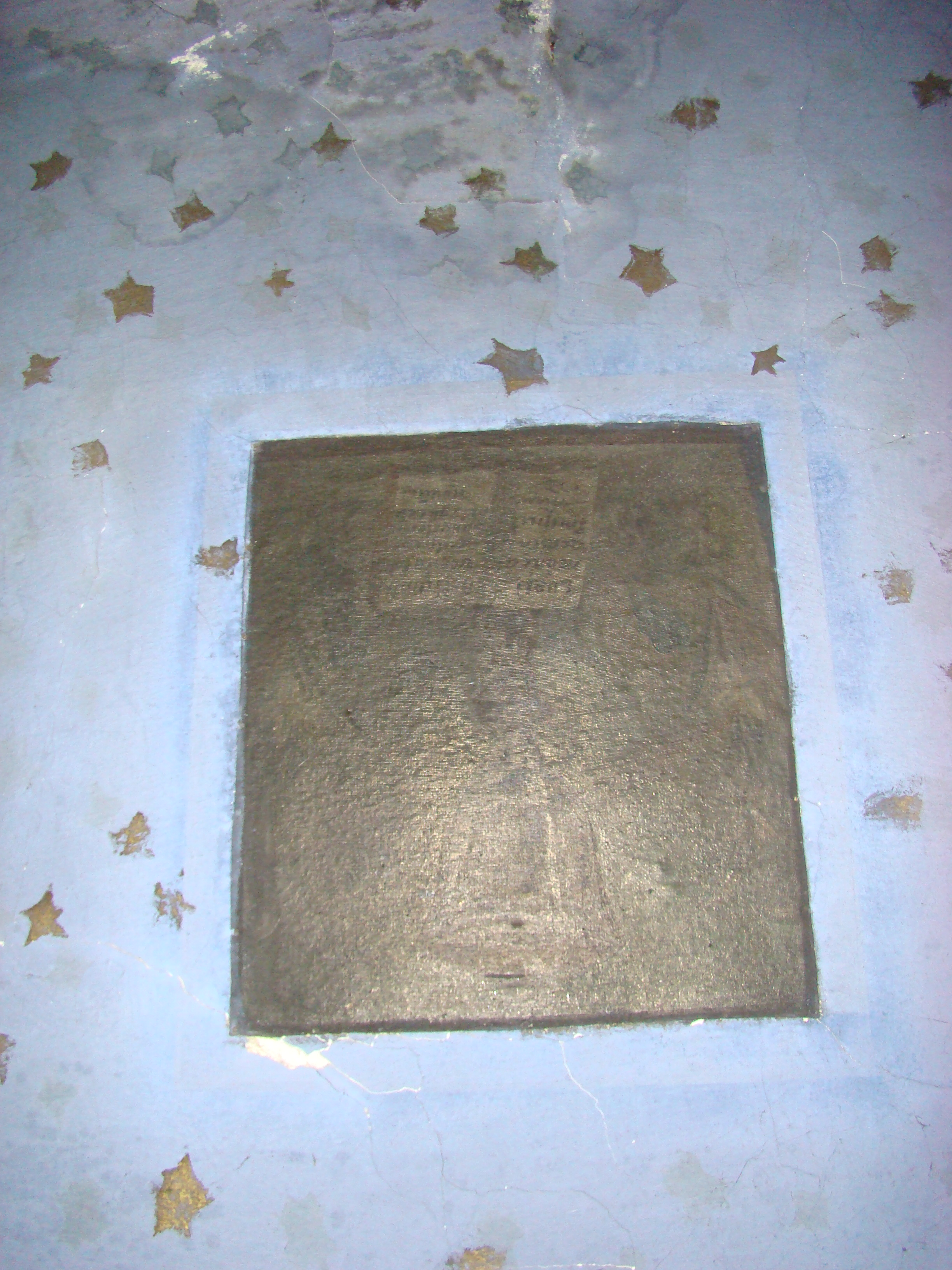
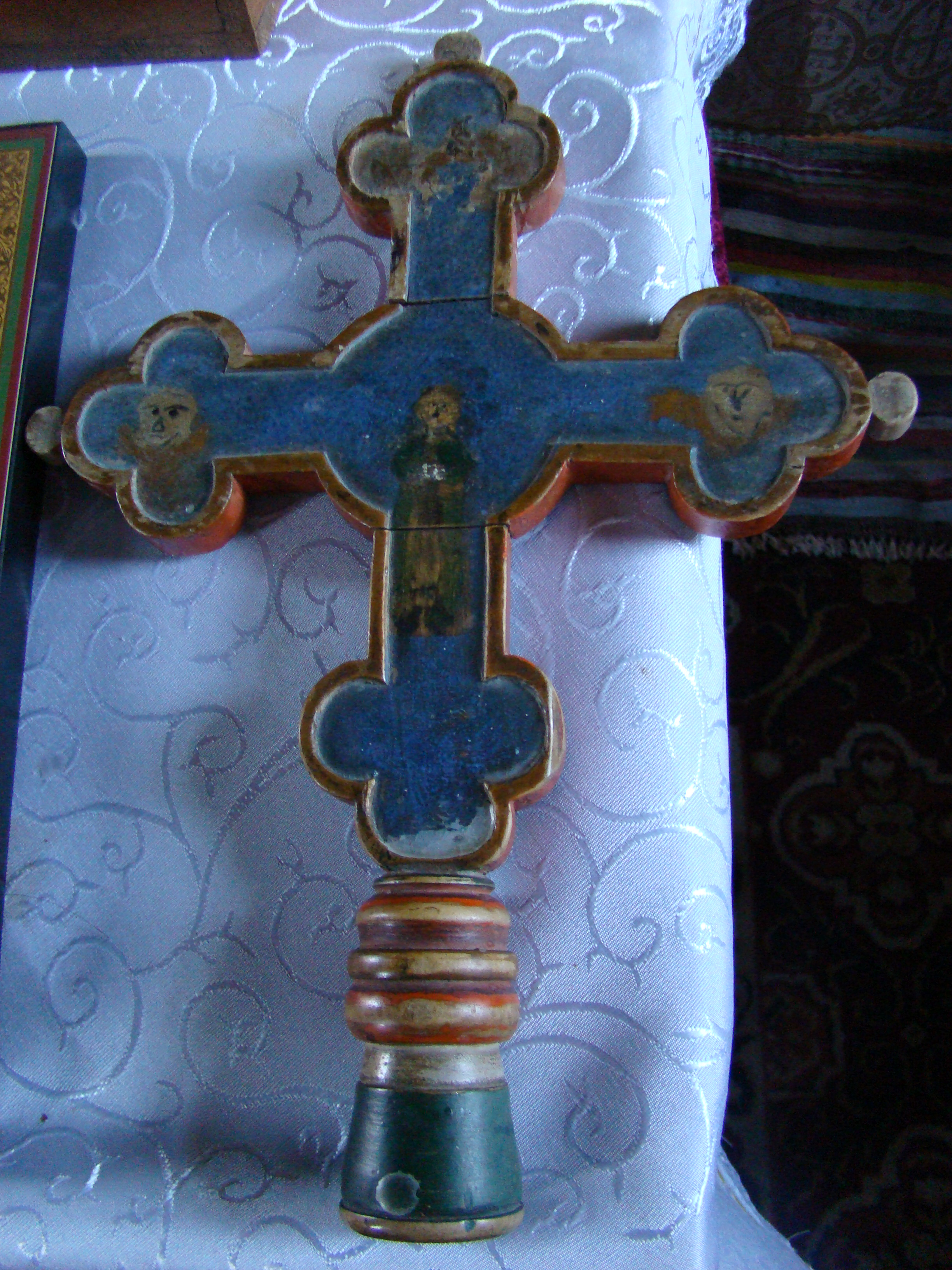